# Front de l'Est (Seconde Guerre mondiale)
Cet article concerne le front est-européen. Pour la guerre menée par le Japon à partir de 1941 en Extrême-Orient, voir Guerre du Pacifique. Pour les autres significations, voir Front de l'Est.
Théâtre européen de la Seconde Guerre mondiale
Batailles
Front de l’Est

Prémices :
- Campagne de Pologne
- Guerre d'Hiver

Guerre germano-soviétique :
- 1941 : l'invasion de l'URSS

- Opération Barbarossa

Front nord : 
- Guerre de Continuation
- Opération Silberfuchs
- Siège de Léningrad

Front central : 
- 2e bataille de Brest-Litovsk
- Bataille de Białystok–Minsk
- 1re bataille de Smolensk
- Bataille de Kiev

Front sud : 
- Siège d'Odessa
- Campagne de Crimée

- 1941-1942 : la contre-offensive soviétique

Front nord : 
- Poche de Demiansk
- Poche de Kholm

Front central : 
- Bataille de Moscou

Front sud : 
- Seconde bataille de Kharkov

- 1942-1943 : de Fall Blau à la 3e bataille de Kharkov

Front nord : 
- Offensive de Siniavino
- Opération Iskra
- Bataille de Krasny Bor
- Opération Poliarnaïa Zvezda

Front central : 
- Opération Mars

Front sud : 
- Bataille du Caucase (opération Fall Blau)
- Bataille de Stalingrad
- Opération Uranus
- Opération Saturne
- Offensive d'Ostrogojsk-Rossoch
- Offensive de Voronej-Kastornoe
- Opération Gallop
- Opération Étoile
- Troisième bataille de Kharkov

- 1943-1944 : libération de l'Ukraine et de la Biélorussie

Front central : 
- 2e bataille de Smolensk
- Opération Bagration

Front sud : 
- Bataille de Koursk
- Bataille du Dniepr
- Offensive Dniepr-Carpates
- Offensive de Crimée
- Offensive de Lvov-Sandomir

- 1944-1945 : campagnes d'Europe centrale et d'Allemagne

Allemagne : 
- Offensive Vistule-Oder
- Offensive de Poméranie orientale
- Siège de Breslau
- Offensive de Prusse-Orientale
- Bataille de Königsberg
- Bataille de Seelow
- Bataille de Bautzen
- Bataille de Berlin
- Capitulation allemande

Front nord et Finlande : 
- Guerre de Laponie
- Offensive Leningrad-Novgorod
- Bataille de Narva

Europe orientale : 
- Opération Margarethe
- Insurrection de Varsovie
- Soulèvement national slovaque
- Opération Panzerfaust
- Bataille de Budapest
- Opération Frühlingserwachen
- Offensive de Vienne
- Insurrection de Prague
- Offensive de Prague
- Bataille de Slivice

Front d’Europe de l’Ouest

Campagnes d'Afrique, du Moyen-Orient et de Méditerranée

Bataille de l’Atlantique

Guerre du Pacifique

Guerre sino-japonaise

Théâtre américain
L'expression de front de l'Est (européen) désigne, dans le contexte de la Seconde Guerre mondiale, le théâtre d'opérations qui oppose plus particulièrement l'Allemagne nazie à l'Union soviétique entre juin 1941 et mai 1945. Ces deux régimes autocratiques se livrent une guerre totale qui ignore les conventions de Genève et se déroule d'abord en Union soviétique, puis dans les pays de l'Europe de l'Est occupés par les forces de l'Axe ou alliés au Reich, et enfin en Allemagne nazie. L'Allemagne bénéficie au départ du soutien de l'Italie fasciste, de la Hongrie, de la Roumanie et de la Finlande. Du côté des Alliés, l'Union soviétique est soutenue par des unités polonaises et roumaines, puis, au fil de la conquête de l'Europe de l'Est par l'Armée rouge, par les armées roumaine, bulgare et yougoslave. Bien qu'ils soient rarement directement engagés dans des actions militaires sur le front de l'Est, le Royaume-Uni et les États-Unis fournissent un soutien économique sensible à l'Union soviétique ; la France est, avec la Roumanie, le seul pays européen à compter des combattants simultanément engagés dans les deux camps lors des opérations en Union soviétique : la Légion des volontaires français et la division Charlemagne soutiennent le Reich et ses alliés, alors que l'escadrille Normandie-Niémen est engagée aux côtés des pilotes soviétiques.
Les noms donnés à ce théâtre d'opérations sont nombreux et varient suivant les pays. Les Russes (et les Soviétiques avant eux) appellent ce conflit la « Grande Guerre patriotique » (russe : Великая Отечественная Война), par référence à la guerre patriotique de 1812 contre Napoléon Ier,. Les Allemands nomment le conflit « front de l'Est » (allemand : die Ostfront[réf. à confirmer]), « campagne orientale » (allemand : der Ostfeldzug) ou « campagne de Russie » (allemand : der Rußlandfeldzug). Les Finlandais, qui combattent aux côtés des Allemands de juin 1941 à septembre 1944, qualifient la partie des combats qui se déroule alors sur leur territoire de guerre de Continuation, perçue comme une prolongation de la guerre d'Hiver de 1939-1940. Ailleurs, on parle également de « front russe ».
Il s'agit du plus grand théâtre d'opérations de la Seconde Guerre mondiale et probablement de toute l'histoire militaire. Le front de l'Est est le lieu d'une guerre acharnée, occasionnant d'énormes destructions et des déportations de masse, entraînant, par la suite de la guerre elle-même, des massacres, famines, maladies et conditions météorologiques extrêmes, d'importantes pertes tant civiles que militaires. Les pertes humaines sur le front de l'Est sont estimées à plus de 30 millions de morts, parmi lesquels on compte au moins 16,9 millions de civils dont 9 millions d'enfants. Les pertes matérielles s'avèrent également colossales avec 1 700 villes et 70 000 villages détruits ou incendiés rien qu'en Union soviétique, où les dégâts totaux avoisinent les 2,6 milliards de roubles.
Ce théâtre d'opérations est essentiellement terrestre et ne sollicite pas le recours aux armes les plus innovantes du moment (missiles V1 et V2, bombes atomiques). Il sera néanmoins déterminant en termes de destructions et de victimes dans la chute du Troisième Reich,, préalablement à la guerre soviéto-japonaise qui conduira à la fin de la Seconde Guerre mondiale. La défaite du IIIe Reich à l'Est de l'Europe, conjuguée à l'engagement occidental dans le Pacifique, en Afrique du Nord, en Italie et en Europe occidentale, entraînera la destruction de l'Allemagne comme puissance militaire, sa division pendant plus de quarante ans en deux États antagonistes, la constitution d'un bloc soviétique (derrière le rideau de fer) en Europe de l'Est et en Chine et l'accession de l'Union soviétique au rang de superpuissance mondiale.
Le 9 mai, jour de la reddition allemande pour le fuseau horaire de Moscou, demeure une fête nationale tant en Russie post-soviétique que dans certaines des anciennes républiques soviétiques (День Победы, littéralement « le Jour de la Victoire »).

## Contexte
Le Pacte germano-soviétique, signé le 23 août 1939, pacte de non-agression entre l'Allemagne nazie et l'Union soviétique, contient des protocoles secrets établissant les modalités de partage de la Finlande, l'Estonie, la Lettonie, la Lituanie, la Pologne et la Roumanie entre le Reich et l'Union soviétique. La Pologne est ainsi partagée en deux en septembre 1939. De même, Staline annexe les trois États baltes et occupe, en Roumanie, la Bessarabie et la Bucovine du Nord. Ces protocoles sont mis en œuvre sans difficulté véritable, sauf en ce qui concerne la Finlande, qui devait être placée sous influence soviétique, mais qui résiste et repousse l'Armée rouge. Ainsi, l'Union soviétique et l'Allemagne nazie se partagent une partie de l'Europe, conduisant, lorsque l'Allemagne nazie envahit le Danemark et la Norvège au début d'avril 1940, à des interventions militaires du Royaume-Uni aux îles Féroé, en Islande et, en lien avec la France et la Pologne libre, en Norvège (batailles de Narvik).

## Enjeu idéologique

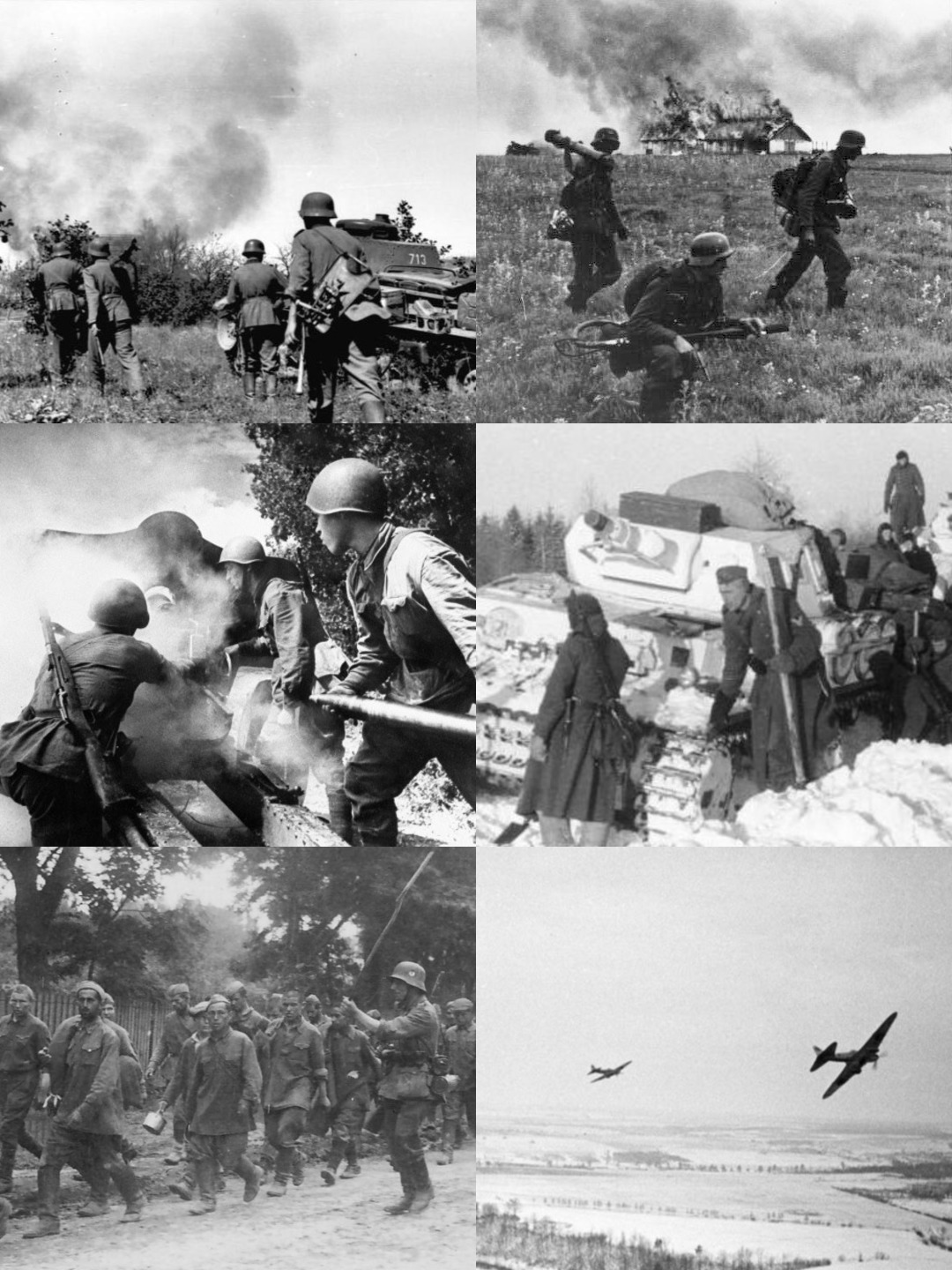
.

Jusqu'aux derniers jours du conflit, dans la guerre qui oppose le Reich à l'Union soviétique, Hitler et le NSDAP assignent à cette confrontation un fort contenu idéologique, axé sur la conquête de l'espace vital : ainsi, à l'automne 1944, Hitler ordonne la constitution d'une poche de résistance en Courlande, dans son esprit un tremplin pour la reconquête de l'espace vital.
Adolf Hitler mentionne dans Mein Kampf la nécessité pour l'Allemagne nazie d'un Lebensraum (« espace vital »), par l'acquisition de nouveaux territoires en Europe de l'Est. Il envisage ainsi de coloniser la Russie jusqu'à l'Oural, voire au-delà, tout en déportant la majorité des Russes en Sibérie et en exploitant comme esclaves ceux qui resteraient : le Generalplan Ost en définit les étapes, en mettant en place une planification. Pour les plus extrémistes des nazis (comme Himmler), la guerre contre l'Union soviétique constitue une lutte à mort entre le national-socialisme et le communisme, et entre la race aryenne et les Slaves, considérés comme des « sous-hommes ». La guerre doit également permettre d'exterminer les communautés juives d'Europe centrale et orientale (voir Shoah par balles). Jusqu'aux derniers jours du conflit, les proclamations nazies développent cet argumentaire.
Le conflit à l'est est présenté par la propagande nazie comme le dernier avatar du conflit plurimillénaire qui oppose les populations nordiques, indogermaniques, aux populations asiatiques, comme l'affirment Hitler dans ses propos de table ou bien un fascicule de propagande de 1942 : si Hitler fait le lien de parenté entre les Huns défaits en 451 et les armées soviétiques défaites en 1941, le NSDAP développe l'idée du conflit entre deux Weltanschauung concurrentes. En effet, ce qu'il appelle « l'assaut asiatique » constitue à ses yeux le principal adversaire de l'Europe et de sa civilisation depuis les guerres médiques, et sa forme contemporaine, à savoir le judéo-bolchevisme, serait la forme la plus dangereuse prise par les populations asiatiques pour conquérir et dominer l'Europe. La propagande SS utilise de diverses manières ce thème de la pérennité du danger asiatique dans ses publications : ainsi, le fascicule de propagande intitulé der Untermensch propose une représentation iconographique des cavaliers de l'Apocalypse sous les traits des envahisseurs huns, mongols et tatars. Dans les années 1930, la propagande nazie insiste fortement sur le conflit entre l'Europe et l'Asie : ainsi, en 1936, l'historien Fritz Taeger rappelle dans un ouvrage à succès le caractère immémorial du conflit qui oppose les populations occidentales aux peuples orientaux.
Cette idée de lutte à mort, manichéenne, est également et abondamment relayée par les soldats du front dans les lettres qu'ils envoient à leurs familles, mais les défaites ont pour conséquence de développer chez les soldats engagés sur ce front une rhétorique d'expiation, qui analyse le possible sort futur réservé à l'Allemagne et aux Allemands comme un ensemble de mesures de rétorsion à la politique menée en URSS. À partir de ce moment, beaucoup de soldats allemands semblent se battre pour que leur pays évite de connaître ce sort ; d'ailleurs, la propagande, surtout en 1945, développe cette idée, avec plus ou moins de succès : Bormann et Goebbels, les 24 et 25 février, à la radio, puis Hitler, dans son ordre du jour du 15 avril 1945, ultime appel au combat pour les soldats du front de l'Est, ne disent pas autre chose, lorsqu'ils promettent les pires tourments en cas de défaite allemande.
Les Allemands ne tentent rien pour s'appuyer durablement sur la population locale, même lorsque celle-ci aurait pu exprimer une bienveillance, sinon une sympathie, pour l'envahisseur. Par exemple, les Ukrainiens, qui avaient souffert de la domination russe, auraient pu considérer les Allemands comme des libérateurs ; les paysans auraient pu apprécier la suppression des kolkhozes et des sovkhozes, mais les Allemands préfèrent les conserver pour contrôler plus facilement la production en vue d'une exploitation systématique des ressources du pays conquis.
Après la bataille de Koursk à l'été 1943 et les retraites successives de la Wehrmacht, la propagande nazie proclame que le front de l'Est est la défense par l'Allemagne de la civilisation occidentale contre les hordes bolcheviques qui se déversent sur l'Europe. En 1945, la propagande tente d'instiller la peur de l'envahisseur asiatique, affirmant que les troupes soviétiques, manœuvrées par l'ennemi judéo-bolchevique, ont l'intention de détruire la civilisation en général et l'Allemagne en particulier.
Cette dimension de défense de l'Europe n'est alors pas la seule utilisée. Himmler, à de nombreuses reprises et de plus en plus souvent au fil du conflit, se lance dans des affabulations hasardeuses : selon lui, les principaux chefs à la tête de peuples asiatiques qui ont menacé l'Europe seraient les dépositaires de « gènes germaniques perdus », descendants des chefs appelés par les populations asiatiques dans l'Antiquité.
Les ambitions soviétiques semblent, par contraste, avoir été plus opportunistes ou traditionnelles qu'idéologiques : survie à tout prix de l'URSS et de la nation russe, expansion territoriale, constitution d'un glacis de nations vassales entre l'URSS et l'Allemagne. L'Union soviétique participe à l'invasion de la Pologne en 1939 et annexe les États baltes et la Bessarabie en 1940, obtenant des places d'armes dans le cas d'une guerre contre Adolf Hitler, et met, dès que possible, les nations « libérées » par l'Armée rouge (Pologne, Roumanie, Hongrie, Tchécoslovaquie) sous le contrôle de l'URSS. Contrairement à Hitler, les dirigeants soviétiques ne visent pas particulièrement la destruction de l'Allemagne en tant que nation ou l'exploitation comme esclaves des Allemands.

## Belligérants
La guerre qui oppose l'Allemagne nazie à l'Union soviétique à partir de l'été 1941 se déroule d'abord sur le territoire soviétique, après que l'Allemagne a violé le Pacte germano-soviétique. Elle revient progressivement vers l'ouest à partir de 1943, jusqu'à se dérouler dans les Balkans, en Pologne, en Tchécoslovaquie, en Hongrie et enfin en Allemagne.
L'Allemagne fait appel aux forces armées d'autres puissances de l'Axe. Au sud, le royaume de Roumanie s'engage dans la lutte pour récupérer ses territoires annexés par Moscou en 1940, permettant d'attaquer en direction d'Odessa. Les forces roumaines avancent ensuite jusqu'à Stalingrad. La Finlande, attaquée par l'URSS lors de la guerre d'Hiver de 1939-1940, contribue à l'effort le long de sa frontière de Mourmansk à Léningrad, sans toutefois laisser ses armées avancer profondément en territoire soviétique. Plusieurs États satellites ou alliés de l'Allemagne en Europe fournissent de façon officielle des contingents pour la lutte contre le bolchevisme : la Hongrie, l'Italie fasciste (le Corps expéditionnaire italien sur le front de l'Est) et la République slovaque.
L'Allemagne nazie est également assistée par des forces d'appoint, parfois de taille symbolique : partisans anticommunistes dans les territoires occupés (OUN, armée Vlassov), division espagnole (Division Bleue) envoyée par Francisco Franco pour maintenir une relation de confiance avec les forces de l'Axe, unités de volontaires SS venant de différents pays conquis (France : Légion des volontaires français, dont les troupes rejoignirent ensuite la division SS Charlemagne ; Belgique : division SS Wallonie, etc.). En outre, dès 1941, des populations des territoires soviétiques occupés se joignent aux troupes allemandes : formant des unités de qualité variable, les Hiwis, d'abord employés pour l'intendance et les services, sont intégrés dans le cadre d'unités antipartisanes à partir de 1942 ; ces volontaires plus ou moins forcés sont distingués par un brassard. Outre ces personnels, la Wehrmacht compte un certain nombre d'unités combattantes recrutées sur les territoires occupés d'URSS : Baltes, Caréliens, Géorgiens, Cosaques, versés à partir de 1943 dans les unités cantonnées en France ou dans les Balkans, pour faire face à toute aviation alliée voulant soutenir les troupes alliées terrestres.
L'Union soviétique, de son côté, bénéficie du soutien des partisans d'Europe de l'Est, notamment de Bohême-Moravie, Slovaquie, Pologne, Roumanie, Bulgarie, Yougoslavie et des territoires occupés par l'Allemagne. Dans la dernière partie du conflit, elle recrute, entraîne et équipe des unités polonaises, comme les première et seconde armées polonaises (les armées polonaises de l'Est). Elle enrôle également, après la libération de leurs pays, les armées de la Roumanie, de la Bulgarie et de la Tchécoslovaquie. Quelques unités occidentales, de taille symbolique, participent également à la lutte, comme le groupe de chasse Normandie-Niémen ou quelques escadrons de chasse britanniques.
Isolée au début du conflit, l'Union soviétique ne peut compter que sur ses propres ressources, malgré une alliance de facto qui la lie au Royaume-Uni, puis aux États-Unis après leur entrée en guerre. Ceux-ci lui apportent une aide économique massive au titre de la loi de prêt-bail, qui commence à parvenir à l'Armée rouge dès 1941, et dont l'impact commence à être sensible à partir de 1943 (soutien en rations de combat, don de camions et jeeps permettant de motoriser l'armée… expédiés par les convois de l'Arctique entre août 1941 et mai 1945).
Sur le front de l'Est, la convention de Genève de 1929 n'est pas appliquée ; la reddition à l'ennemi est considérée comme une haute trahison aussi bien dans les armées du Troisième Reich que dans l'Armée rouge, et des crimes de guerre massifs contre les prisonniers et contre les civils sont commis tant par l'Axe, en Pologne, en Bohême-Moravie puis en URSS, que par l'URSS en Finlande, en Pologne, dans les pays baltes, dans les pays de l'Axe puis en Allemagne une fois celle-ci atteinte.

## Entrée en guerre

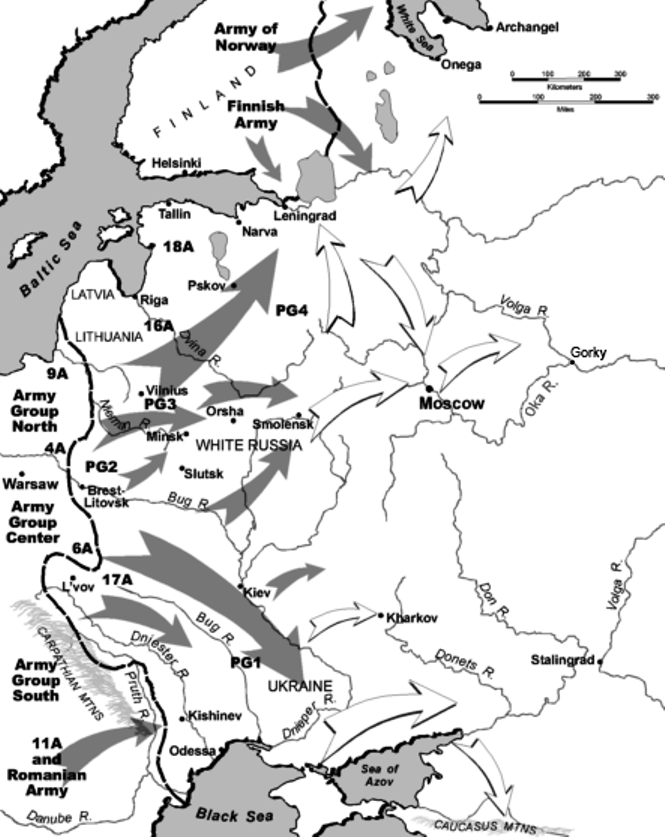
Plan d'origine des Allemands.

Après l'effondrement militaire de la Pologne en septembre 1939 et les diverses modifications territoriales consécutives au pacte germano-soviétique, la nouvelle frontière entre l'Allemagne et l'Union soviétique reste calme durant près de deux ans, au cours desquels l'Allemagne envahit le Danemark, la Norvège, le Benelux et la France puis les Balkans.
Constatant l'échec de la bataille d'Angleterre visant à envahir ou faire plier le Royaume-Uni, Hitler réoriente l'effort de guerre de l'Allemagne contre l'URSS dans un ordre stratégique émis en décembre 1940, prévoyant une attaque au printemps 1941. Hitler, depuis toujours, souhaite rompre le pacte avec l'URSS. Le commandement allemand tente de tirer les leçons de l'offensive de Napoléon, qui constitua un échec car l'armée russe ne fut pas détruite à la frontière et put se replier. Conséquemment, il propose de grandes manœuvres d'encerclement pour détruire l'Armée rouge dès le début de la guerre, qu'il prévoit de gagner bien avant le terrible hiver russe.
Les raisons idéologiques et politiques représentent des motivations essentielles pour lancer l'invasion, mais doivent être complétées par des raisons économiques. Malgré ses conquêtes, l'Allemagne ne peut en 1940 importer assez de matières premières pour alimenter son industrie militaire. Elle manque ainsi de pétrole, de céréales, de minerais et de caoutchouc, et a d'ailleurs conclu une série de traités commerciaux avec l'URSS pour pallier ces manques : l'URSS fournit des matières premières à l'Allemagne en échange de technologies et de matériels allemands. On estime que sans les livraisons soviétiques, l'Allemagne aurait à peine pu attaquer l'Union soviétique même avec un rationnement extrêmement sévère.
L'Union soviétique voit les traités économiques avec l'Allemagne comme une garantie contre une agression militaire. Staline et ses conseillers pensent également que l'Allemagne ne se lancerait pas dans une guerre sur deux fronts. Ils redoutent un conflit avec l'Allemagne, car ils estiment que l'armée soviétique ne pourrait pas se mesurer aux Allemands avant plusieurs années. Jusqu'au début du conflit, Staline évite ainsi toute initiative qui pourrait provoquer Adolf Hitler.
De plus, revenue à une diplomatie russe traditionnelle, l'URSS se lance dans la même période dans une politique d'influence dans les Balkans, en opposition avec la domination politique et économique de l'Allemagne sur les pays balkaniques depuis la défaite française. En effet, les deux puissances mènent durant la fin de l'année 1940 une lutte sourde en Bulgarie, champ clos traditionnel des luttes d'influence germano-russes, et en Roumanie, qu'Hitler se prépare à envahir en cas d'intervention soviétique dans les Balkans.
Au printemps, l'Allemagne concentre ses troupes à l'est de la Pologne, tout en assurant des vols de reconnaissance clandestins de l'autre côté de la frontière. Staline est averti par plusieurs canaux — ses compatriotes, les services secrets étrangers, et les réseaux de renseignements communistes comme Orchestre rouge — de l'imminence d'une attaque. Il ignore ces alertes. La nuit même de l'invasion, les troupes soviétiques reçoivent une directive explicite du maréchal Semion Timochenko et du général Gueorgui Joukov ordonnant — à la demande expresse de Staline — de « ne pas répondre aux provocations » et « ne pas prendre d'initiatives sans ordres spécifiques ». Par conséquent, l'invasion allemande prend par surprise les militaires soviétiques.

## Opérations militaires

### Un impossibleBlitzkrieg
Du fait de l'immensité des territoires à conquérir, les lignes de front deviennent rapidement extrêmement longues : 1 200 km en 1941, 2 200 en 1942, avec des lignes de communication de plus 1 500 km dans les plaines russes. Les distances s'opposent donc dès le départ à l'emploi du Blitzkrieg à l'est et font resurgir les faiblesses de la Wehrmacht, masquées par ses succès rapides contre la France à l'ouest, la Yougoslavie et la Grèce, dans les Balkans. De plus, le réseau routier soviétique est déficient, ce qui rend la progression des armées allemandes très difficile pendant la période des pluies (raspoutitsa). Et les nombreux partisans cachés dans les immenses forêts de l'Est détruisent les voies ferrées.
En effet, reposant sur la concentration des blindés en un endroit du front, afin de rompre le front adverse, sur l'exploitation de cette rupture par l'infanterie et sur l'existence de routes carrossables, la Blitzkrieg fut dès le départ impossible à réaliser : les formations blindées allemandes sont réparties sur trois groupes d'armées ; ensuite, l'état des routes — le terme pistes serait plus approprié — en URSS rend obligatoire le recours à la traction hippomobile pour l'approvisionnement des unités d'infanterie ; enfin, l'immensité du territoire soviétique à conquérir, puis à conserver, complique à l'extrême la tâche de la logistique. En effet, l'absence de routes (15 000 km en Ukraine, Biélorussie et États baltes)[réf. nécessaire] pose d'énormes problèmes à la Wehrmacht mécanisée : entourée de nuages de poussière soulevés par les colonnes blindées qui encrassent les moteurs — non pourvus de filtres à huile — les routes de fortune se transforment en bourbiers à chaque orage. De même, les officiers du génie ont sous-estimé le temps nécessaire aux modifications sur le réseau ferroviaire soviétique, qui n'utilise pas l'écartement européen standard de 1,44 m, et aux réparations des infrastructures sabotées pendant la retraite soviétique, ce qui complique davantage encore la tâche des unités chargées de l'approvisionnement.
Les distances rendent en outre la coordination entre les blindés et leur intendance, d'une part, et entre les blindés et l'infanterie d'autre part, hasardeuse ; ainsi, dès la fin juin, les divisions blindées affectées au groupe d'armées Nord, doivent, après la percée initiale, qui les projette à 300 km de leurs bases de départ, attendre une semaine entière l'arrivée de leur logistique ; plus tard dans la campagne, les unités blindées, parvenues aux portes de Léningrad, mais dans l'incapacité de prendre seules la ville, doivent attendre l'arrivée de l'infanterie, donnant ainsi le temps aux Soviétiques d'organiser la défense. De même, immobilisés par le manque de carburant, les chars de la 18e Panzerdivision sont balayés devant Moscou en décembre 1941. De plus, un froid sibérien précoce s'est abattu sur la Russie dès l'automne 1941 : les soldats meurent, au sens propre, de froid et les mécaniques des chars sont gelées au matin après une nuit glaciale. Cette absence de coordination, sur le terrain, entre blindés et infanterie, pourtant l'une des clés de la réussite de la Blitzkrieg, contribue à la création d'un front de plus en plus impossible à tenir sur le long terme et à transformer le front de l'Est en front statique, à l'image du front de la Grande Guerre.
Cette Blitzkrieg, impossible à mettre en place dans les vastes espaces ouverts de Russie, transforme la guerre que doit mener l'Ostheer en guerre d'usure, pour laquelle ni l'armée ni l'économie allemandes ne sont préparées. Ainsi, la troupe se montre rapidement indisciplinée, ce qui engendre de multiples procédures de la justice militaire allemande.
Enfin, la réussite de ce type de guerre suppose une connaissance des forces et faiblesses de l'ennemi, ce qui n'est pas le cas. Convaincus de l'infériorité congénitale des Soviétiques, Hitler et les officiers qui l'entourent tiennent pour négligeables les capacités opérationnelles de l'Armée rouge. De plus, les Soviétiques ont gardé secrète une carte maîtresse de leur armée, le char T-34 qui sera une très mauvaise surprise pour l'armée allemande.

### Chronologie
La guerre à l'est dure du 22 juin 1941 au 8 mai 1945, soit près de quatre années et peut être divisée chronologiquement en plusieurs phases. Durant les deux premières années du conflit (1941-1942), une offensive allemande estivale est lancée sur la totalité du front, puis sur une partie seulement du front, tenue en échec lorsque les lignes d'approvisionnement sont distendues de telle façon que l'approvisionnement des unités combattantes devient problématique ou lorsque les conditions climatiques participent à l'échec de l'offensive, favorisant des contre-offensives soviétiques.
En 1943 et 1944, des offensives d'été soviétiques mettent à mal les unités allemandes, qui les stoppent péniblement par des retours offensifs, dans la région de Jytomir à l'automne 1943, devant Varsovie et dans les pays baltes durant l'été 1944. Cependant, ces retours offensifs ne doivent pas occulter les immenses pertes de territoires subies par les Allemands et leurs alliés. Durant l'été 1944, les Soviétiques mènent une série d'offensives stratégiques sur l'ensemble du front de l'Est, refoulant les Allemands et leurs alliés au-delà de leurs bases de départ. Ces opérations dans la profondeur du dispositif allemand aboutissent à la perte par ces derniers d'un maximum de moyens. Les Soviétiques sont plus sûrement arrêtés par les problèmes logistiques (malgré la très importante aide américaine) que par les coups d'arrêt, parfois brillants, opérés par les troupes de la Wehrmacht : à la fin du mois de juillet 1944, Model inflige dans la banlieue de Varsovie une défaite à des unités blindées soviétiques pratiquement en panne d'essence, tandis que la ligne de l'Oder est défendue face à des unités soviétiques en mal d'approvisionnement.
Enfin, au cours de l'automne et de l'hiver 1944-1945, les Soviétiques libèrent les États balkaniques qui les rejoignent contre l'Axe, puis à partir du 12 janvier 1945, conquièrent l'Est d'un Reich aux abois. Au printemps 1945, les troupes soviétiques se lancent à l'assaut de Berlin, dont les derniers défenseurs se rendent le 2 mai 1945.

#### Été 1941
- Avancée initiale de la Wehrmacht - 9 juillet 1941
- Poursuite de la percée - 1er septembre 1941

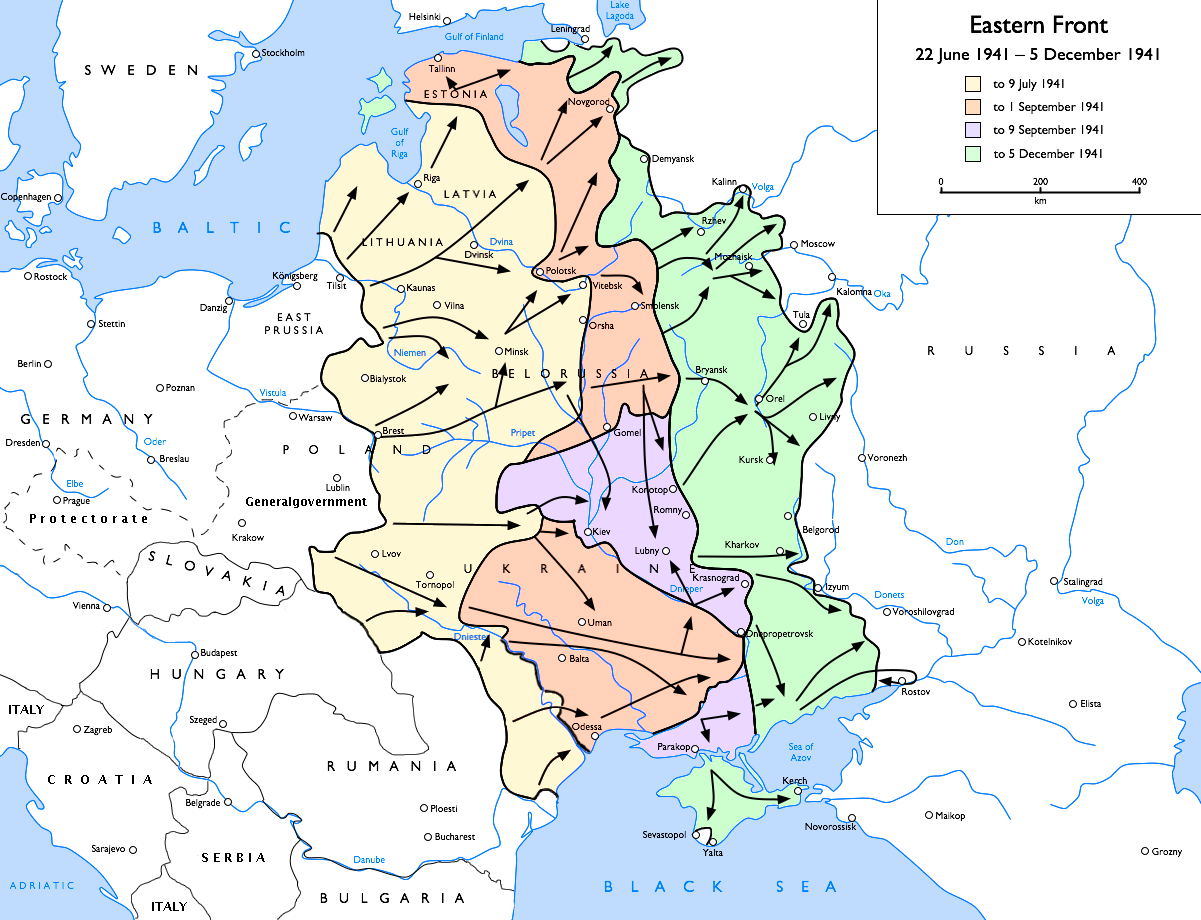
Le front de l'Est au moment de la bataille de Moscou
Avancée initiale de la Wehrmacht - 9 juillet 1941
Poursuite de la percée - 1 septembre 1941
Bataille de Kiev - 9 septembre 1941
Avancée maximale de la Wehrmacht - 5 décembre 1941

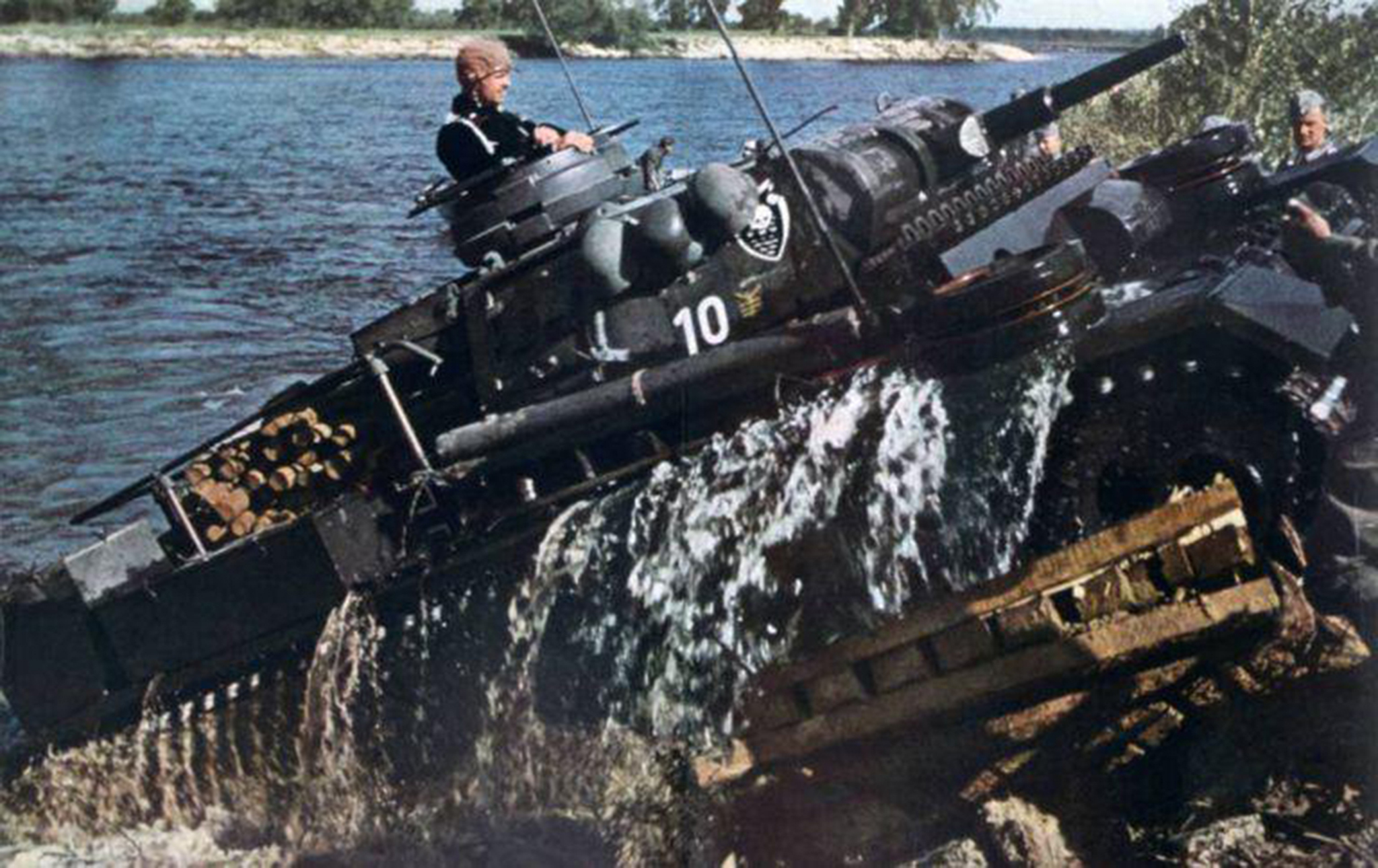
Ce cliché de l'un des panzers III de la 18e Panzerdivision franchissant, à l'aide du Schnorchel, la rivière du Boug occidental fut exploité dans les revues d'actualité allemandes. Le franchissement de la ligne de démarcation germano-soviétique qui séparait le Reich de l'URSS depuis l'invasion de la Pologne et son équivalente soviétique était éminemment symbolique pour l' ; la propagande se targua d'une première dans l'utilisation des véhicules amphibies.

Le 22 juin 1941, à 3 h 15 du matin, à la suite du mot de passe « Dortmund », plus de trois millions de soldats allemands, soutenus par l'artillerie et l'aviation et bientôt assistés par leurs alliés italiens, roumains et finlandais, déclenchent l'opération Barbarossa (en allemand : Unternehmen Barbarossa). Les objectifs stratégiques de la campagne sont très génériques : établir, avant l'hiver, une ligne de défense qui, partant de Léningrad, suit le cours de la Volga, jusqu'à son embouchure ; détruire rapidement et complètement l'Armée rouge, les troupes de l'Axe engagées étant incapables de mener en même temps les tâches d'occupation du pays conquis et la tenue d'un front long de plusieurs milliers de kilomètres. Du côté soviétique la surprise est totale et durant un mois, l'offensive menée sur trois axes balaie tout sur son passage en réalisant des encerclements de plusieurs centaines de milliers d'hommes selon la tactique de la Blitzkrieg. L'aviation soviétique est écrasée au sol et perd près de 4 000 appareils en quelques jours.
- L'objectif du groupe d'armées Nord est Léningrad, à travers les pays baltes. Au nord du cercle arctique, l'Allemagne lance depuis la Finlande, l'opération Silberfuchs destinée à prendre le port soviétique de Mourmansk, mais à la différence de ce qui se passa sur le reste du front, l'Armée rouge parvint à résister aux Allemands.
- L'attaque principale est menée par le groupe d'armées Centre. Le groupe parcourt près de 650 km en six jours et franchit le Dniepr le 11 juillet. La cible suivante est Smolensk qui tombe le 16 juillet, mais la forte résistance soviétique dans la zone et le retard pris par les deux autres groupes poussent Hitler à stopper l'avancée vers Moscou pour consolider ses flancs[40]. Cette décision est encore aujourd'hui source de discussions, les généraux allemands ayant après-guerre estimé que c'était l'interférence d'Hitler qui les avait empêchés d'atteindre Moscou, tandis que les historiens contemporains estiment que l'âpre résistance soviétique démontrait qu'il était impossible de continuer à avancer vers l'est à la fin de l'été. Les Allemands redirigent alors leurs efforts vers le sud pour anéantir d'importantes formations soviétiques et capturer les ressources de l'Ukraine. Cette « pause » de l'avancée vers l'est eut un impact considérable sur le dénouement de la bataille de Moscou[41].
- Le groupe d'armées Sud doit envahir l'Ukraine. Son avancée est plus lente que les autres groupes et il subit de lourdes pertes. Une fois le corridor vers Kiev sécurisé, le 1er groupe blindé avance dans la boucle du Dniepr à travers l'oblast de Dnipropetrovsk. Après la décision de Hitler de privilégier l'attaque de l'Ukraine, les 1er et 2e groupes blindés encerclent près de 50 divisions soviétiques dans la région de Kiev. Les Allemands font 665 000 prisonniers et Kiev tombe le 19 septembre.

Comme l'Armée rouge se replie derrière le Dniepr et la Daugava, l'état-major soviétique (la Stavka)) entreprend d'évacuer les industries situées dans les régions occidentales vers l'Oural, le Caucase, l'Asie centrale et la Sibérie. Dans un effort titanesque, près de 2 600 grandes usines et 50 000 ateliers et usines plus petites ainsi que 16 millions d'ouvriers et techniciens sont évacués vers des régions hors de portée de l'envahisseur. En revanche, la plupart des habitants sont laissés sur place à la merci de l'occupant.
Cependant, dès la fin de l'été, les troupes allemandes se heurtent à d'immenses difficultés logistiques. Plus forte quantitativement qu'en 1940, la Wehrmacht affiche une force relative moindre : la Luftwaffe est moins engagée à l'est qu'elle ne l'a été en France, pour un espace double à couvrir et à contrôler.

#### Automne 1941
Après la prise de Kiev, Hitler et le commandement général constatent l'évidence : les objectifs de Barbarossa ne sont pas atteints et l'Armée rouge, malgré des pertes colossales, ne s'est pas effondrée comme ils l'espéraient. Trois mois ont passé et l'Oural est encore à des milliers de kilomètres. Cet objectif est donc abandonné, car l'hiver approche. Hitler croit que pour briser la volonté des Russes, la capitale doit être prise : ce sera l'opération Typhon.
La Wehrmacht attaque sur deux axes pour s'emparer de la capitale soviétique ; le but de l'offensive est de déborder celle-ci à la fois par le nord et le sud. L'opération Typhon débute le 3 septembre 1941 alors que les premiers flocons commencent à tomber. Pour protéger leur capitale, les Soviétiques jettent toutes leurs unités en face des unités allemandes. 540 000 soldats sont faits prisonniers dans les poches de Viazma et de Briansk. Le groupe d'armées Nord qui est aux portes de Leningrad tente de couper l'approvisionnement par rail de la ville à Tikhvine à l'est. C'est le début du siège de Léningrad qui durera 900 jours.
Le groupe d'armées Sud pousse vers le Dniepr jusqu'aux rives de la mer d'Azov, avançant à travers Kharkov, Koursk et Stalino. La 11e armée entre en Crimée et prend le contrôle de la péninsule (à l'exception de Sébastopol, qui tiendra jusqu'au 3 juillet 1942). Le 21 novembre, les Allemands prennent Rostov-sur-le-Don, la porte d'entrée du Caucase. Cependant, les routes d'approvisionnement des Allemands sont tendues à l'extrême et les défenseurs soviétiques contre-attaquent par le nord, forçant les Allemands à abandonner la ville.

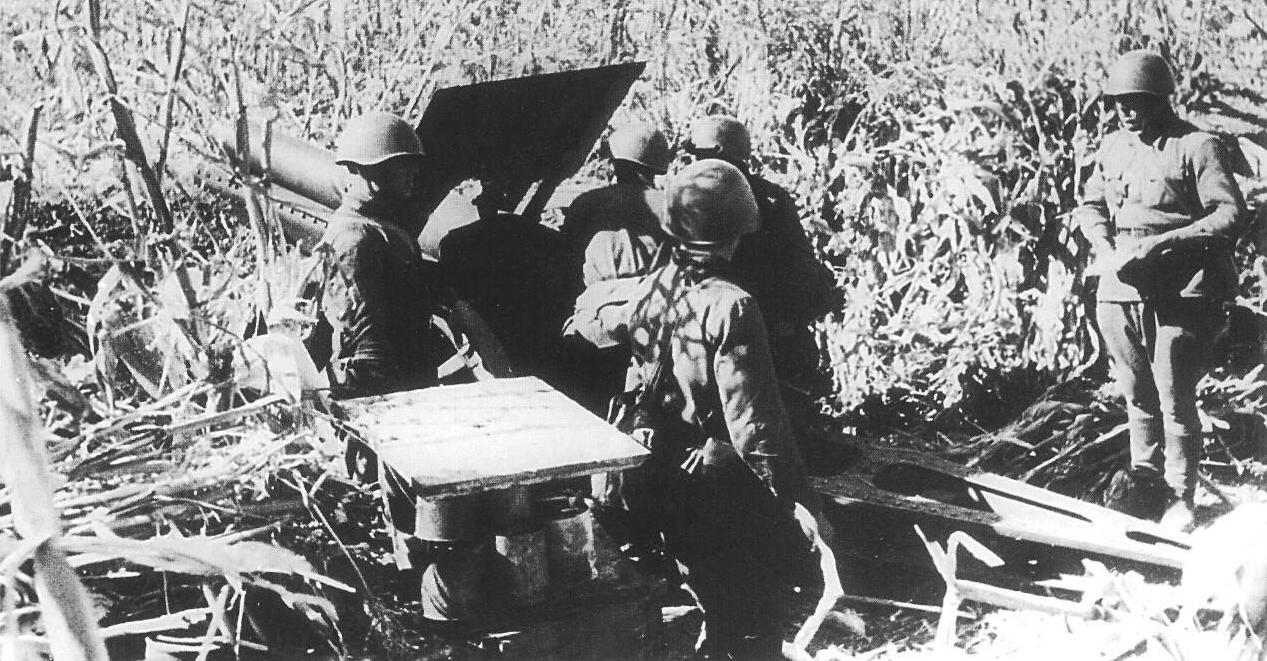
Canon soviétique en action à Odessa en 1941.

À partir d'octobre, de fortes pluies font apparaître un phénomène typiquement russe, la raspoutitsa, qui engloutit les véhicules dans de véritables mers de boue. L'avancée allemande est considérablement ralentie par le climat et par la résistance acharnée de l'Armée rouge. Puis vient le général Hiver, le gel précoce permet aux véhicules de reprendre l'avancée, mais les hommes ne sont pas équipés pour l'hiver. Les lignes de ravitaillement allemandes sont étirées à l'extrême et les partisans commencent à mener des opérations de guérilla menaçant les arrières du front. Malgré cela, la dernière ligne de défense soviétique tombe à la fin novembre et la 4e armée de Panzer approche à moins de 30 km du Kremlin, aux premiers arrêts du tramway de Moscou tandis que la 2e armée de Panzer échoue à prendre Toula, dernière ville sur la route de la capitale. La Wehrmacht est à bout de forces et ne peut fournir l'effort final dans des températures qui tombent très bas si bien que le 6 décembre, l'attaque est stoppée. Au cours du mois de novembre, le général Gueorgui Joukov avait préparé une contre-attaque avec les troupes sibériennes fraîches et bien entraînées qu'il a fait rapatrier d'Extrême-Orient après avoir eu la garantie de la neutralité japonaise.

#### Hiver 1941-1942

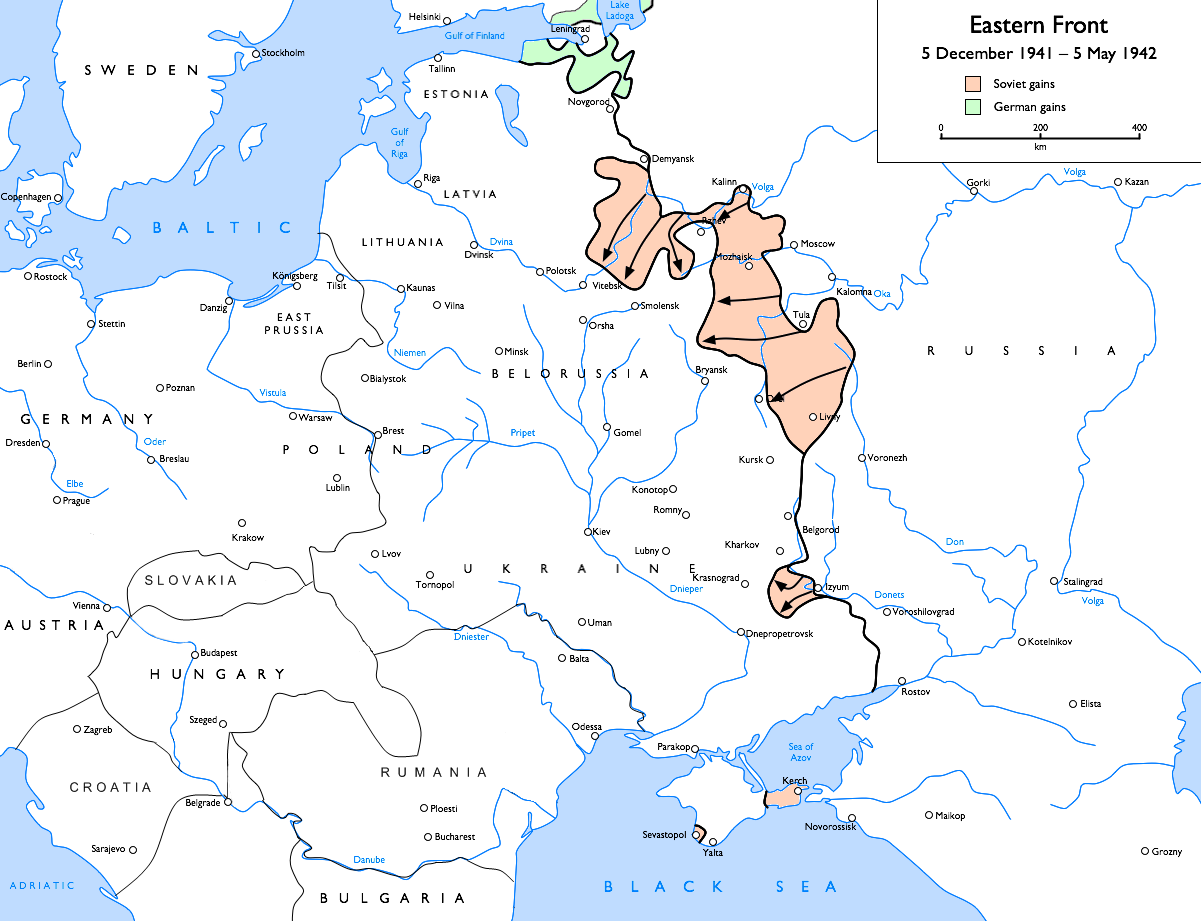
Offensive d'hiver soviétique 1941-1942 :
Gains soviétiques
Gains allemands

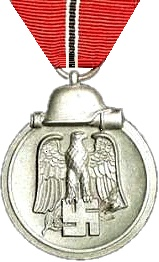
Plus de 3 millions d'Allemands et de soldats de l'Axe reçurent la médaille du front de l'Est pour avoir servi entre le 15 novembre 1941 et le 15 avril 1942.

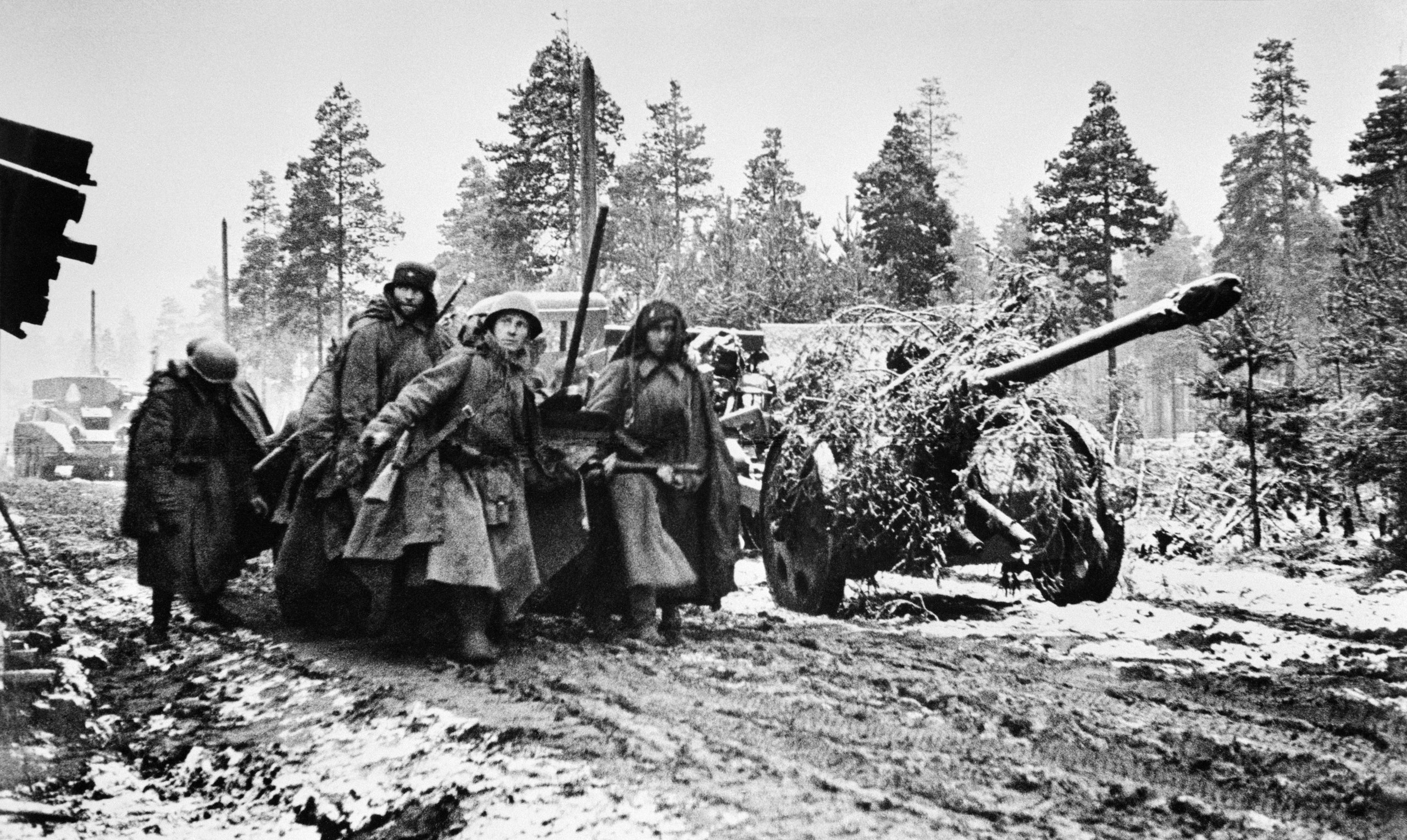
Soldats soviétiques sur le front de Léningrad, le 1 novembre 1941.

Le 5 décembre 1941, par des températures de −12 °C, les soldats soviétiques des armées de Sibérie, bien équipés pour l'hiver, dotés de redoutables chars T-34, et entraînés pour des combats dans ces conditions, contre-attaquent au nord et au sud de Moscou. Ces troupes stationnaient en Extrême-Orient en prévision d'une attaque japonaise, mais l'espion Richard Sorge informe Staline que le Japon préfère se tailler une zone d'influence en Asie, attaquant le Sud-Est asiatique et le Pacifique. Les lignes allemandes sont éventrées. Elles manquent d'équipements d'hiver. Les moteurs des chars et des avions gèlent tout comme les soldats. Pour les Allemands, le spectre de la retraite de Russie devient obsédant. De plus, les troupes soviétiques jettent sur le front leurs nouveaux chars T-34 avec le support des lance-roquettes Katioucha, tout en alignant des bataillons sur ski extrêmement bien préparés et parfaitement entraînés pour des conditions de guerre hivernale.
L'hiver 1941-1942 fut particulièrement rude, ce qui avantagea les troupes soviétiques. Pendant les mois de décembre et janvier, les Soviétiques poursuivent leurs attaques sous des températures oscillant entre −20 °C et −50 °C, libérant définitivement le secteur de Moscou et décimant une cinquantaine de divisions allemandes qui parviennent néanmoins à stabiliser le front en évitant de grands encerclements. Toutefois, quelques divisions allemandes sont piégées dans les villes de Demiansk et de Kholm, Hitler ordonnant leur ravitaillement par les airs. Plus au nord, dans le secteur de Leningrad, le 13 janvier 1942, une violente offensive soviétique pénètre d'une centaine de kilomètres dans les lignes allemandes, avant de s'essouffler. Les troupes allemandes contre-attaquent et parviennent à encercler la 2e armée de choc. Les combats dureront jusqu'en juillet 1942 et se solderont par l'anéantissement de la 2e armée de choc et la capture de son commandant le général Andreï Vlassov.
Au sud, Staline tente de reprendre l'Ukraine et de bloquer le groupe d'armées Sud contre la mer d'Azov. Malgré des débuts prometteurs, des erreurs soviétiques et l'épuisement des soldats conduisent à l'échec de l'offensive et au succès de la contre-attaque allemande.

#### Été 1942

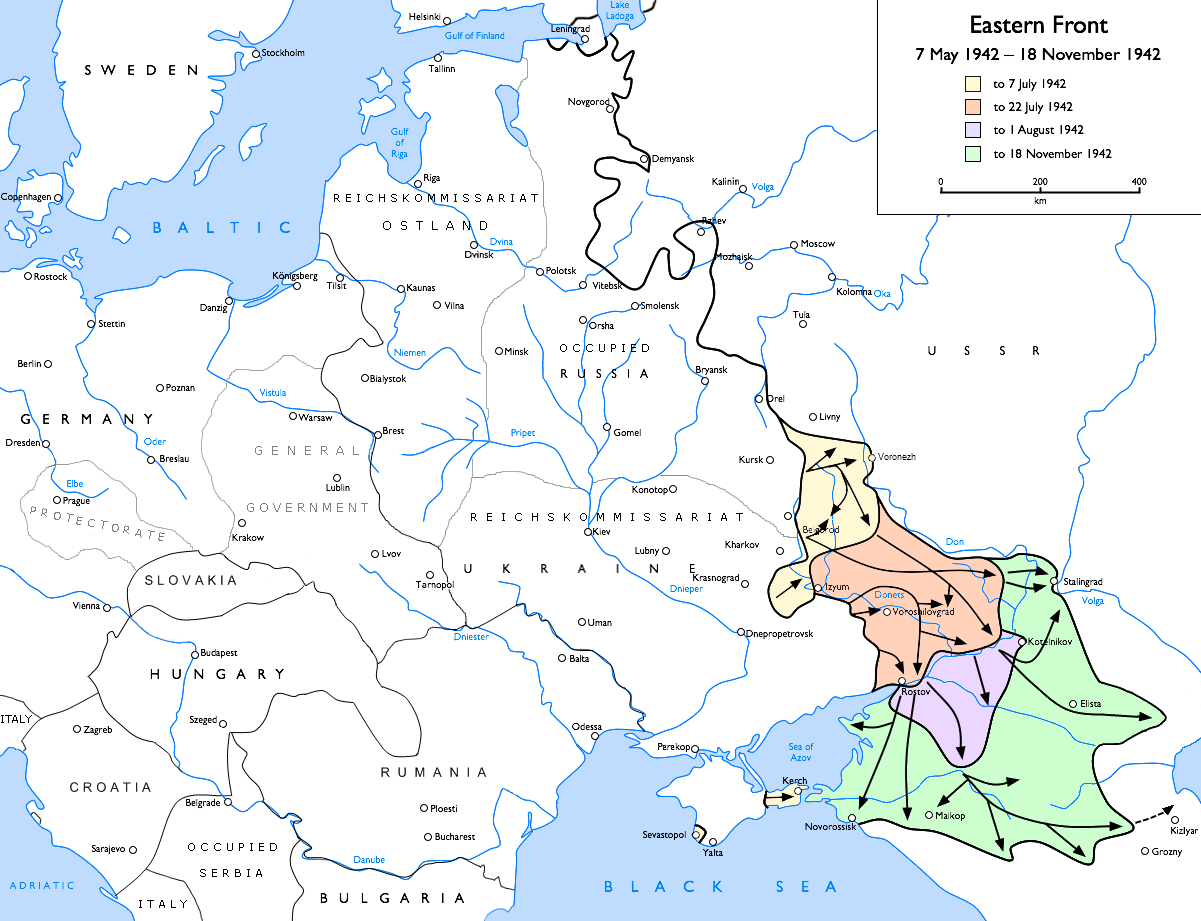
Avancée allemande du 7 mai jusqu'au 18 novembre 1942.
Au 7 juillet
Au 22 juillet
Au 1er août
Au 18 novembre

En 1942, tout en ayant reconstitué sa puissance nominale (nombre de divisions), la Wehrmacht ne dispose cependant plus de la force de lancer une offensive généralisée comme elle l'avait fait l'année précédente. Si la destruction totale de l'armée soviétique paraît hors de portée, l'objectif allemand est de s'emparer de suffisamment de territoires pour pouvoir continuer la guerre indéfiniment.
La campagne commence par la conquête finale de la Crimée et la réduction de la formidable forteresse de Sébastopol en juin et juillet 1942.
Puis, au lieu d'attaquer Moscou ou d'achever le siège de Leningrad, la Wehrmacht lance son offensive au sud, d'Orel à Rostov, où elle possède encore une supériorité matérielle et dispose de l'initiative. De plus, le terrain de plaine est très favorable aux unités motorisées. L'objectif est la prise des champs de pétrole du Caucase et de l'importante voie de ravitaillement qu'est la Volga. La disproportion entre les objectifs et les moyens est impressionnante, mais le Reich n'a plus vraiment le choix.
Le 28 juin, le groupe d'armées Sud lance son offensive suivant le cours du Don. Son avancée est si rapide qu'Hitler décide de le diviser en deux groupes plus petits. Le groupe d'armées A doit s'emparer des champs de pétrole du Caucase tandis que le groupe d'armées B, est détourné vers le nord-est pour prendre la ville industrielle de Stalingrad. Ce changement provoque d'immenses problèmes logistiques et affaiblit l'avancée allemande.

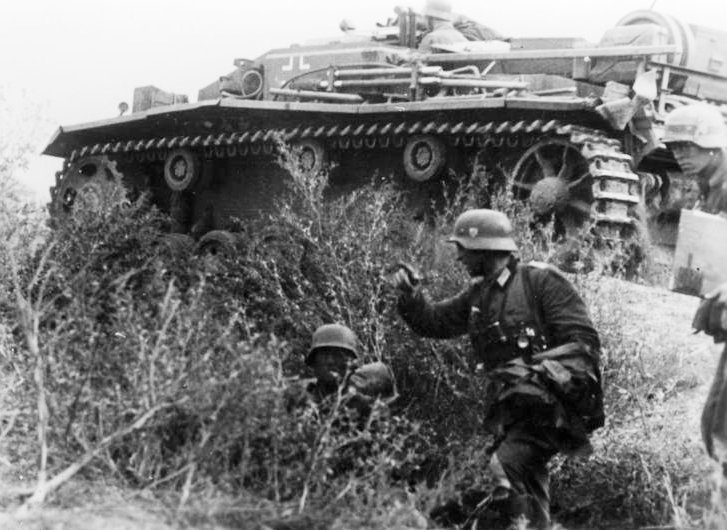
Infanterie allemande soutenant un canon d'assaut StuG III lors de l'avancée vers Stalingrad, septembre 1942.

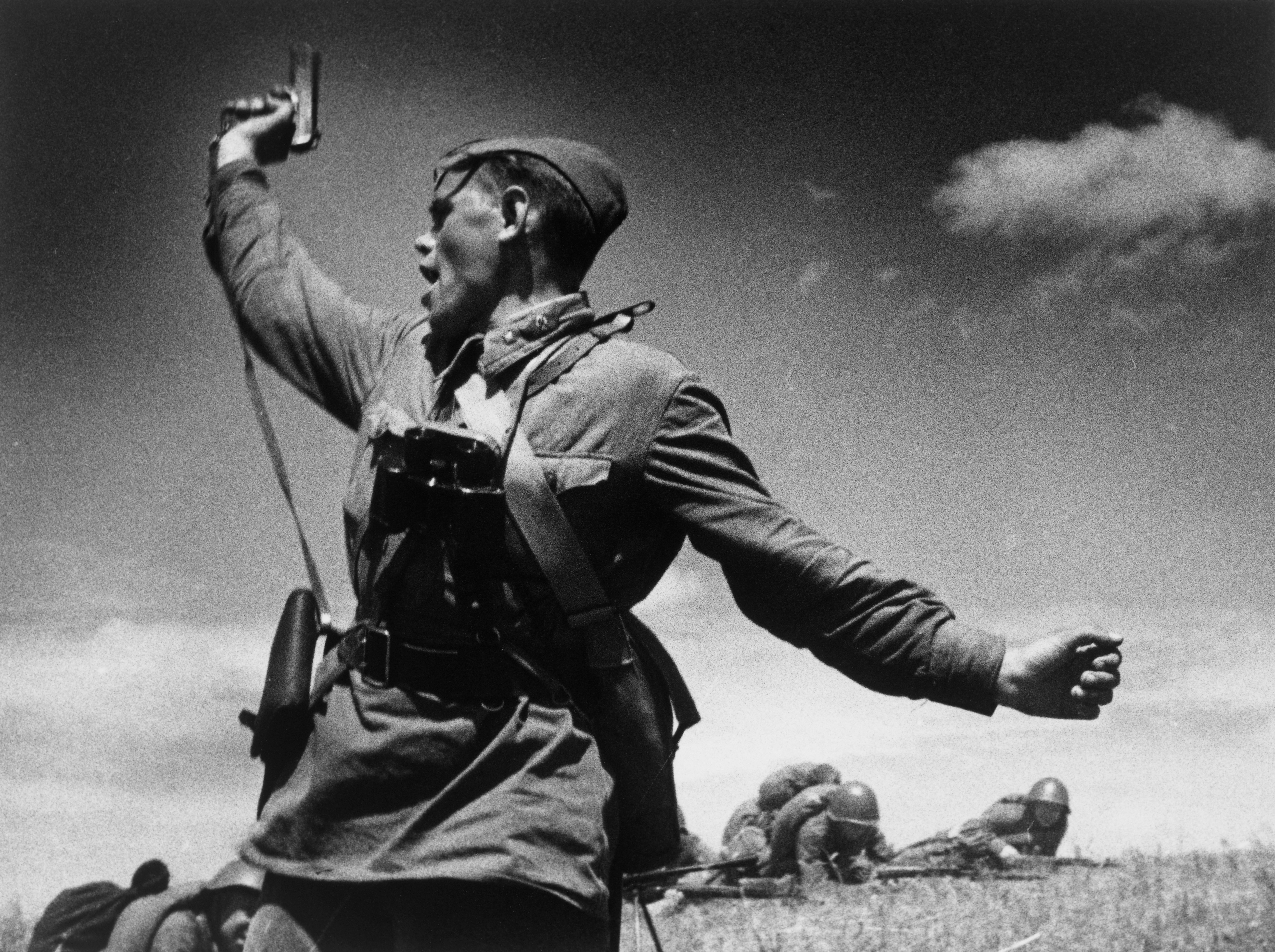
Image de la propagande soviétique du 12 juillet 1942 « héroïsant » le commissaire politique Aleksei Gordeyevich Yeryomenko montré comme menant les soldats du d'infanterie à l'assaut en première ligne en Ukraine.

En face, les Soviétiques semblent canaliser l'attaque allemande en offrant une certaine résistance à toute attaque vers le nord et en conservant des têtes de pont sur la rive est du Don. Dans le secteur de Léningrad, les combats font rage autour de la 2e armée de choc qui, encerclée depuis le 19 mars, est finalement anéantie courant juillet. Malgré tout, les Allemands atteignent la Volga le 23 août au sud de Stalingrad.
Au sud, les blindés allemands atteignent les contreforts du Caucase, mais n'arrivent pas à descendre dans les vallées vers la mer Noire. Les puits de pétrole de Maïkop ont été méthodiquement détruits par les Soviétiques dans leur retraite. L'objectif de l'attaque, Bakou, est encore à 500 km et le front atteint déjà 3 000 km. Le ravitaillement n'arrive plus à suivre et l'offensive doit s'arrêter.
Les Soviétiques décident de fixer l'attaque allemande dans la ville de Stalingrad. Ils y concentrent leurs moyens dans une défense acharnée pendant que les unités mobiles allemandes de la 6e armée sont progressivement engagées dans des combats de rues. Les Allemands dégarnissent ainsi leurs flancs et les confient aux armées roumaines et hongroises, sous-équipées, moins entraînées, et dont le moral est bas. À la mi-novembre, la rive droite de Stalingrad est prise à 90 pour cent, mais les Soviétiques parviennent toujours à y envoyer des renforts et bénéficient du soutien de l'artillerie placée sur la rive gauche.
Sur le front de Leningrad, les Soviétiques lancent le 19 août l'offensive Siniavino afin de réduire le col de bouteille qui offre aux Allemands une tête de pont sur le lac Ladoga empêchant tout ravitaillement de la ville, devançant les Allemands qui avaient prévu l'opération Nordlicht pour s'emparer de Léningrad et faire la liaison avec les forces finlandaises sur la rive est du lac Ladoga. La 2e armée de choc reconstituée et la 8e armée sont lancées en pointe de l'attaque en direction de Leningrad avec mission de couper ce fameux col de bouteille.
Au 9 septembre, la percée soviétique atteint seulement 9 kilomètres, au prix d'énormes pertes, avant de s'essouffler. Le 22 septembre, les Allemands lancent une contre-attaque qui parvient à briser la ligne de défense soviétique, permettant d'encercler de nouveau la 2e armée de choc. Au 15 octobre, les cinq divisions d'infanterie, deux divisions de la Garde et six brigades d'infanterie indépendantes contenues dans la poche sont détruites ou capturées. Au total, les Allemands font 12 400 prisonniers et capturent 193 canons et 244 chars. Si l'offensive Siniavino demeure un échec soviétique et une incontestable victoire allemande, l'opération a obligé les Allemands à reporter sine die l'opération Nordlicht.

#### Hiver 1942-1943

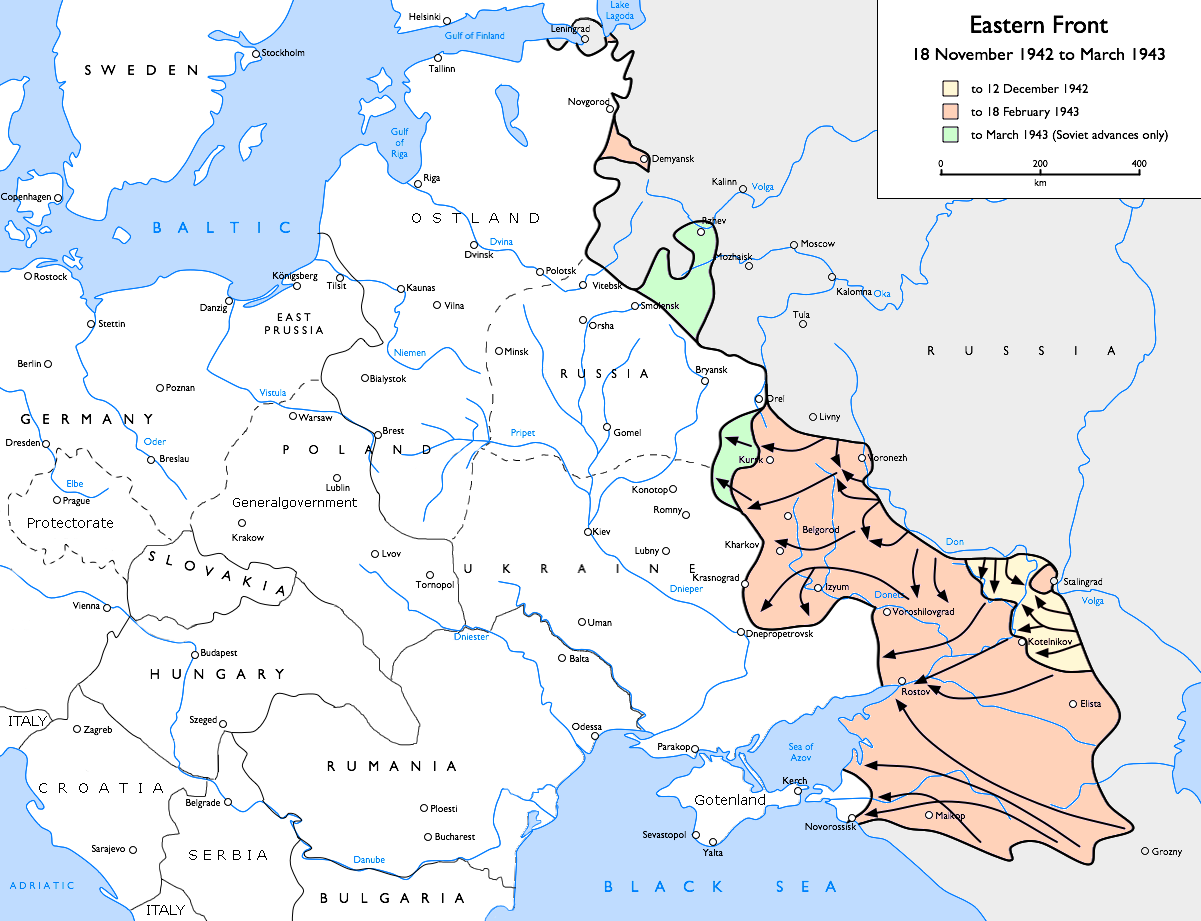
Avancée des contre-offensives soviétiques du 19 novembre 1942 à début mars 1943.
Au 12 décembre
Au 18 février
En mars

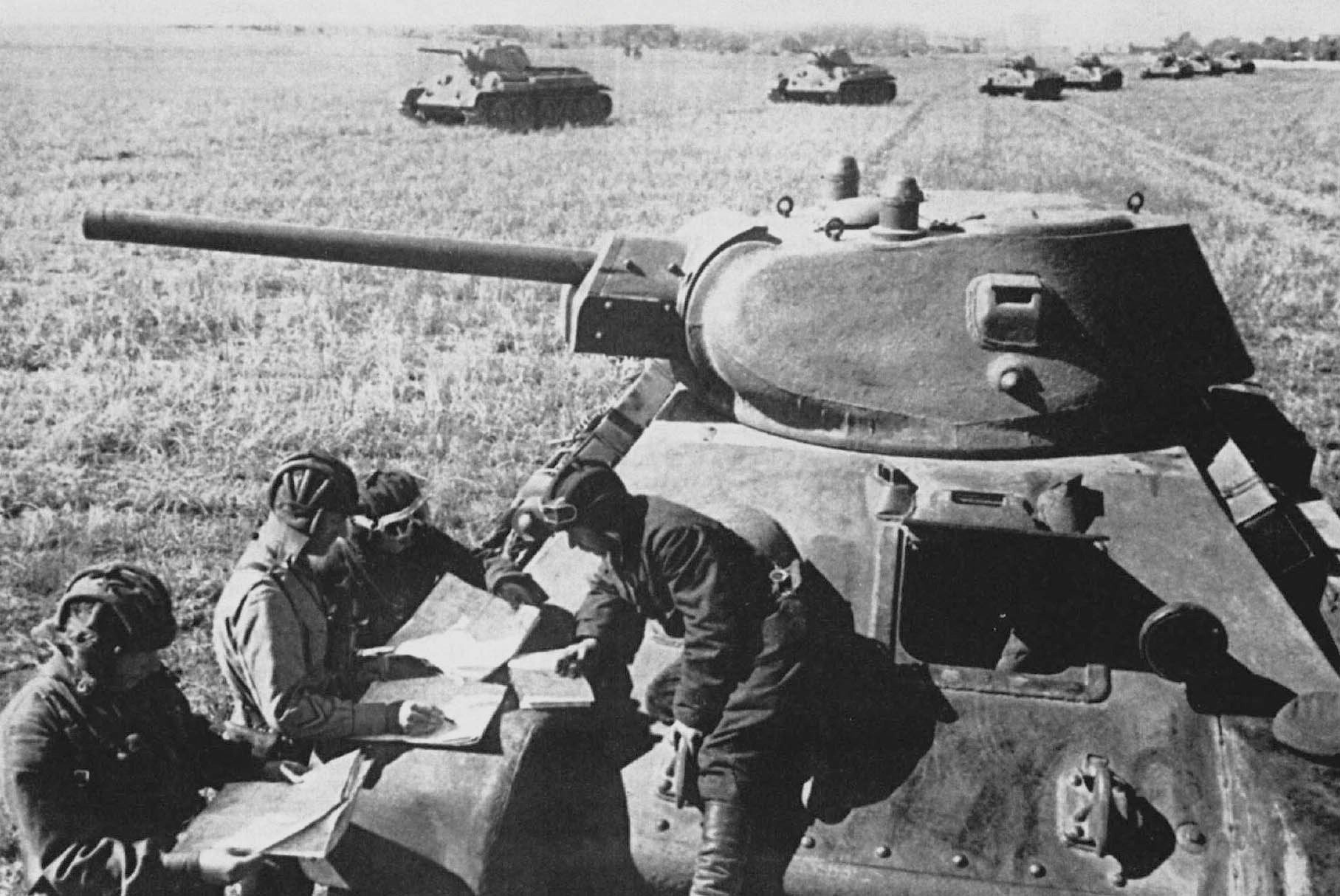
Tankistes de T-34 en 1942.

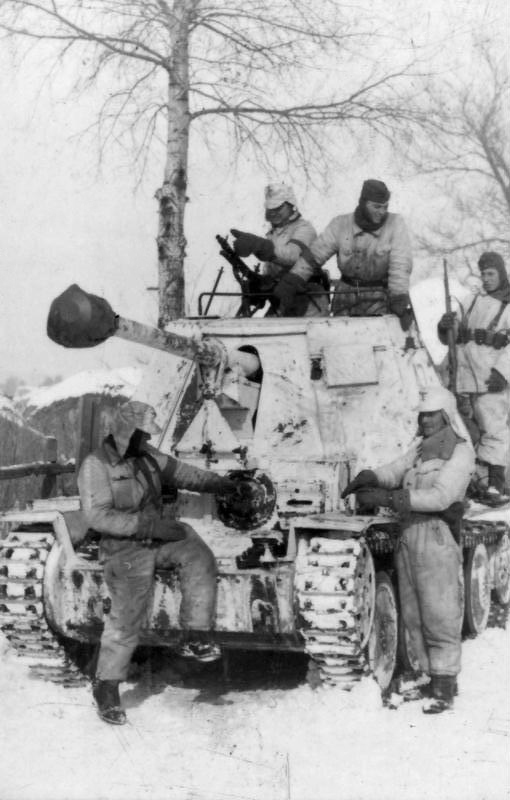
Soldats de la 1re Panzerdivision SS près de Kharkov, février 1943.

Pendant que la 6e armée et la 4e Panzerarmee tentent de réduire Stalingrad, les Soviétiques ont concentré des troupes fraîches des deux côtés de la ville, spécifiquement dans la boucle du Don tenue par les Roumains. Ils lancent l'opération Uranus le 12 novembre 1942, éventrant les armées roumaines et hongroises. Les Allemands ont fait monter toutes leurs troupes dans Stalingrad et ne disposent pas de réserves pour contrer l'Armée rouge. Les Soviétiques referment les deux pinces de la tenaille le 22 novembre à Kalatch. Ils encerclent 300 000 soldats de l'Axe dans Stalingrad.

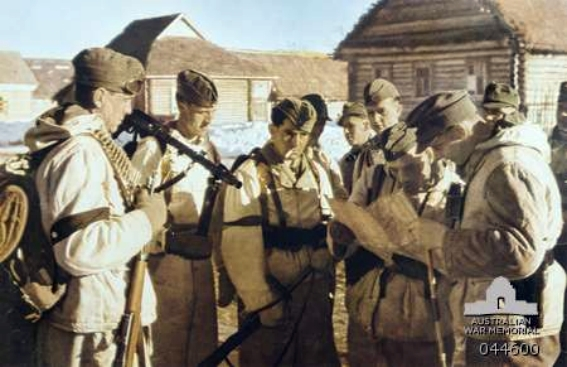
Les soldats allemands sont enfin dotés d'uniformes de camouflage d'hiver, alors que pour l'offensive sur Moscou en 1941 ils avaient encore leur équipement d'été.

Les Soviétiques montent une offensive simultanée, nommée opération Mars, sur le saillant de Rjev, qui menace toujours Moscou. L'attaque est lancée le 25 novembre. Mais l'opération est anticipée par les Allemands, qui disposent ici de réserves et opposent une défense vigoureuse, si bien que cette seconde pince ne peut être refermée. L'attaque cesse début décembre. Certains historiens pensent que Mars constitue l'opération principale tandis qu'Uranus est pensée comme une diversion. Les Allemands évacuent le saillant en février 1943 pour raccourcir leur ligne de front.

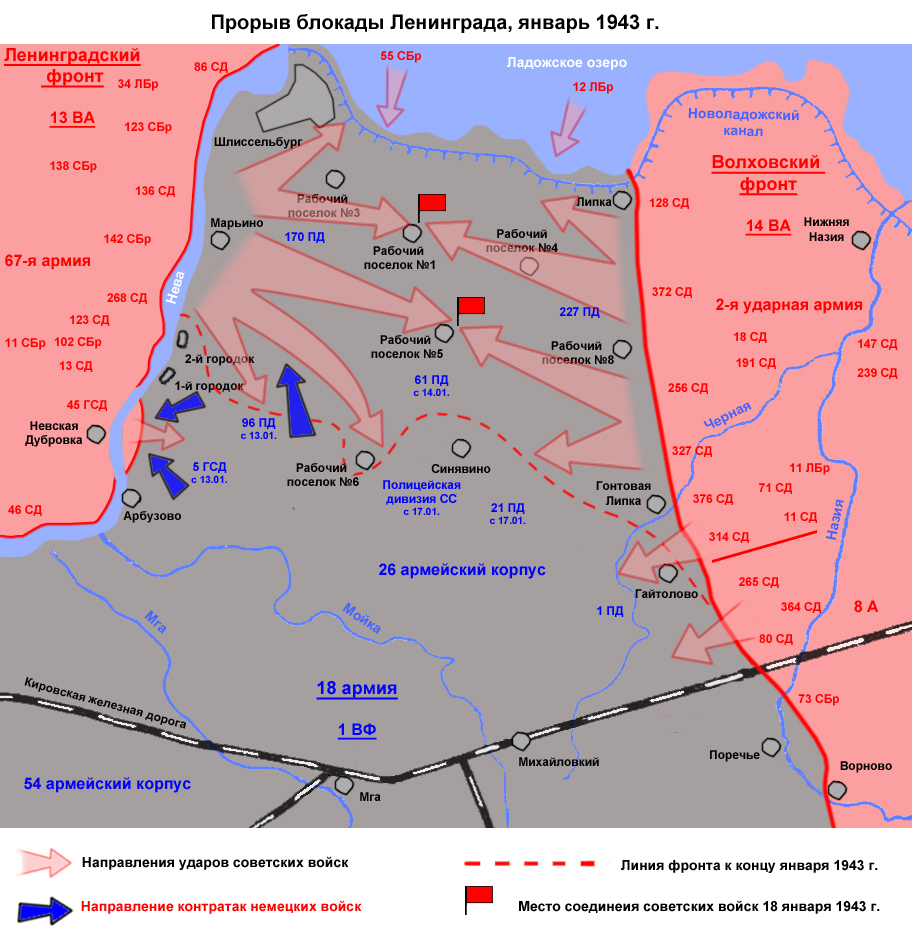
Carte de l' contre le col de bouteille.

Afin de dégager Stalingrad, les Soviétiques lancèrent l'opération Saturne (décembre 1942 - février 1943) en direction du Don et de la Tchir. En réaction, les Allemands créent le groupe d'armées Don, mené par le maréchal Manstein, pour secourir Stalingrad, que la 6e armée avait l'ordre de tenir. Ils attaquent le 12 décembre (voir opération Wintergewitter). Entre-temps, les Soviétiques ont consolidé leurs lignes défensives et leurs réserves et recommencent eux-mêmes à avancer vers l'ouest le 7 décembre, attaquant le secteur italien. Les Allemands doivent diviser leurs efforts. Ils cessent de progresser vers Stalingrad le 24 décembre. Un pont aérien est mis en place pour ravitailler la ville encerclée, mais la capacité aérienne de la Luftwaffe ne suffit pas, en particulier face à la chasse et la DCA russes. Les Soviétiques capturent progressivement les aérodromes de départ des avions. Les Allemands comprennent que la 6e armée ne peut être sauvée, mais ordonnent qu'elle ne se rende pas afin de fixer l'Armée rouge et de permettre d'organiser une ligne défensive plus à l'ouest. Ainsi, le 29 décembre 1942, devant la tournure des événements dans les derniers temps de la bataille de Stalingrad, Hitler finit par autoriser l'évacuation du Caucase à travers l'Ukraine méridionale par décrochages successifs, à l'exception de deux points d'appui : Krasnodar et Novorossisk. Parallèlement au siège de Stalingrad, le 13 janvier 1943, les Soviétiques lancent l'offensive sur Voronej, qui tombera le 26 janvier.
Le 31 janvier 1943, le maréchal Paulus capitule à Stalingrad, suivi par le secteur défensif nord le 2 février, marquant la fin de la bataille de Stalingrad. Ainsi, la 6e armée ne comptait alors plus que 90 000 survivants. Les Soviétiques attaquent à présent tout le sud du dispositif allemand. Dans ce contexte, le 8 février, la Wehrmacht acheva avec succès le repli stratégique du Caucase, tandis que la résistance allemande à Rostov-sur-le-Don contribua au succès de cette évacuation avant l'arrivée des Soviétiques le même jour. Krasnodar, l'un des deux points d'appui conservés dans le Caucase, tombera aux mains des Soviétiques le 13 février. Voronej étant tombée, les Soviétiques avancent de 500 km jusqu'à Koursk (reprise le 8 février 1943), ville russe située près de la frontière orientale de la RSS d'Ukraine, puis poursuivant leur avantage, Kharkov (reprise le 16 février 1943). Après avoir menacé Rostov pour tenter d'isoler l'armée du Caucase alors en pleine retraite stratégique, les Soviétiques prennent Rostov-sur-le-Don, qui tombe le 18 février. Kharkov tombée, Poltava et la frontière orientale du Reichskommissariat d'Ukraine ne sont plus qu'à une enjambée pour l'Armée rouge. Ainsi, entre les 16 et 19 février 1943, capitalisant sur leurs succès à Koursk et Kharkov, les Soviétiques déclenchèrent plusieurs offensives simultanées à travers le Donbass. Ainsi, ils parviendront encore à prendre Poltava et à atteindre le Dniepr, près de Zaporojia, le 21 février, mais n'iront pas plus loin. En effet, Erich von Manstein voit toutefois une opportunité dans l'extension des lignes logistiques russes. Récupérant les troupes évacuées du Caucase et du saillant de Rjev ainsi que les troupes repliées un peu plus tôt de Kharkov, il parvint à réunir une réserve blindée, stopper l'avance soviétique en Ukraine, puis à déclencher, dès le 22 février, une violente contre-offensive vers le nord, déclenchant la troisième bataille de Kharkov. Il repousse les unités soviétiques épuisées, bien que largement supérieures en nombre, et démontre ainsi que la Wehrmacht est toujours puissante, en reprenant au passage Poltava, Kharkov le 15 mars et Belgorod le 17 mars. Cette contre-offensive permit une stabilisation du front, favorisée par le dégel printanier, durant plusieurs mois, mais en créant un dangereux saillant dans les alentours de Koursk,.
Sur le front de Léningrad, après un calme relatif d'environ deux mois, les Russes lancent le 12 janvier 1943 l'opération Iskra, toujours dans le but de réduire le col de bouteille qui bloque tout ravitaillement terrestre de Léningrad. Partant de l'est, la 2e armée de choc, une nouvelle fois reconstituée, se rue à l'assaut, pendant qu'à l'ouest, la 67e armée charge sur la Néva gelée.
Le 19 janvier, le front allemand craque et les troupes soviétiques encerclent les défenseurs, qui abandonnent Schlüsselburg, et après de terribles combats au corps à corps, parviennent à rejoindre les lignes allemandes plus au sud. Comme les Soviétiques ont obtenu en partie ce qu'ils souhaitaient, un « contact terrestre avec Léningrad », un léger répit intervient, permettant aux troupes soviétiques d'établir des défenses telles que les Allemands ne puissent plus le leur disputer.
Toutefois, le haut commandement soviétique, souhaitant consolider le passage le long du lac Ladoga, décide de relancer une attaque avec comme objectif la ville de Mga, nœud routier et ferroviaire très important. Le 29 janvier, les Russes repartent à l'attaque depuis le nord avec 35 bataillons d'infanterie et de chars de la 2e armée de choc sur un front de 2,5 km. C'est l'opération Polyarnaya Zvezda.
Attaques et contre-attaques sauvages pour Sinyavo se succèdent ; les Allemands contiennent les vagues d'assaut répétées des troupes soviétiques. Le 1er février, les pertes de la 2e armée de choc sont telles qu'elle n'est plus en état de poursuivre l'offensive. Les deux armées renforcent leurs positions.
Le 10 février, les Soviétiques attaquent à nouveau, mais cette fois au lieu d'attaquer de front, ils attaquent en tenaille, cherchant à isoler la ville de Sinyavo. La 55e armée, forte de 44 000 soldats, se lance à l'assaut des positions de Krasny Bor défendues par la 250e division d'infanterie dite « Division Azul », forte de 4 500 soldats espagnols et d'éléments allemands divers de l'ordre de 1 400 soldats. C'est la bataille de Krasny Bor.

Le 28 février, au sud du lac Ilmen, les Allemands et leurs alliés parviennent à se retirer avec succès du couloir de Ramouchevo, large de 4 km seulement et long de 12 km, et de la poche de Demiansk, de l'ensemble de leurs 10 divisions, afin de raccourcir le front de plusieurs centaines de kilomètres. La ville de Demiansk est alors libérée par l'Armée rouge le 1er mars.

#### Été 1943
- Au 18 mars 1943 : avancées allemandes à la suite de la troisième bataille de Kharkov
- Au 1er août 1943 : avancées allemandes lors de la bataille de Koursk

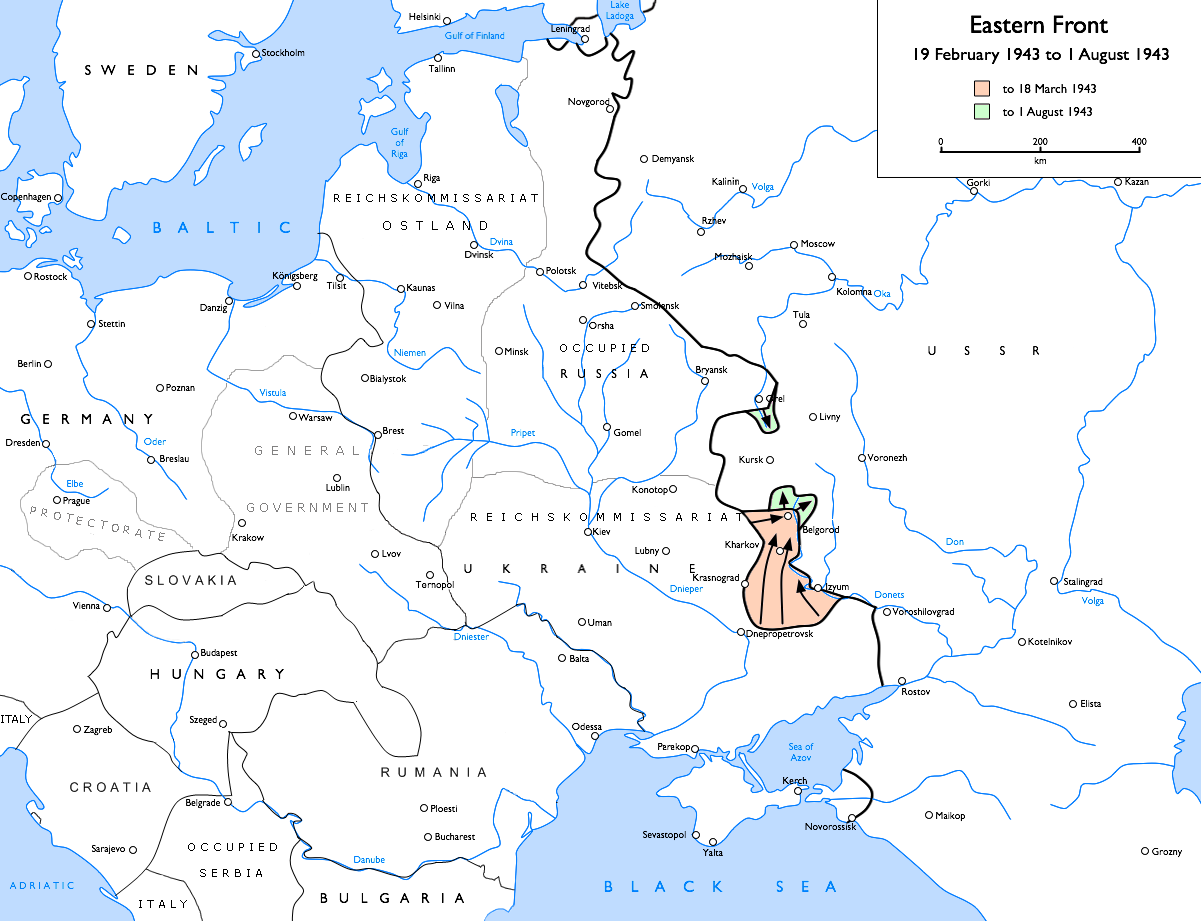
Avancées allemandes du 19 février au 1 août 1943
Au 18 mars 1943 : avancées allemandes à la suite de la troisième bataille de Kharkov
Au 1 août 1943 : avancées allemandes lors de la bataille de Koursk

Après l'échec de Stalingrad, Adolf Hitler réattribue la planification de la prochaine campagne d'été au Commandement suprême de la Wehrmacht. Guderian sort de sa disgrâce pour devenir inspecteur des Panzers.
La Wehrmacht n'a plus la capacité de conquérir l'URSS, mais peut toujours obtenir un succès opérationnel en s'appuyant sur sa formidable arme blindée. Le saillant de Koursk, au milieu du front, est un point évident où porter l'effort, afin à la fois de raccourcir la ligne de front et de détruire les armées soviétiques de la zone. Le débat est vif au sein du commandement allemand entre partisans de l'assaut et ceux qui redoutent les défenses russes. En effet, l'opération est prévisible et les Soviétiques ont le temps de fortifier leurs positions dans le saillant, créant jusqu'à 5 lignes de défense successives armées de canons antichars, de mines, de fils barbelés, de tranchées, et soutenus par de l'artillerie et des mortiers.
Les Soviétiques ont quant à eux fait le pari d'un combat défensif. Ils estiment que les Allemands ne résisteront pas au réflexe d'attaquer pendant l'été. L'Armée rouge souhaite saigner l'arme blindée allemande une fois pour toutes, en la forçant à un combat statique, avant de contre-attaquer.
Les Allemands lancent l'opération Zitadelle le 4 juillet 1943. Au nord, la 9e armée, commandée par Model, est redéployée depuis le saillant de Rjev jusqu'au saillant d'Orel, et son objectif est d'avancer de Maloarkhangelsk jusqu'à Koursk. Elle ne progresse que de 8 kilomètres avant d'être contrainte à la défensive, d'autant que les Soviétiques commencent à développer leur propre attaque en direction d'Orel.

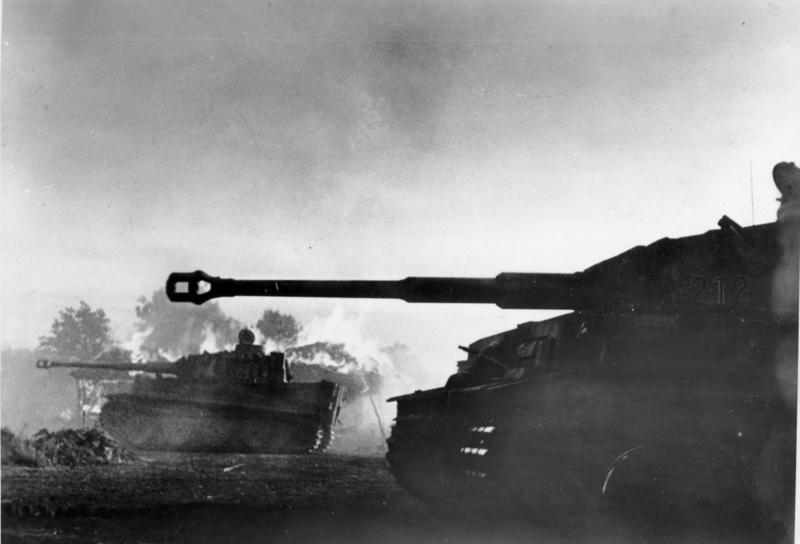
Chars allemands Tiger I attaquant au nord du saillant

L'offensive méridionale, dirigée par Erich von Manstein, et dont le fer de lance est la 4e Panzerarmee de Hermann Hoth, parvient à se frayer avec succès un chemin de 25 km à travers les lignes défensives ennemies. Un engagement de chars massif se déroule le 12 juillet entre les Allemands et les réserves de la 5e armée blindée de la garde soviétique, la bataille de Prokhorovka. Les Allemands ne sont plus en mesure de progresser, Hitler ordonnant le retrait de certaines unités pour les déployer en Italie ; les autres forces engagées se replient sur leur ligne de départ. La Wehrmacht est, désormais, sur la défensive sur l'ensemble du front de l'Est face aux contre-offensives soviétiques. Le même jour, les Soviétiques élargissent leur tête de pont sur le Donetz.
L'offensive de Koursk constitue la dernière offensive de grande envergure que l'Allemagne peut lancer sur le front de l'Est et celle-ci représente le véritable tournant de la guerre à l'est. Elle démontra que même les meilleures unités de la Wehrmacht commandées par les meilleurs généraux allemands dans des conditions de combat favorables ne pouvaient venir à bout des armées soviétiques qui avaient appris de leurs erreurs et pouvaient vaincre leur adversaire à la régulière même en plein été. En perdant l'initiative, la Wehrmacht perdait tout espoir de victoire ou même de stabilisation du front à l'est et allait subir de plus en plus violemment les coups de boutoir soviétiques.
L'Armée rouge lance alors une série d'offensives s'échelonnant du nord au sud. L'opération Koutouzov (12 juillet-18 août) réduit le saillant d'Orel. L'opération Roumiantsev (3-23 août) repousse les Allemands de 150 km et permet la prise de Belgorod et d'Orel le 18 août tandis que Kharkov, où des combats sont menés depuis le 3 août aux abords de la ville, est évacuée et définitivement libérée le 23 août,. Dans la lancée de cette reconquête, le bassin du Donetz est repris par les armées soviétiques, évacué en bon ordre par la Wehrmacht en direction du Dniepr afin de former un nouveau front, plus solide et efficace. En outre, dans leur retraite, les Allemands pratiquent une politique de terre brûlée systématique : rails défoncés, récoltes et villages détruits,.
Ces multiples offensives soviétiques sont très coûteuses car elles se heurtent, surtout après l'échec de l'offensive d'été allemande, à un repli allemand progressif et méthodique. Ce repli est l'occasion pour le Reich de tester à la fois de nouveaux matériels, le Tigre I, le Panther ou de nouveaux usages de l'aviation, utilisée dans le combat antichar (Junkers Ju 87G « Gustav »); cette retraite allemande se solde par la perte de 170 000 hommes et 760 blindés, tandis que l'Armée rouge perd 1 677 000 soldats et 6 064 chars. Mais les rapports allemands de l'automne insistent sur l'échec programmé de la guerre d'usure, car l'Armée rouge est en mesure de compenser ses pertes, contrairement à la Wehrmacht.

#### Automne et hiver 1943-1944

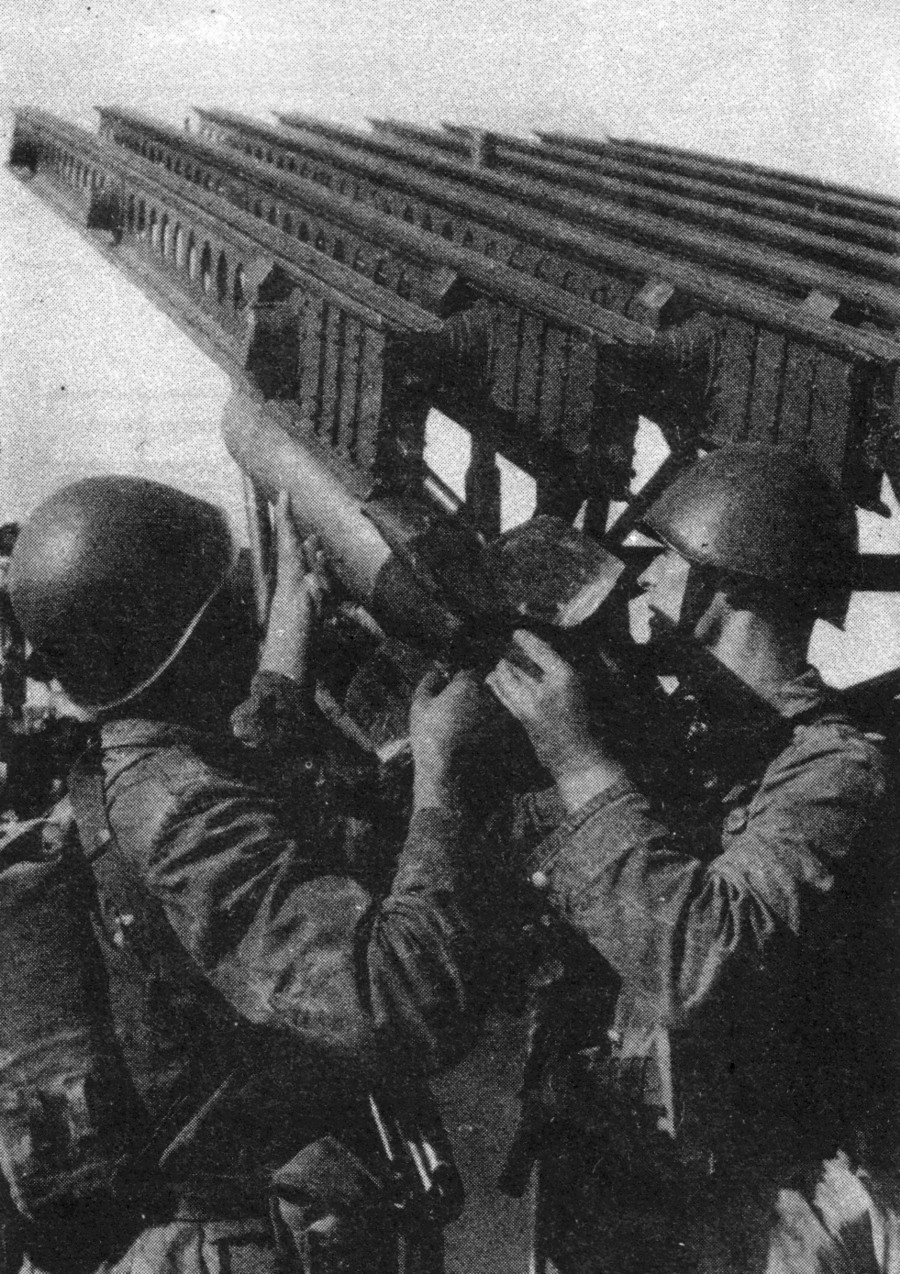
L'un des célèbres lance-roquettes soviétiques Katioucha.

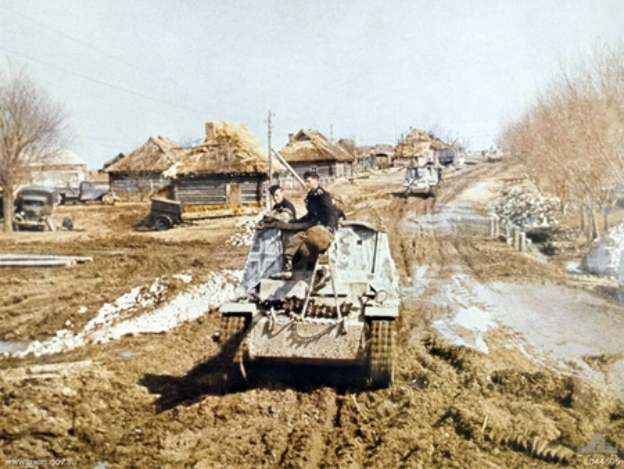
Fin 1943, les châssis des panzers II de la campagne de France ont tous été convertis en automoteur d'artillerie de type Wespe. Sur le front russe, ils sont employés comme chasseurs de char.

Malgré sa défaite à Koursk, l'Allemagne pense avoir suffisamment épuisé l'Armée rouge pour l'empêcher de lancer une grande offensive. Or cette dernière montre une capacité de reconstitution phénoménale. Le 24 août, le rouleau compresseur soviétique entreprend une attaque générale sur toute la moitié sud du front depuis Smolensk jusqu'à la mer Noire. L'objectif soviétique est la récupération du riche bassin industriel du Donbass. Les troupes allemandes épuisées doivent se replier sur le Dniepr dont la largeur de 2 km devrait fournir une bonne ligne de défense et où une ligne fortifiée était en cours de construction. Hitler espérait ainsi réaliser une guerre d'usure contre les Soviétiques, mais la longueur du front, 2 000 km, rend cette idée impossible à réaliser.
Néanmoins, à la suite de l'évacuation en bon ordre de la Wehrmacht en direction du Dniepr afin de former un nouveau front, plus solide et plus efficace, et à la politique de la terre brûlée, il faudra encore attendre la fin du mois de septembre 1943 pour que les troupes soviétiques puissent s'approcher de Kiev. Ainsi, le 22 septembre, tout en étant 120 km de la ville, les Soviétiques atteignirent, enfin, par endroits la rive orientale du Dniepr avant de tenter un passage en force du fleuve pour prendre pied durablement sur la rive occidentale. Néanmoins, dans cette entreprise, Manstein les stoppe une nouvelle fois, ne permettant pas aux Soviétiques de profiter de l'acquisition, au prix de pertes très élevées, de têtes de pont sur le côté occidental du Dniepr qui s'agrandissent jusqu'au mois d'octobre. En outre, la résistance allemande efficace sur le Dniepr fait subir aux troupes soviétiques de lourdes pertes.
Parallèlement, le 23 octobre, la prise de Melitopol par les Soviétiques conduisit à la rupture des communications terrestres entre les troupes allemandes stationnées en Crimée, alors sous administration militaire, et le reste des forces allemandes chargées de la défense de l'Ukraine. Dès lors, la péninsule fut érigée en « Kessel » (en français : « chaudron »), un réduit de résistance allemand fortifié et isolé en arrière du front afin d'occuper le maximum de troupes soviétiques.
Dès le 3 novembre, les Soviétiques finissent par percer par endroits les défenses allemandes sur le Dniepr et, le 5 novembre, commencent à investir Kiev, qui tombera le lendemain. Marquant l'aboutissement de ces opérations, la ville est libérée, mais elle fut pillée et rasée lors de la retraite allemande. Pendant ce temps, plus au Sud, les Soviétiques prirent Krementchouk, Dnepropetrovsk et Zaporojia en direction de Nikopol et Krivoï Rog. Poursuivant sur leur succès à Kiev, les Soviétiques prennent Fastov, puis Jytomyr, Ovrouch et Korosten.
- jusqu'au 1er décembre 1943

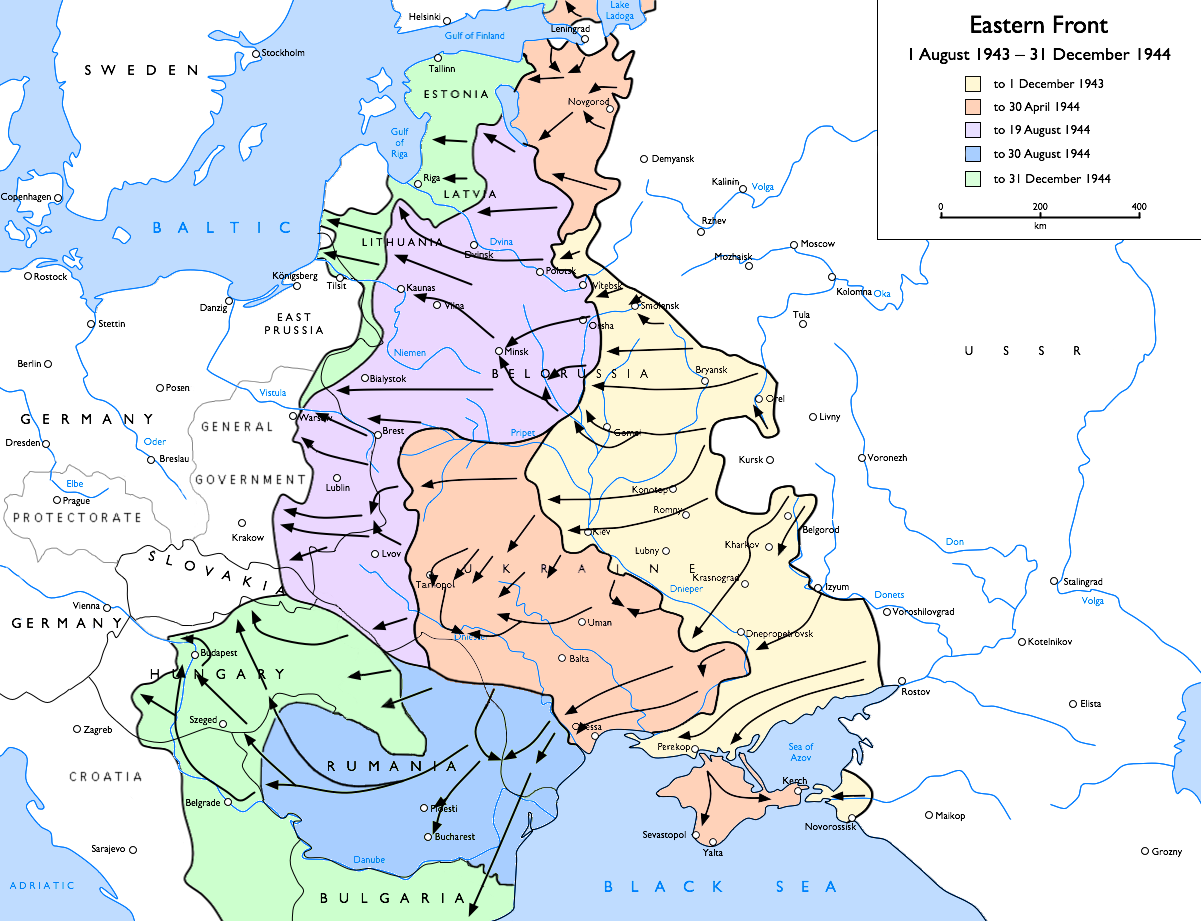
Avancées soviétiques du 1 août 1943 jusqu'au 31 décembre 1944 :
jusqu'au 1 décembre 1943
jusqu'au 30 avril 1944
jusqu'au 19 août 1944
jusqu'au 30 août 1944
jusqu'au 31 décembre 1944

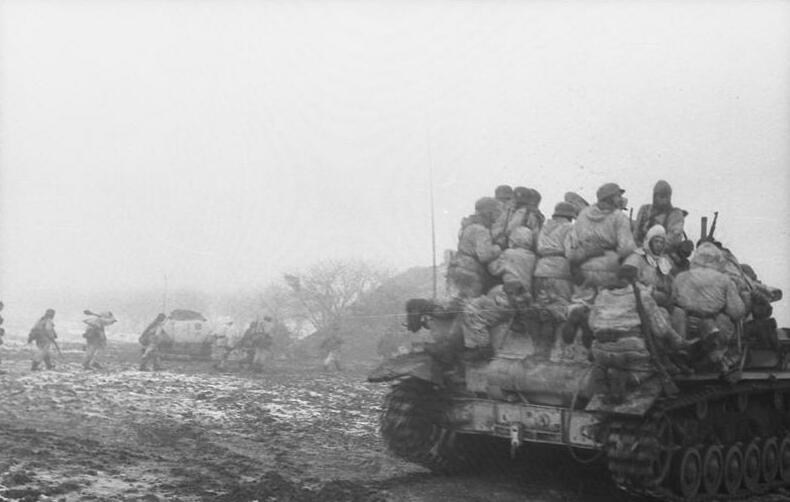
Soldats sur un panzer IV en décembre 1943 ; front de Russie du Sud (Ukraine).

À 50 km à l'ouest de Kiev, la 4e Panzerarmee de Manteuffel déclencha alors une contre-offensive désespérée en direction de Kiev. Il reprit Brousilov et Jytomir le 19 novembre, puis Korosten le 5 décembre, stoppant ainsi momentanément l'avancée soviétique, mais cela n'offrit qu'un court sursis aux Allemands. En effet, les Allemands devant colmater leur front entre Kiev et la boucle supérieure du Dniepr, les Soviétiques en profitent pour lancer une attaque. Ainsi, ils prennent Koziatyn le 28 décembre, Korosten le 29 et Jytomyr le 31 tandis que Berdytchiv et Byelaya Taserkov se retrouvent alors encerclées et isolées par les offensives soviétiques fixant de nombreuses forces allemandes. Le 8 janvier 1944, Kirovograd, à proximité du Dniepr, tombe à son tour. Ainsi, les récentes avancées soviétiques annulent tous les résultats des contre-offensives allemandes précédentes. Désormais, l'Allemagne a définitivement perdu l'initiative sur le front de l'Est. Le Dniepr ayant été traversé et des saillants soviétiques ayant été formés autour de Kiev et Kirovograd, plus rien ne bloque les Soviétiques jusqu'aux Carpates.
Au mois de janvier 1944, les Soviétiques lancent une nouvelle offensive et atteignent rapidement l'ancienne frontière germano-soviétique de 1939. Ayant progressé depuis Kiev en ligne droite vers Lviv et Ternopil, toutes deux situées en Galicie orientale (annexée au Gouvernement général de Pologne en 1941), l'offensive soviétique a coupé la liaison entre le groupe d'armées Centre et le groupe d'armées Sud allemands et partiellement encerclé un saillant allemand, celui de Korsoun-Tcherkassy. En janvier 1944, afin d'isoler les forces allemandes du saillant, les Soviétiques entament l'encerclement de celui-ci en prenant Loutsk et Rovno. Concrètement, au sud, le front de la steppe traverse le Dniepr et rejoint les blindés de Nikolaï Vatoutine au nord, encerclant dans l'opération 60 000 soldats allemands autour de la ville de Korsun. Le 28 janvier, la poche de Korsoun-Tcherkassy, bouclée et isolée par les Soviétiques, est surnommée Kessel. L'encerclement était prévisible, mais Hitler avait refusé de replier ces unités devant tenir la ligne du Dniepr. Il considérait d'ailleurs que les soldats de la poche pouvaient percer et même reprendre Kiev. Plus réaliste, Manstein entreprend une attaque vers l'ouest le 11 février, et finalement autorisée le 16, pour briser l'encerclement et ouvrir un corridor permettant à la moitié des unités d'être évacuée, voire de tout simplement s'échapper, mais elles doivent abandonner la totalité de leur matériel dans la manœuvre. Au terme de la bataille de Tcherkassy, le 19 février, la poche Kessel est totalement nettoyée par l'Armée rouge. Parallèlement, les Soviétiques prennent Nikopol le 8 février et Krivoï Rog le 22 février, nettoyant le dernier saillant allemand à proximité du Dniepr.
Fin février 1944, à la fonte des neiges, le Dniepr étant définitivement dégagé de la menace allemande, les Soviétiques s'approchèrent progressivement de la Moldavie et des Carpates. La période de la raspoutitsa approchant, les Allemands supposent que les opérations militaires seraient stoppées, mais le 3 mars, le Troisième front ukrainien commandé par Rodion Malinovski reprend son offensive et isole la Crimée en coupant l'isthme de Perekop, puis avance à travers la boue jusqu'en territoire roumain, semant la panique dans la classe politique et militaire de ce pays, et préparant ainsi le retournement du front roumain. Parallèlement, les Soviétiques entrent en Galicie orientale en encerclant Ternopil et en coupant la liaison ferroviaire Lviv-Odessa.
Subissant chacune des initiatives soviétiques, la Wehrmacht se replie parfois en bon ordre, mais plus souvent dans le désordre et l'indiscipline, et toujours en pratiquant, conformément aux ordres des nazis, une politique systématique de terre brûlée, parfois même au détriment des capacités combatives de la Wehrmacht. Manstein applique une tactique de « défense élastique » en contre-attaquant les unités soviétiques dont les lignes de ravitaillement sont trop étirées. Cette tactique permet à l'Allemagne d'éviter la rupture complète du front qui aurait eu lieu si les unités avaient défendu chaque position de façon statique, comme l'exigeait Hitler. Néanmoins, cette méthode est gourmande en carburant — les Allemands reculent de deux pas pour avancer d'un en contre-attaque —, qui fait de plus en plus défaut à l'armée allemande, en matériel et en hommes. Mais cette tactique mise en application par Manstein permet non seulement d'éviter la réédition d'une nouvelle défaite majeure, mais aussi de maintenir un front cohérent.
Un dernier mouvement parachève l'offensive au sud. En mars, 20 divisions allemandes sont encerclées près de Kamianets-Podilskyï, mais elles parviennent à s'échapper sans trop de pertes. En effet, dès le 11 mars, les troupes allemandes et roumaines sont obligées de se replier en Transnistrie : parmi ces dernières, les défections sont nombreuses et deux divisions roumaines (« Vladimirescu », « Horea, Cloșca et Crișan » (en)) combattent dans les rangs de l'Armée rouge. Le 13 mars, les Soviétiques prennent Kherson et, le 28 mars, Nikolaïev, isolant toujours un peu plus le Kessel de Crimée. Le 29 mars, ils entrent à Cernăuți, en Bucovine roumaine, puis Kolomya, aux pieds des Carpates ukrainiennes. Adolf Hitler, de plus en plus exaspéré, ignore les avis de son état-major et de ses généraux les plus compétents, qu'il considère comme seuls responsables des débâcles. En avril, l'Armée rouge reprend Odessa, puis Sébastopol le 10 mai, entraînant la reddition du Kessel de Crimée le 12.
De concert avec l'offensive au sud, l'Armée rouge attaque le groupe d'armées Centre. Le repli est moins important qu'au sud, mais Briansk et surtout Smolensk, sur la route de l'Ouest depuis Moscou, sont repris : Moscou est définitivement hors de danger. La prise de Smolensk le 25 septembre déséquilibre l'ensemble du dispositif défensif allemand. Le front du groupe d'armées Nord était resté quasiment statique jusqu'en janvier 1944 lorsque les fronts du Volkhov et Premier front de la Baltique lancent une violente offensive. Dans une campagne éclair, les Allemands sont repoussés jusqu'à la frontière estonienne, abandonnant le siège de Leningrad qui a coûté la vie à près de deux millions de personnes, dont une majorité de civils.
En libérant les territoires qui subissaient l'occupation allemande depuis plus de deux ans, les Soviétiques découvrent la brutalité de l'occupant qui a appliqué le Generalplan Ost puis, en se repliant, la politique de la terre brûlée, brûlant et rasant des centaines de villes et des milliers de villages, massacrant les civils par centaines de milliers. Comme l'a expliqué (et tenté de justifier) Ilya Ehrenbourg, lors de la suite de la guerre, cela aura une grande influence sur les crimes de guerre de l'Armée rouge pendant la Seconde Guerre mondiale, notamment vis-à-vis des civils allemands, roumains ou hongrois, mais aussi, en attendant, sur l'empressement du NKVD et des commissaires politiques à « dépister les traîtres et les collaborateurs » réels ou supposés dans la population soviétique libérée, et à les châtier le plus souvent par la mort ou les travaux forcés au Goulag. En URSS, les femmes accusées de collaboration n'ont pas été tondues, mais pendues avec une pancarte Предатель (« traître »).

#### Été 1944
Les stratèges allemands sont convaincus que les Soviétiques attaqueront encore au sud, où le front se trouve à 70 km de Lvov et autorise des manœuvres sur la route la plus directe vers Berlin. La situation de l'Allemagne, déjà critique, devient désespérée après le débarquement de Normandie en juin 1944. En Italie, les Alliés prennent Rome le 4 juin. De plus, ceux-ci accentuent les raids sur les industries et les installations allemandes. Le 22 juin 1944, soit trois ans exactement après le déclenchement de l'opération Barbarossa, les Soviétiques lancent l'opération Bagration, une énorme offensive stratégique destinée à libérer la Biélorussie, dans la profondeur du dispositif allemand. Les Allemands, qui n'ont pas anticipé une attaque sur ce front, n'ont laissé que 800 000 hommes face à 2,3 millions de Soviétiques. Les Soviétiques, qui possèdent dix fois plus de chars et sept fois plus d'avions, éventrent les lignes allemandes. Le front allemand percé, Minsk, la capitale de la Biélorussie, tombe le 3 juillet. Le groupe d'armées Centre volatilisé sous le choc de l'attaque, l'Armée rouge atteint rapidement l'ancienne frontière avec la Pologne, capturant des dizaines de milliers de soldats, dont 17 généraux. À la fin août, les pertes allemandes sont le double de celles des Soviétiques. L'offensive en direction de Lvov lancée le 17 juillet 1944 met rapidement en déroute les forces allemandes dans l'ouest de l'Ukraine. En Roumanie, un coup d'État renverse le gouvernement pro-allemand et les unités roumaines rejoignent les unités soviétiques. Bucarest tombe le 31 août. Les termes de l'armistice signé en septembre sont littéralement écrits par Moscou et la Roumanie devient de facto un État satellite de l'URSS.

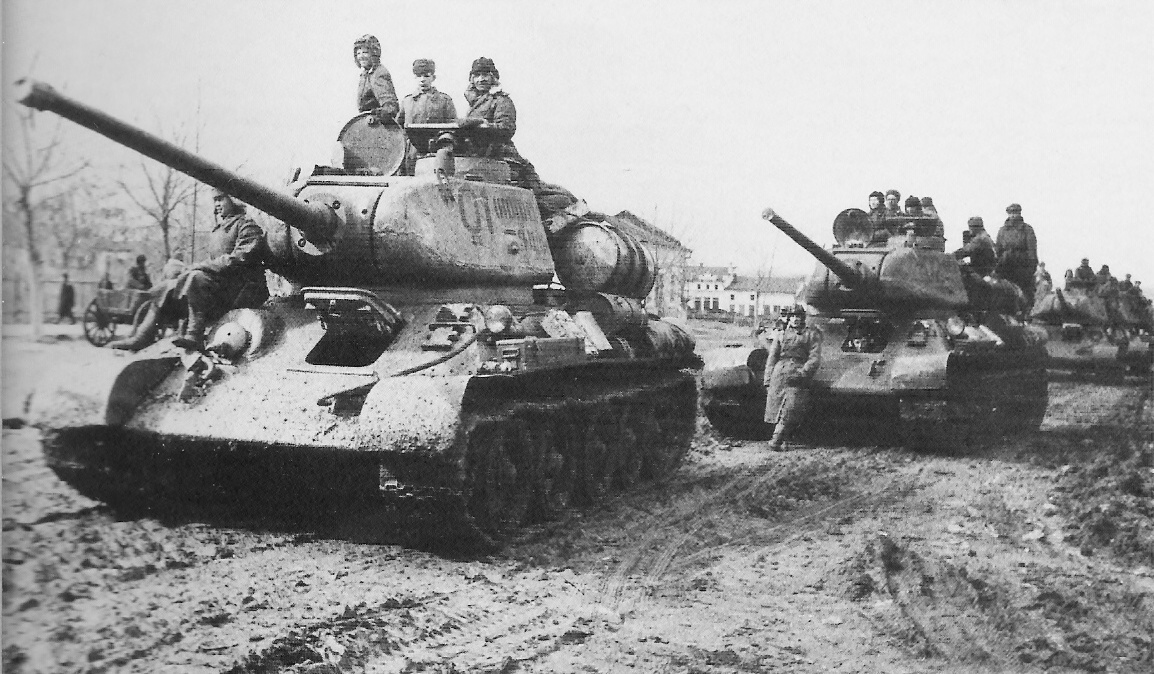
Une colonne de T-34-85 sur le front de l'Est lors de l'hiver 1943-1944. Le T-34 et ses dérivés furent produits à plus de 40000 exemplaires au cours de la guerre.

Au nord, la progression rapide des unités soviétiques menace d'isoler les unités du groupe d'armées Nord qui résistent toujours et bloquent l'avancée soviétique en Estonie, dans un terrain marécageux peu propice à une offensive motorisée, maintenant temporairement une liaison terrestre avec le nord des pays baltes. Dans l'isthme de Carélie, les Soviétiques lancent une offensive puissante contre les positions finlandaises le 9 juin 1944. Les Finlandais doivent se replier et se redéployer sur des lignes fortifiées. Néanmoins, en appliquant les tactiques de guérilla qui avaient fait leurs preuves lors de la guerre d'Hiver de 1939-1940, les Finlandais infligent une série de lourdes défaites à l'Armée rouge, ce qui convainc finalement l'état-major soviétique que la conquête du pays serait très difficile et n'en vaudrait pas la peine. L'armistice de Moscou signé en septembre 1944 ampute la Finlande de 15 % de son territoire, mais elle parvient cependant à conserver son indépendance.
En Pologne, à l'approche de l'Armée rouge, l'Armia Krajowa polonaise organise l'insurrection de Varsovie, lancée le 1er août 1944 dans le but d'accueillir en position de force les libérateurs et d'éviter la prise de pouvoir par les communistes. L'Armée rouge parvient sur la rive est de la Vistule, devant Varsovie, le 10 septembre. Les Soviétiques, ayant essuyé une lourde défaite devant Varsovie, ne tentent pas de franchir la Vistule (d'autant qu'ils ont déjà sécurisé deux têtes de pont plus au sud) et ne soutiennent pas l'insurrection en cours dans Varsovie. Le contexte de cette décision est toujours source de débat, certains y voyant une manœuvre politique (laisser les nazis éliminer les partis non communistes polonais), d'autres affirmant que, l'eût-elle voulu, l'Armée rouge n'avait plus la possibilité de continuer à avancer après la gigantesque progression lancée depuis juin 1944 (de fait, les offensives russes ne reprennent qu'en janvier 1945). Les combats dans Varsovie durèrent jusqu'au 2 octobre et causent la mort de 200 000 civils. Varsovie, détruite à 85 %, est libérée le 17 janvier 1945, ayant été totalement évacuée la veille par des unités allemandes en pleine déroute.
Au sud du front, une offensive déclenchée le 20 août entraîne la chute d'Antonescu, la défection de la Roumanie qui déclare la guerre au Reich. Ce retournement d'alliance entraîne la désagrégation de ce front, tenu par des troupes imbriquées les unes avec les autres : les troupes allemandes et hongroises sont ainsi assaillies par des unités roumaines d'une part, par des unités soviétiques d'autre part. Le 28 août, la frontière bulgare est atteinte, l'URSS déclare la guerre à la Bulgarie et envahit son territoire.

#### Automne 1944
Le 5 septembre, l'URSS déclare la guerre à la Bulgarie qui n'avait pas participé à l'invasion de la Russie. La capitale, Sofia tombe le 9 septembre sans réelle résistance et la Bulgarie se retourne contre l'Allemagne. Dans le même temps, les partisans yougoslaves d'inspiration communiste et dirigés par Tito lancent une opération conjointe avec l'Armée rouge pour chasser les Allemands de Yougoslavie. Belgrade est libérée le 20 octobre 1944. En Hongrie, un régime sûr, fidèle à l'alliance allemande, remplace le régime de l'hésitant Horthy et rallie une bonne partie de l'armée.
Sous la pression de l'offensive soviétique dans les pays baltes, le groupe d'armées Nord doit se replier d'Estonie, mais ne peut échapper à une série d'encerclements. Dans la poche de Courlande, 200 000 Allemands et collaborateurs baltes sont isolés jusqu'à la fin de la guerre.
À partir de l'automne 1944, la situation allemande se redresse partiellement aussi sur ce front : les liens terrestres avec la Courlande sont rompus, mais la poche de Courlande, commandée par l'habile Schörner, regroupe l'ensemble des forces allemandes cantonnées dans les pays baltes. Une offensive soviétique est tenue en échec en Prusse-Orientale, et des reconquêtes partielles, des petites villes dans lesquelles la population a été massacrée, ont eu lieu. Malgré ces succès partiels, le 20 novembre 1944, Rastenburg, le Quartier-Général de Hitler, est évacué par le haut commandement à la demande de Bormann.
Malgré leur progression rapide, les Soviétiques n'ont pas encore réussi à pénétrer en territoire allemand, et, en cette fin d'automne, doivent marquer une pause pour se regrouper, se réorganiser et régler les problèmes logistiques posés par les impressionnants bonds en avant de l'été et de l'automne, alors que la Wehrmacht, tirant parti de la proximité de ses sources d'approvisionnement et des lignes de communication à l'intérieur du Reich, présente une forte résistance à l'avance soviétique.

#### Hiver 1944-1945

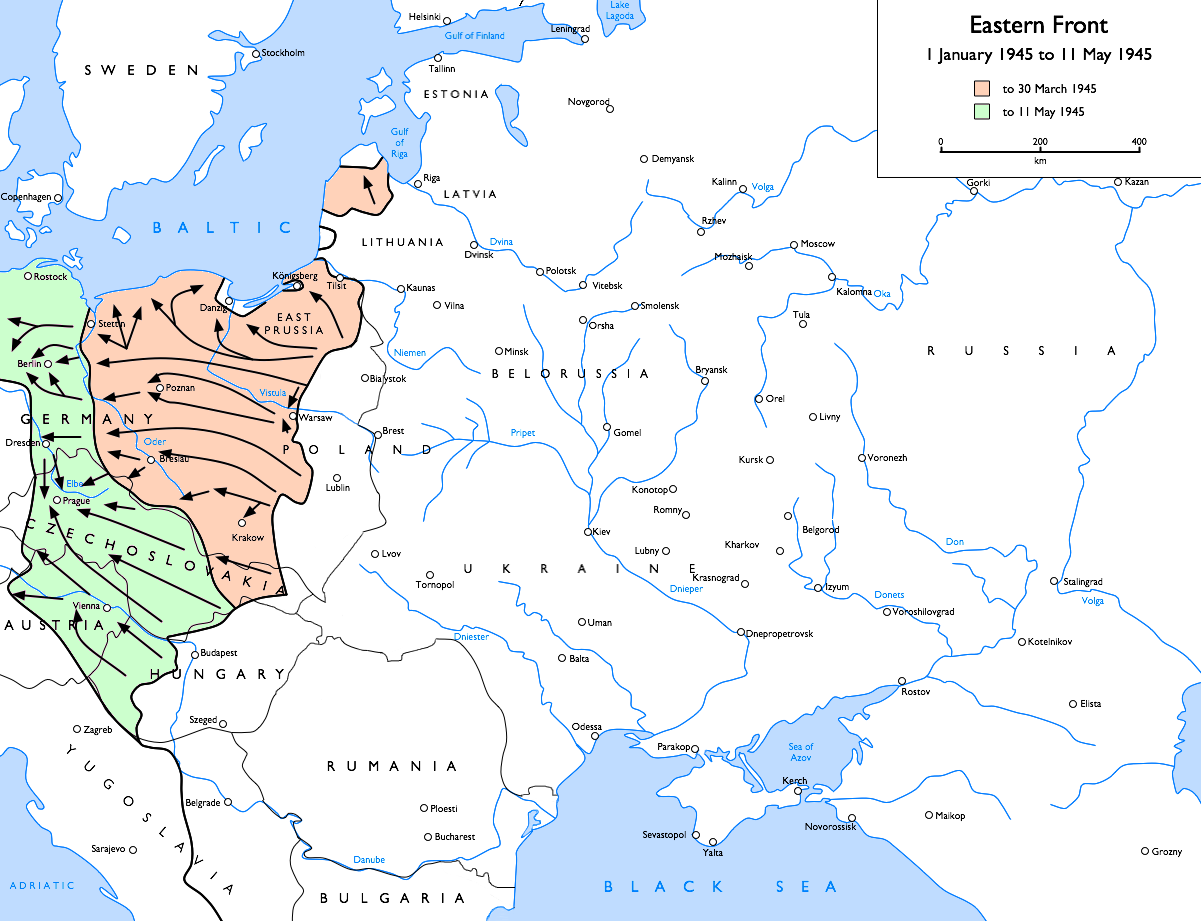
Avancées soviétiques du 1er janvier au 7 mai 1945 :
au 30 mars 1945
au 11 mai 1945

À la fin de l'année 1944, la Hongrie reste le dernier allié de l'Allemagne qui ne veut pas perdre ses ressources, dont son pétrole. Après l'échec de l'offensive des Ardennes, Hitler déplace la 6e armée Panzer SS sur le front de l'Est, mais, sous l'influence de Speer, responsable de l'économie de guerre, et à la grande fureur de Guderian, responsable de ce front, les dirige vers la Hongrie, théâtre d'une bataille d'usure autour de Budapest.
Les unités allemandes se retranchent donc dans la capitale Budapest et affrontent les forces soviétiques qui arrivent en vue de la ville à la fin décembre 1944. 50 000 soldats de l'Axe sont morts et 140 000 prisonniers, non seulement dans les combats autour de la ville, mais aussi lors de la progression soviétique dans la ville même, où on se bat jusque dans les égouts. Plusieurs offensives de dégagement sont menées, sans succès. Après une proposition de reddition refusée, l'Armée rouge lance l'assaut et malgré des tentatives allemandes, vouées à l'échec (en raison du rapport des forces), pour débloquer la ville, la garnison se rend le 13 février. Après la chute de la ville, les combats se déplacent à l'ouest de la ville, Hitler ayant réclamé une contre-offensive : lancée le 6 mars 1945 contre l'avis de Guderian, elle échoue après 10 jours de combats, en dépit de succès initiaux importants et malgré la présence, parmi les unités engagées, de la redoutable 6e armée de Panzer SS, placée sous les ordres de Sepp Dietrich ; les SS de Dietrich abandonnent le combat devant l'échec de cette ultime contre-offensive, ce qui suscite l'ire de Hitler, ce dernier ordonnant à la Leibstandarte de retirer leurs brassards, malgré les protestations de Hermann Balck.
En janvier 1945, sur le front de la Vistule sont cantonnées les 9e et 17e armées, épaulées par la 4e armée de Panzer, formant le groupe d'armées A commandé par Josef Harpe, couvert sur son flanc nord par le groupe d'armées Centre, placé sous les ordres de Georg-Hans Reinhardt et sur flanc sud par la 1re armée de Panzer, commandée par Gotthard Heinrici ; ces unités comptent 900 000 soldats, épaulées par 120 bataillons du Volkssturm, soit 80 000 hommes mal équipés, et 2 000 chars. Face à ces unités se trouve le 1er front ukrainien, commandé par Ivan Koniev, parvenu au sud de Varsovie ; au nord de la ville, se trouve positionné le 1er front biélorusse de Joukov, totalisant 2,25 millions de soldats, regroupant 6 500 chars, 32 000 canons lourds et 4 500 avions. À ces effectifs impressionnants, chargés depuis la Vistule d'établir des têtes de pont sur la rive gauche de l'Oder, s'ajoutent le 3e front de Biélorussie, placé sous la responsabilité d'Ivan Tcherniakhovski, et le 1er front de la Baltique d'Hovhannes Bagramian, qui doivent, appuyés l'un sur l'autre, prendre d'assaut la Prusse-Orientale, tandis que le 2e front biélorusse, commandé par Constantin Rokossovski doit atteindre la Baltique et isoler ainsi la Prusse-Orientale du Reich ; ces trois derniers fronts, cantonnés dans des objectifs secondaires par rapport à la poussée sur la moyenne Vistule, comptent néanmoins dans leurs rangs 1,7 million de soldats, appuyés par 3 300 chars, 28 000 canons lourds et 3 000 avions. À l'arrêt pendant cinq mois, les militaires soviétiques observent les unités allemandes placées devant elles, en multipliant les missions d'observation aériennes, en mettant en place un service de renseignement décentralisé et des agents dormants.
Lancées sur des troupes allemandes affaiblies par les transferts d'unités d'élite vers l'Alsace et la Hongrie et commandées depuis Berlin par Hitler de moins en moins à l'écoute de ses états-majors, les offensives lancées en Pologne à partir du 12 janvier, annoncées par les services de Gehlen, qu'Hitler n'écoute pas, brisent un front allemand composé d'unités déjà fortement éprouvées par les défaites précédentes et présenté par Guderian comme un « château de cartes ». Elles constituent néanmoins autant de démonstrations de la maîtrise de l'art opérationnel acquise par l'Armée rouge. Disposant d'une supériorité en troupes et en matériel considérable, accentuée par le redéploiement de certaines unités blindées de la Wehrmacht en Hongrie, quatre fronts soviétiques s'élancent des têtes de pont conquises sur la Vistule au sud de Varsovie et à l'est de Cracovie, percent les lignes défensives préparées par les Allemands pendant l'automne, exploitent la percée obtenue grâce aux armées blindées et progressent en à peine 23 jours de 400 km jusqu'à l'Oder où des têtes de pont sont sécurisées autour de Kostrzyn (Kustrin).
Varsovie, détruite et abandonnée par les Allemands, est libérée dès le 18 janvier par les troupes polonaises, Cracovie, intacte, est occupée par l'Armée rouge le lendemain, Lodz, centre industriel, tombe intacte le 19 janvier. Le front allemand s'est complètement effondré. Les Soviétiques interrompent leur avancée, leur logistique ne pouvant suivre un tel rythme, et dans le but de sécuriser leurs flancs étendus. Ils s'emparent du bassin industriel de Haute-Silésie fin janvier (libérant notamment Auschwitz) et terminent la conquête de la Prusse-Orientale en avril. Les populations allemandes, que le pouvoir nazi obligeait jusqu'ici à rester sur place, commencent à fuir en masse vers l'ouest par crainte de représailles après le comportement de la Wehrmacht en URSS.
L'écroulement du front allemand en janvier 1945 entraîne la fuite vers l'ouest dans une atmosphère de chaos de l'ensemble de la population allemande des régions menacées. Les populations fuient un ennemi présenté comme sauvage : la propagande publie des études sur les Mongols dans l'Armée rouge, tentant de ressusciter de vieux souvenirs, compare le destin du Reich à celui de la République romaine durant la deuxième guerre punique, victorieuse malgré un nombre impressionnant de défaites, ou rapporte des témoignages de réfugiés. Poussés par la peur des exactions rapportées par la presse, des villes et des villages sont abandonnés en un instant, en pleine journée. Mais les civils ne sont pas les seuls concernés par les succès soviétiques : les déportés sont évacués dans des conditions atroces vers les camps de l'ouest, certains sont massacrés par des unités allemandes en déroute passant par hasard dans un camp dans lequel sont cantonnés des déportés laissés sur place, d'autres encore sur la route vers l'ouest.
Le 13 janvier, l'offensive planifiée sur la Prusse-Orientale est lancée dans des conditions météorologiques défavorables, privant les troupes soviétiques d'appui aérien, et doit affronter une forte résistance des troupes de Reinhardt, dans certains cas appuyées sur des fortifications imposantes, comme à Allenstein, Intersburg et Lötzen, qui ne retarde l'avance soviétique que de quelques jours. Au cours de ces succès, la ville de Tannenberg, ainsi que son mémorial à Hindenburg et la Tannière du Loup, sont occupés, tandis que les communications directes entre Berlin et la Prusse-Orientale sont définitivement coupées, malgré une résistance acharnée permettant momentanément la reprise du trafic ferroviaire.
L'ampleur de ces succès laisse cependant derrière l'avance soviétique quelques poches de résistance : Posen, fortifiée, tenue par 25 000 soldats, est prise d'assaut au mois de février, Heiligenbeil, Königsberg et la Prusse-Orientale, coupée du Reich à partir du 26 janvier, Breslau, tenue par 80 000 soldats, totalement encerclée le 16 février, Glogau, tenue par 9 000 hommes.
À l'issue de la rupture du front allemand, l'Oder est atteint en février, mais rapidement, l'offensive marque le pas, pour des raisons logistiques, stratégiques et de discipline ; de plus, une première offensive en direction de Königsberg est repoussée, poussant l'armée soviétique à investir méthodiquement la Prusse-Orientale. En février, une dernière offensive allemande, l'opération Sonnenwende (solstice), est préparée puis lancée sur les flancs de l'avancée soviétique : cette action débute le 15 février en Poméranie, et doit aboutir à la consolidation des défenses allemandes dans la région, mais, dès le départ vouée à l'échec, elle est rapidement stoppée, puis dès le 19 février, refoulée sur les positions de départ. À partir de ce moment, la bataille défensive prend des allures de guerre de position, dans laquelle la défense allemande, pour partie constituée de membres du Volkssturm et des Jeunesses hitlériennes, connaissant parfaitement le terrain, utilise chacune de ses particularités pour infliger un maximum de pertes aux troupes de Joukov et Koniev.
Cette connaissance du terrain, alliée à un mordant indéniable, interrompt temporairement l'avance soviétique sur Berlin, cause de lourdes pertes humaines et matérielles aux armées soviétiques, contrarie les plans des commandants soviétiques Joukov et Koniev, et les oblige à renoncer à une offensive, pensée comme devant être aussi rapide que triomphale, vers la capitale du Reich.
Ainsi, les Allemands tentent en février de contre-attaquer en Silésie les lignes russes étendues, lançant par exemple plus de 40 assauts sur les têtes de pont de la rive gauche de l'Oder, mais sans résultat notable au-delà de progressions isolées et éphémères de quelques kilomètres. De plus, Schörner n'abandonne la Haute-Silésie qu'après l'avoir défendue pied à pied et ainsi infligé à l'Armée rouge d'énormes pertes, et repris temporairement la ville de Lauban le 1er mars (ce succès est exploité jusqu'à plus soif par la propagande de Goebbels).
Durant cette période marquée par les succès soviétiques, l'OKH se livre, sous la pression de Hitler, à de multiples changements de généraux au commandement des armées, en partie liés à la méfiance de Hitler pour les généraux.
La percée de janvier rapproche le front de Berlin, et oblige à la mise en défense de l'Oder, facilitée par une pause de l'Armée rouge dans ce secteur ; concentrant toutes les unités disponibles dans de secteur, l'OKH parvient à improviser une ligne de défense qui tient jusqu'au mois d'avril, essentiellement en raison de la priorité donnée par le commandement soviétique au nettoyage des flancs nord et sud du front, rendu nécessaire par la concentration du groupe d'armées Vistule et les contre-attaques menées en Silésie et en Poméranie.
Le mois de mars est le temps de la bataille pour la Poméranie et la Vieille-Prusse au nord et, au sud pour la Silésie. Au cours de ces combats acharnés, les régiments allemands cèdent le terrain pied à pied à l'est de l'Oder, exploitant au maximum le terrain et le climat, causant aux troupes soviétiques d'énormes pertes ; ces batailles émaillées de reconquêtes éphémères de villes de Silésie et de Poméranie se soldent en réalité par la disparition de l'ensemble des capacités offensives de la Wehrmacht à l'est. Ces contre-attaques aussi vaines que coûteuses incitent l'Armée rouge à protéger ses flancs, fragilisés par des lignes de communication étendues. Ainsi, soucieuse de sécuriser son flanc nord, l'Armée rouge, après s'être assurée du contrôle de têtes de pont sur l'Oder, de part et d'autre de Francfort, mène des opérations importantes sur ses flancs : le 4 mars, malgré une résistance acharnée, ses unités atteignent la côte baltique, près de Kolberg, assiégée à partir du 7 mars, transformée par Hitler en forteresse, qui résiste, le temps d'évacuer civils (dont 60 000 réfugiés) et soldats, jusqu'au 18 mars. Les autres ports de Poméranie connaissent le même sort : Stettin le 20 mars, Gotenhafen, le 28 mars et Dantzig le 30. En Vieille-Prusse, le groupe d'armées Nord oppose une forte résistance à l'avance soviétique : Königsberg est assiégée à partir du mois de février, et quelques tentatives, dont certaines sont fructueuses, au début de l'encerclement, permettent aux troupes allemandes de contrôler de manière temporaire un corridor reliant la ville au port de Pillau, autorisant l'évacuation de civils et le ravitaillement de la citadelle.
Sur l'Oder, les têtes de pont soviétiques à l'ouest du fleuve de part et d'autre de Francfort et Küstrin sont progressivement renforcées et étendues, malgré les renforts allemands, les fortifications de ces villes et leur statut de forteresse : Küstrin est totalement encerclée le 22 mars, et est abandonnée le 30 mars, malgré une contre-offensive tenue en échec dès ses premières heures et une consigne de Hitler.
Au sud, en Silésie, les unités de Schörner résistent avec mordant à la progression soviétique, mais sont rapidement débordées : le 16 février, Breslau est encerclée malgré une résistance acharnée pour maintenir un corridor ouvert, la Neisse est atteinte le 24 février, non loin de son confluent avec l'Oder ; à la mi-mars, l'Armée rouge sort victorieuse d'une bataille d'encerclement près de la ville d'Oppeln, privant le Reich de 45 000 soldats, tués, blessés ou prisonniers.

#### Printemps 1945

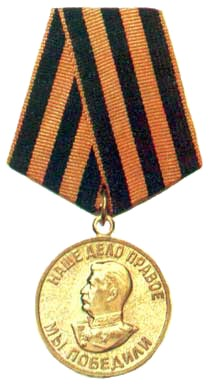
14933000 personnes reçurent la médaille de la victoire sur l'Allemagne.

Après une nouvelle contre-attaque manquée, l'Armée rouge entre en Autriche le 30 mars et prend Vienne le 13 avril. En tout, l'OKW rapporte la perte de 600 000 hommes, morts, blessés ou faits prisonniers entre janvier et février 1945. Le 9 avril, la garnison de Königsberg se rend, mais des débris du groupe d'armées Nord restent encerclés dans des poches le long de la mer Baltique.
Au début du mois d'avril, la Stavka ordonne aux commandants des fronts de lancer, depuis les têtes de pont, patiemment renforcées, de la rive gauche de l'Oder, l'assaut final sur Berlin. Constatant que l'armée allemande avait quasiment cessé de se battre contre les Alliés occidentaux, en dépit de proclamations de Model, Staline s'inquiétait de la possibilité que les Alliés ne s'emparent de la ville avant lui. Néanmoins, Eisenhower, le général en chef des forces alliées, décide de ne pas attaquer Berlin probablement pour éviter de sacrifier des soldats dans une zone qui devrait de toute façon être cédée aux Soviétiques à la fin de la guerre.
Pour s'emparer de la ville, les Soviétiques rassemblent 2,5 millions de soldats, 6 250 chars, 7 500 avions et 41 600 pièces d'artillerie. Par comparaison, pour envahir l'Union soviétique en 1941, Hitler avait réuni 3 millions d'hommes, 3 600 chars et 2 258 appareils de combat. Les défenses allemandes sont formées par des unités régulières mais épuisées, mal équipées et désorganisées, et par la Volkssturm, une milice de civils dont l'utilité militaire est discutable.
La bataille commence le 16 avril par la prise des collines de Seelow, dernier obstacle sur la route de Berlin. Les troupes de la SS, dont la plupart sont des unités composées de soldats étrangers ou d'anciens membres des Jeunesses hitlériennes, parfois fanatiques, se défendent farouchement mais sont taillées en pièces par les Soviétiques. L'Armée rouge se fraie difficilement un passage jusqu'au cœur de la ville, qu'elle atteint le 30 avril. Hitler se suicide le même jour et Helmuth Weidling signe la reddition de la ville le 2 mai. Quelques jours auparavant, le 25 avril, les troupes américaines et soviétiques avaient fait leur jonction à Torgau.
Le matin du 7 mai 1945, le général Alfred Jodl signe la capitulation sans conditions de l'Allemagne au SHAEF à Reims. Néanmoins, Staline fut mécontent de la tournure des événements et exigea que la cérémonie officielle se déroule à Berlin au QG du maréchal Joukov. C'est alors le maréchal Wilhelm Keitel qui signe l'acte officiel de reddition de l'Allemagne nazie. La commémoration de la fin de la guerre en Russie a lieu le 9 mai à cause du décalage horaire entre Berlin et Moscou ; la journée est un jour férié. La première parade de la Victoire a lieu à Moscou le 24 juin 1945.
Malgré la capitulation, les derniers éléments du groupe d'armées Centre continuent le combat en Tchécoslovaquie jusqu'au 11 mai 1945.

## Conséquences
Le front de l'Est a constitué de loin le plus grand théâtre d'opérations de la Seconde Guerre mondiale. Il est considéré comme le conflit le plus sanglant de l'Histoire — faisant 30 millions de morts — et se déroulant sur les territoires plus vastes que tous les autres théâtres d'opérations réunis.
Le conflit est le lieu de la guerre totale la plus extrême, sans doute nourrie par des objectifs idéologiques (plutôt que militaires ou politiques) et un antagonisme farouche entre les belligérants. Les nazis ont adopté une ligne de conduite qui se résume à la lutte du fascisme contre le communisme, et le combat entre la race aryenne et la race slave. Dès le départ, Adolf Hitler mentionne une « guerre d'annihilation », une « guerre totale ». Le conflit est ainsi tout le long caractérisé par son extrême brutalité sans commune mesure avec le front de l'Ouest, par une lutte pour la survie de chaque nation se caractérisant par un mépris des ressources engagées, aussi bien en vies humaines qu'en matériel, et une absence de discrimination entre cibles militaires et civiles (extermination de populations, destruction d'infrastructures non militaires, etc.).
L'Union soviétique sort du conflit comme la seconde puissance militaire au monde et dispose d'un prestige considérable. En revanche, c'est un pays économiquement brisé par les combats qui ont eu lieu sur son sol. Selon un rapport présenté au procès de Nuremberg par le général Roman Roudenko, l'invasion allemande a entraîné la destruction de 1 710 villes, 70 000 villages, 2 500 églises, 31 850 établissements industriels, 40 000 hôpitaux, 84 000 écoles ainsi que 60 000 km de voies de chemin de fer.
De son côté, l'Allemagne est à genoux. Militairement totalement vaincue et occupée par ses ennemis, elle est partagée en quatre zones d'occupation et perd tous ses territoires à l'est de la ligne Oder-Neisse soit 15 % de sa superficie d'avant-guerre. La dernière période du conflit voit d'importants déplacements de population dans les territoires contrôlés par l'Armée rouge, comme l'arrivée de 12 millions d'Allemands quittant leurs habitations d'Europe orientale.
La fin du conflit à l'est bouleverse les frontières de l'Europe de l'Est : absorption des Pays baltes par l'URSS, déplacement de la Pologne d'environ 200 km vers l'ouest, disparition de la Prusse-Orientale, création d'une enclave russe autour de la ville de Königsberg — renommée Kaliningrad —, création d'une république soviétique de Moldavie. Les Soviétiques font en sorte, dans les années d'immédiat après-guerre, de transformer les pays de l'Est de l'Europe en satellites de l'Union soviétique, gouvernés par des partis communistes sous la protection de l'Armée rouge. Ce bloc de l'Est va par la suite s'opposer au bloc occidental dans le cadre de la guerre froide.

## Commandants suprêmes et organes de commandement
L'Union soviétique et l'Allemagne nazie étaient deux États gouvernés par des dirigeants disposant d'un pouvoir absolu. Le cours de la guerre sur le front de l'Est fut par conséquent déterminé par les idéologies et les personnalités des commandants suprêmes bien plus que sur tout autre front de la Seconde Guerre mondiale.

### Adolf Hitler

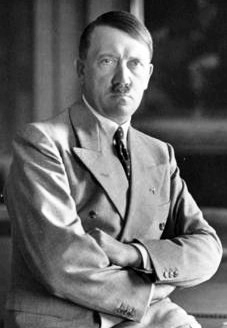
Adolf Hitler mena l'Allemagne tout au long de la Seconde Guerre mondiale, jusqu'à sa perte finale.

Adolf Hitler est bien sûr le dirigeant ayant eu le plus d'influence sur le front de l'est, ne serait-ce qu'en étant celui à l'origine du conflit. Hitler, qui avait toujours envisagé une extension territoriale vers l'est, décide fin 1940 de ne plus donner la priorité à la lutte contre le Royaume-Uni pour se retourner contre l'URSS. Il n'y est pas poussé par ses institutions militaires, qui redoutent au contraire de mener une guerre sur deux fronts.
Hitler a pris l'ascendant sur ses généraux lors des opérations d'avant-guerre, et encore plus en soutenant le plan Manstein d'invasion de la France. À l'été 1940, son prestige et l'autorité obtenue grâce à ses succès est au maximum. Il est convaincu d'être au moins aussi bon que les militaires professionnels. Il garde une certaine méfiance vis-à-vis des plans de ses généraux, n'hésitant pas à questionner, remettre en cause, ou ignorer les recommandations qui lui parviennent. Il joue également de son formidable talent d'orateur et de sa connaissance des sujets industriels et économiques — que ses généraux n'entendent guère — pour convaincre les officiers et les responsables de l'OKW et de l'OKH. Son charisme et son autorité font que très peu d'officiers supérieurs ont la volonté ou le courage de s'opposer, ou de simplement discuter ses décisions.
À mesure du conflit, Hitler intervient de plus en plus étroitement sur la conduite des opérations militaires à partir de ses bunkers de commandement, surtout ceux de Rastenburg en Prusse-Orientale, de Vinnytsia en Ukraine et enfin le Führerbunker sous les jardins de la chancellerie du Reich à Berlin). Après la campagne de Pologne en 1939, Hitler évite soigneusement de se rendre auprès des troupes sur le front, ne voulant pas se confronter avec ce type de réalité. De l'aveu même des généraux, Hitler, qui n'avait pas d'expérience d'état-major, n'est pas dépourvu d'un certain coup d'œil. Il peut prendre des décisions risquées — qui finissent par lui coûter — comme des décisions raisonnables — souvent passées sous silence par les mémorialistes.
En août 1941, après la bataille de Smolensk, Hitler décide de rediriger le groupe d'armées Centre vers l'Ukraine au lieu de tenter d'avancer encore vers Moscou, et contre l'avis de Walther von Brauchitsch, alors commandant en chef de la Wehrmacht ou de Fedor von Bock. Cette décision est toujours source de discussion, les généraux allemands ayant après-guerre reproché à Hitler d'avoir laissé passer la chance d'atteindre Moscou, tandis que les historiens contemporains pensent que la résistance soviétique était de toute façon trop forte pour y parvenir.
Au cours de l'hiver 1941-1942, lorsque la contre-offensive soviétique éventre les lignes allemandes, le commandement allemand est complètement démuni de réserves, si bien que seules les troupes en retraite peuvent rétablir la ligne de front. Beaucoup de généraux considèrent que cela est impossible à moins de se replier sur 500 km jusqu'au Dniepr et la Daugava. Hitler décide alors d'immobiliser les troupes en interdisant tout repli. Son intervention est décisive et permet à la Wehrmacht de se rétablir, alors qu'elle se serait probablement dissoute dans sa retraite. Hitler en conclut qu'il a besoin d'intervenir de plus près dans la conduite des opérations, en repoussant les conseils de ses officiers. Pas moins de 35 généraux sont congédiés durant l'hiver 1941-1942. On considère parfois que c'est à partir de là qu'Hitler s'arc-boute sur chaque kilomètre conquis, refusant tout repli. Hitler peut pourtant ordonner des replis, même sur une échelle opérationnelle, quand cela s'avère nécessaire, notamment lors de l'évacuation du saillant de Rjev en février 1943 ou pendant l'offensive soviétique d'Orel (juillet 1943) parce que la Wehrmacht ne dispose plus de réserves. Il réalisera par la suite que l'Allemagne peut encore céder du territoire à l'Est alors qu'elle n'en a pas la possibilité à l'Ouest. Ce changement d'attitude se traduit notamment dans sa directive no 51 du 3 novembre 1943 (la dernière).
Lors de la campagne de 1942, Hitler ordonne la division de l'axe de progression des armées allemandes, donnant deux objectifs distants de centaines de kilomètres : Stalingrad et le Caucase. Seules des considérations de prestige ou idéologiques peuvent expliquer l'avancée jusqu'à Stalingrad, ville industrielle certes, mais éloignée de toutes ressources naturelles, et dont on pouvait interrompre l'activité sans avoir besoin de la prendre d'assaut. Cette division des efforts, et la concentration des moyens allemands dans la zone urbaine de Stalingrad ouvrent une possibilité de contre-attaque dont l'Armée rouge se saisit.
Après la défaite allemande à Stalingrad, Hitler est psychologiquement abattu et Erich von Manstein peut sans mal le convaincre de lancer une attaque audacieuse avec les maigres réserves qui lui restent. Cette contre-attaque permet de reprendre Kharkov. Ce succès inespéré redonne un peu de crédibilité aux militaires. La décision de lancer en juillet 1943 la bataille de Koursk est ainsi décidée en commun, et après de nombreuses hésitations, par Hitler et l'OKW. Les détails de l'opération sont conçus par l'OKH, et son lancement n'est cette fois pas imposé par Hitler, même si celui-ci intervient sur des détails comme le nombre et le type de chars à déployer.
La série de revers militaires qui suit Koursk amène Hitler à intervenir de plus en plus dans les choix opérationnels sur le front de l'Est. Ses instructions ne permettent pas de rétablir la situation devant un adversaire trop puissant : la technique « pas un pas en arrière » n'est cette fois plus adaptée. Manstein lui reprochera après-guerre de n'avoir pas utilisé une défense élastique, plus souple, ainsi que n'avoir pas confié la responsabilité de l'ensemble du front à un seul commandant. Hitler limoge Manstein en mars 1944.
La frustration issue du commandement d'Hitler est l'un des facteurs ayant mené à la tentative de coup d'État de juillet 1944. Même si la conspiration n'impliquait aucun militaire de haut rang, Hitler considère ensuite l'armée et ses officiers comme suspects et se tourne vers la SS qu'il juge comme plus loyale et prête à obéir aveuglément à ses ordres.
Dans les derniers mois de la guerre, Hitler ordonne la création de Festungs, c'est-à-dire de forteresses ne devant ni se rendre ni reculer. Il concentre les quelques moyens offensifs dont dispose encore l'Allemagne dans des opérations en Hongrie plutôt que pour protéger la Prusse et Berlin. Certains ont vu là la volonté de sauver plutôt l'Autriche — pays natal de Hitler — que l'aristocratie prussienne. Complètement déconnecté de la réalité du terrain, Hitler imagine toujours pouvoir être sauvé par une victoire miracle ou une arme magique. Il se suicide le 30 avril 1945 alors que les Soviétiques ne sont qu'à quelques kilomètres de son bunker.

### Joseph Staline

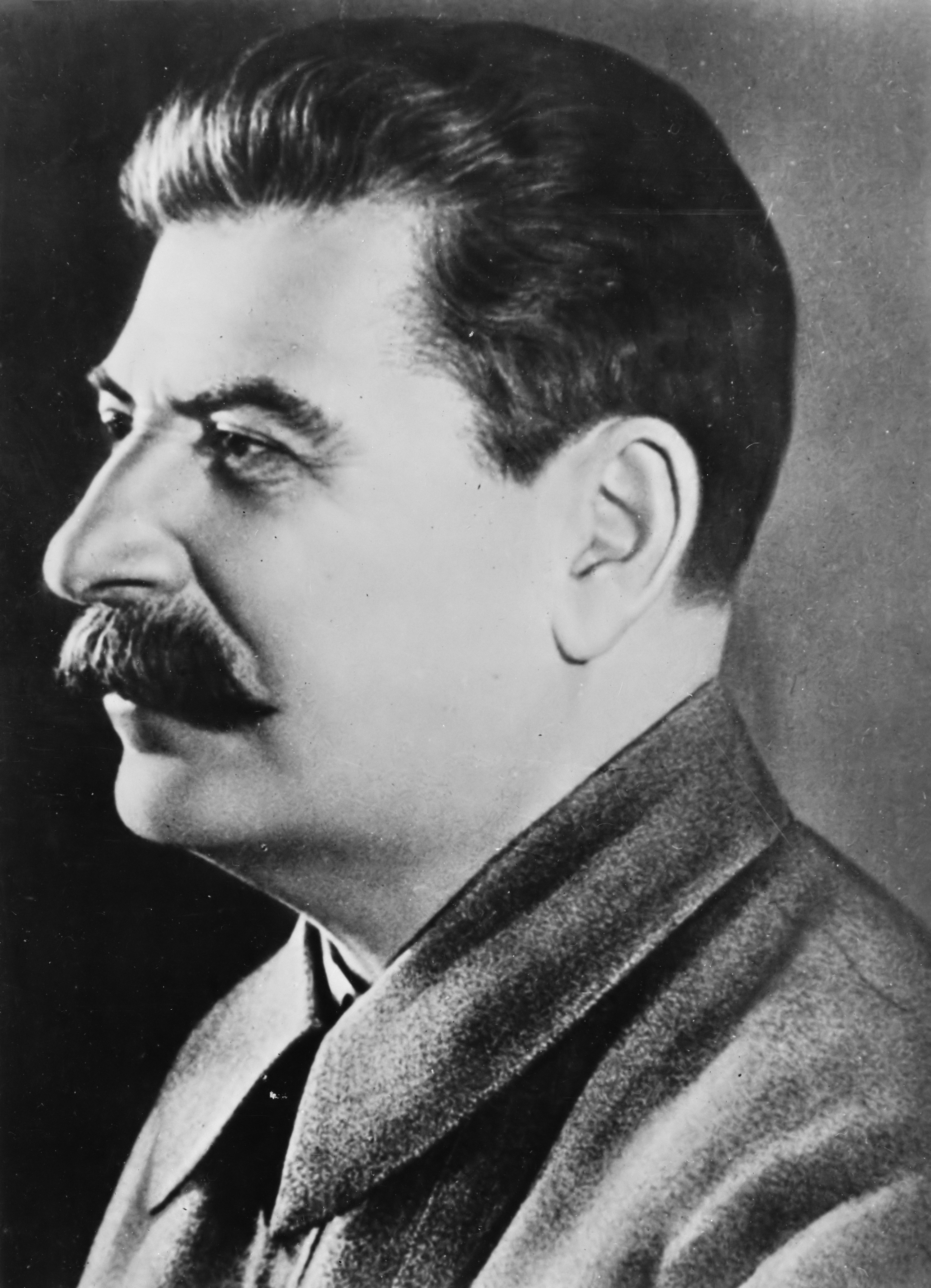
Joseph Staline fut le dirigeant soviétique durant le conflit.

Joseph Staline porte une lourde part de responsabilité dans les désastres du début de la guerre. Son ignorance des renseignements annonçant l'entrée en guerre de l'Allemagne et ses ordres destinés à empêcher toute provocation font perdre plusieurs jours cruciaux à son armée. Néanmoins, le redressement spectaculaire de l'URSS lors de la guerre est largement permis par sa politique d'industrialisation massive au cours des années 1930.
Les Grandes Purges de l'Armée rouge à la fin des années 1930 entraînent la condamnation à mort d'un grand nombre d'officiers à la suite de procès truqués. Cela inclut Mikhaïl Toukhatchevski, l'un des pionniers de l'art opératif et fervent partisan des troupes aéroportées ainsi que des trois quarts des généraux. Ces purges et le marasme qu'elles ont provoqué au sein de l'armée constituent l'un des facteurs de la désastreuse guerre d'Hiver contre la Finlande et convainquent les Allemands de la fragilité de l'Union soviétique. De même le manque d'officiers expérimentés explique les désastres subis au début de la guerre. Cependant ces purges permettent de rajeunir l'armée et de jeunes officiers purent monter en grade ce qui a constitué l'un des facteurs de la victoire. Staline et le NKVD mettent en place un système de contrôle très sévère avec la présence de commissaires politiques à tous les échelons de commandement (depuis le bataillon jusqu'à celui du Front) qui doivent s'assurer de la bonne réalisation des ordres et de la loyauté des officiers et, même si leur pouvoir décroit très fortement à partir de 1942, leur influence reste forte.
Au cours de l'hiver 1941-1942, la réussite de la contre-offensive soviétique met Staline en confiance et celui-ci commet la même erreur qu'Hitler, il croit l'armée allemande anéantie et disperse ses efforts en lançant des offensives en Crimée et vers Leningrad. L'échec de ces attaques montre que l'Union soviétique n'est pas encore prête. À la différence d'Hitler qui s'implique de plus en plus dans la conduite des opérations, Staline délègue la gestion de la guerre à ses officiers et se contente de montrer la direction générale des offensives.
Staline relâche la pression du régime soviétique sur les esprits. La propagande rappelle les précédents victorieux d'Alexandre Nevski et de Mikhaïl Koutouzov et s'il se bat encore pour Staline et la défense du communisme, le soldat russe se bat désormais avant tout pour la « Mère patrie ». La religion orthodoxe, autrefois persécutée, est instrumentalisée pour souder la population autour du régime. L'autorité des commissaires politiques est réduite au profit de la hiérarchie militaire. Néanmoins, le pouvoir absolu de Staline ne faiblit pas. Il s'assure également que son rôle dans la victoire soit mis en avant. Il met en compétition ses généraux, en particulier Koniev et Joukov qui rivalisent de vitesse pour satisfaire le chef du Kremlin au mépris de la vie de leurs hommes. À la fin de la guerre, les généraux les plus populaires (dont Koniev et Joukov) sont remerciés et placés à des postes où ils ne pourront pas menacer le chef du Kremlin.

### Le fonctionnement du haut commandement
Staline et Hitler supervisent très directement - et très étroitement - l'action de leurs forces armées mais progressivement, Staline, dont les initiatives personnelles n'ont pas toujours été couronnées de succès, va déléguer de plus en plus la conduite des opérations aux rares chefs qui ont fait leurs preuves à ses yeux tout en conservant le contrôle exclusif de la stratégie tandis qu'Hitler adopte le comportement opposé, se méfiant de plus en plus de ses états-majors et s'impliquant personnellement d'avantage jusqu'aux niveau tactique.
Staline dirige personnellement les deux organismes responsables de l'effort de guerre : le Comité de défense de l'État (GKO) qui supervise l'effort global et la Stavka le comité restreint qui assure la conduite quotidienne des opérations. De plus, à partir de 1942 et jusqu'à la fin de 1944, la Stavka détache régulièrement auprès des commandants de Fronts des représentants en mission comme les maréchaux Joukov et Vassilievski ou le général Antonov. Ces derniers s'impliquent ainsi très directement dans la conduite des opérations, coordonnent l'action des Fronts et reportent quotidiennement à Staline, par téléphone ou par télégraphe. Staline lui-même appelle directement les commandants de Fronts - ou même d'armées - lorsqu'il en ressent le besoin,.
Côté allemand, après l'échec de l'offensive sur Moscou, Hitler assure personnellement le commandement de l'armée de terre (Oberkommando des Heeres ou OKH) le 19 décembre 1941 en sus de celui de l'ensemble des forces armées (Oberkommando der Wehrmacht ou OKW). En théorie, l'OKH est subordonné à l'OKW (dont le chef nominal est le maréchal Keitel) mais en pratique, sur le front de l'Est, l'état major de l'OKW est exclu de la planification et de la conduite des opérations. Hitler prend les décisions importantes qu'il matérialise sous la forme de directives et il s'implique dans tous les domaines - depuis la conception et le choix des armements jusqu'à l'équipement des unités. À partir de la bataille de Stalingrad, - il organise deux conférences de commandement quotidiennes. Il décide du déplacement des armées, des corps d'armées et des réserves tout en interdisant généralement tout retrait.
Hitler rencontre les chefs de groupes d'armées ou d'armées lorsqu'il se déplace sur le terrain ou lorsque ces derniers viennent le voir mais, contrairement à Staline, il ne les appelle que très rarement, laissant ce soin au général Zeitzler (chef d'état major de l'OKH à partir de septembre 1942).

## Collaboration avec l'occupant
Dès les premiers jours de l'offensive allemande, de nombreux collaborateurs, souvent issus des populations baltes et slaves, apparaissent. Le symbole de cette collaboration est le général Vlassov, qui, entouré de 67 officiers supérieurs, fonde en 1942, le Comité national russe, et une armée, l'Armée russe de libération.
Dès la fin 1941, on compte des centaines de milliers de transfuges parmi les citoyens soviétiques. D'abord recrutés comme supplétifs sous encadrement allemand, ces transfuges, les Hiwis, sont utilisés dans la lutte contre les partisans.

## Occupation et répression

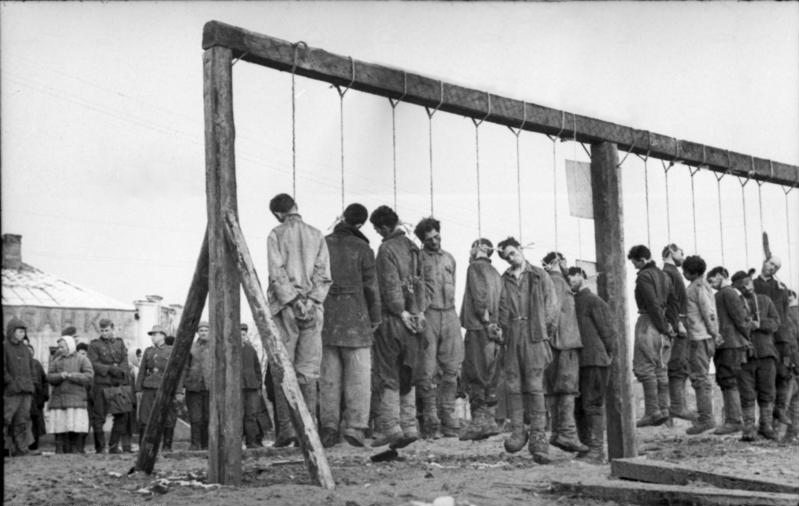
Partisans soviétiques pendus par les Allemands, janvier 1943.

Les énormes gains territoriaux que l'Allemagne avait acquis en 1941 doivent être « pacifiés » et administrés. Pour la majorité des Soviétiques, l'invasion nazie est alors considérée comme un acte brutal sans provocations préalables. Néanmoins, la violente politique stalinienne envers les populations des pays baltes ou d'Ukraine fait que les Allemands y furent parfois accueillis en libérateurs. Les mouvements de libération nationale de ces pays sont cependant considérés avec méfiance par Hitler qui refuse de les soutenir. Les idéologues nazis voient la Russie comme une terre à coloniser sur laquelle il est nécessaire donc d'expulser ou d'éliminer les peuples qui y habitent : c'est l'entreprise du Generalplan Ost. Ainsi, la brutale politique d'occupation nazie retourne rapidement les esprits des peuples occupés qui rejoignent massivement les rangs des partisans.

### Partage de la gestion des territoires occupés
Si les régions proches du front sont dirigées par un pouvoir militaire, l'Ukraine et les pays baltes sont administrés par des Reichskommissariats ; en plus de ces deux ensembles, certaines parties occidentales sont annexées, soit directement par le Reich, comme le district de Bialystok, intégré dans le Gau de Prusse-Orientale, soit indirectement, par le biais du Gouvernement général de Pologne, à l'image de la Galicie-Orientale ; la Roumanie pour sa part récupère la Bessarabie et occupe la Transnistrie, tandis que la Finlande récupère la Carélie.
La mission des administrations allemandes consiste à organiser le pillage, l'exploitation des territoires sans aucune compassion pour la population civile, de procéder à l'extermination progressive de la population slave et, en priorité, des Juifs. Le discours d'intronisation d'Erich Koch au commissariat d'Ukraine est très clair sur la politique allemande : « Notre mission est de pomper d'Ukraine tous les biens que nous pouvons amasser… J'attends de vous la plus grande sévérité envers la population locale ».

### Shoah dans les territoires occupés
Les atrocités envers les populations juives, indistinctement accusées d'avoir soutenu le pouvoir soviétique, commencèrent dès le début de l'invasion, à Garsden (Gargždai), avant même le déploiement des Einsatzgruppen dont la mission était de rassembler les Juifs et de les fusiller. L'antisémitisme ou le ressentiment antisoviétique des populations locales fut largement exploité et celles-ci menèrent de nombreux pogroms. En juillet 1941, Erich von dem Bach-Zelewski organise l'exécution de près de 100 000 personnes dont 35 000 Juifs à Babi Yar. À la fin de l'année 1941, 50 000 soldats étaient déployés dans des missions d'élimination des Juifs. L'industrialisation grandissante des massacres mena à l'adoption de la Solution finale et à la création de camps d'extermination. Durant les trois années de la guerre, environ 1,5 million de Juifs soviétiques furent tués, la plupart par balles, mais aussi enfermés dans des hangars ou des étables et brûlés vifs, ou encore noyés dans les rivières.

### Occupation criminelle

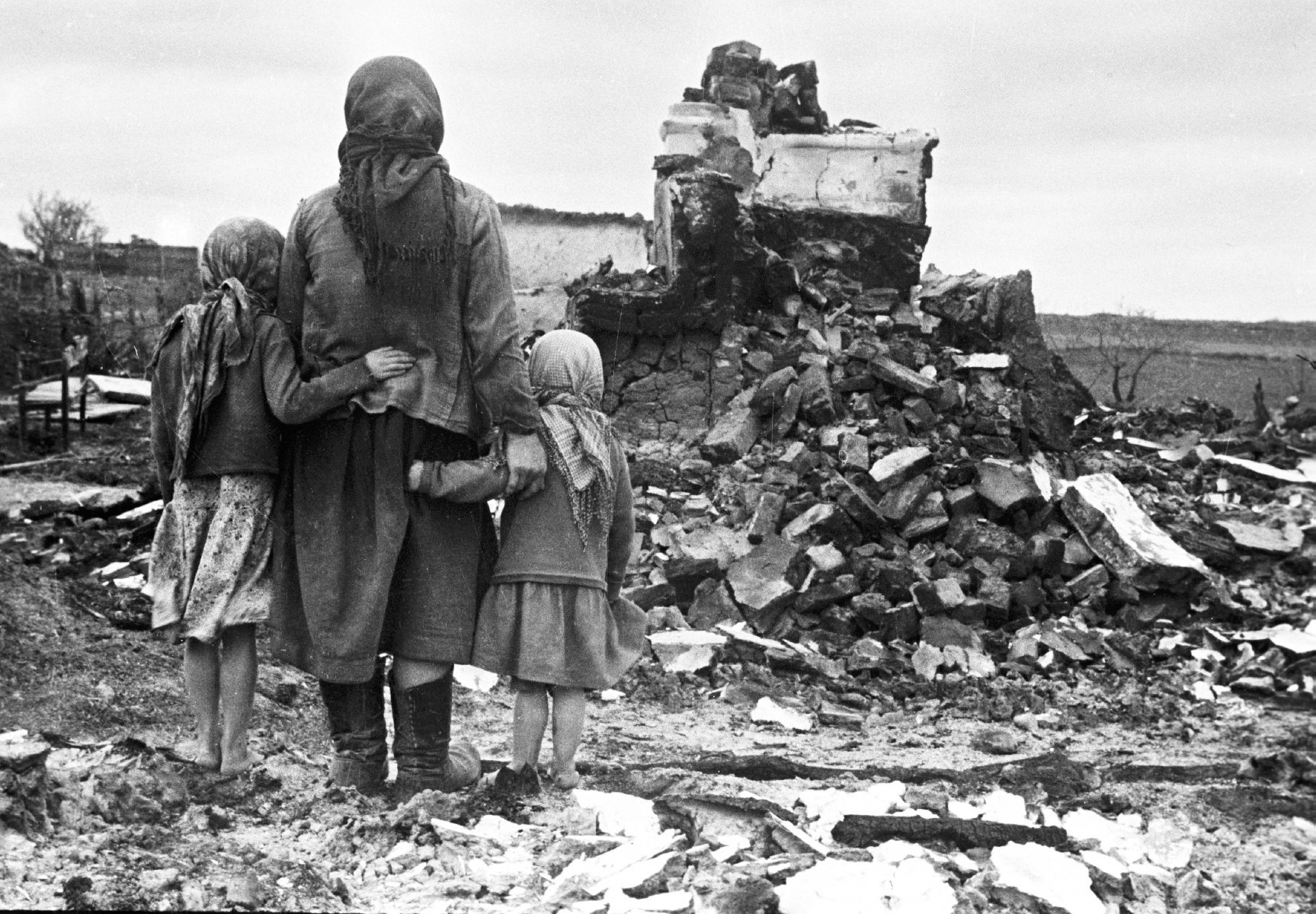
Famille regardant sa maison détruite, 1 septembre 1943.

Le massacre des Juifs et des autres minorités ethniques comme les Roms ne représente qu'une part des morts liées à l'occupation allemande. Des centaines de milliers de civils soviétiques sont exécutés et des millions d'autres meurent de la sous-alimentation liée aux réquisitions allemandes. Au cours de leur retraite en 1943-1944, les Allemands mènent une impitoyable politique de la terre brûlée, détruisant tous les villes, villages et infrastructures, laissant les habitants mourir de faim et de froid.
La violence de l'administration allemande envers les populations locales et les prisonniers de guerre encourage la guérilla menée par les partisans à l'arrière du front. La lutte contre ces milices menaçant la logistique et la sécurité des troupes à l'arrière est un combat acharné et ingrat impliquant souvent une dure répression contre les villageois soupçonnés de les soutenir. Vadim Erlikam a détaillé les pertes soviétiques qui s'élèvent à plus de 26,5 millions. Les pertes militaires de 10,6 millions incluent les 7,6 millions de tués ou disparus, les 2,6 millions de prisonniers de guerre et les 400 000 partisans morts. Les pertes civiles atteignent un total de 15,9 millions. Ce chiffre inclut 1,5 million de morts liées aux combats, 7,1 millions liées à la politique brutale et aux représailles allemandes, 1,8 million déportés en Allemagne pour le travail forcé et 5,5 millions de morts liés à la faim ou aux maladies. La Biélorussie perd par exemple un quart de ses habitants. Le total de 26,5 millions n'inclut pas les famines de 1946-1947 et les victimes des répressions soviétiques, mais comprend les 1 500 000 Juifs qui, dans les statistiques soviétiques, sont comptés parmi les victimes civiles dont la religion n'est pas précisée.
La dureté de la politique allemande à l'encontre des populations des territoires occupés suscite de nombreuses réserves de la part de certains responsables allemands. Celles-ci sont formulées pour la première fois par Rosenberg, le 16 juillet 1941, de longue date partisan d'une alliance entre le Reich et les populations non russes de l'URSS. Ces réserves sont également présentes, à partir du moment où l'échec du Blitzkrieg est patent, en août 1941, chez des officiers généraux, comme von Bock, Franz Halder, ou von Reichenau, mais il semble que ce soient des considérations opportunistes qui commandent ces attitudes moins radicales envers les Slaves de Russie.

### Sort des prisonniers de guerre soviétiques

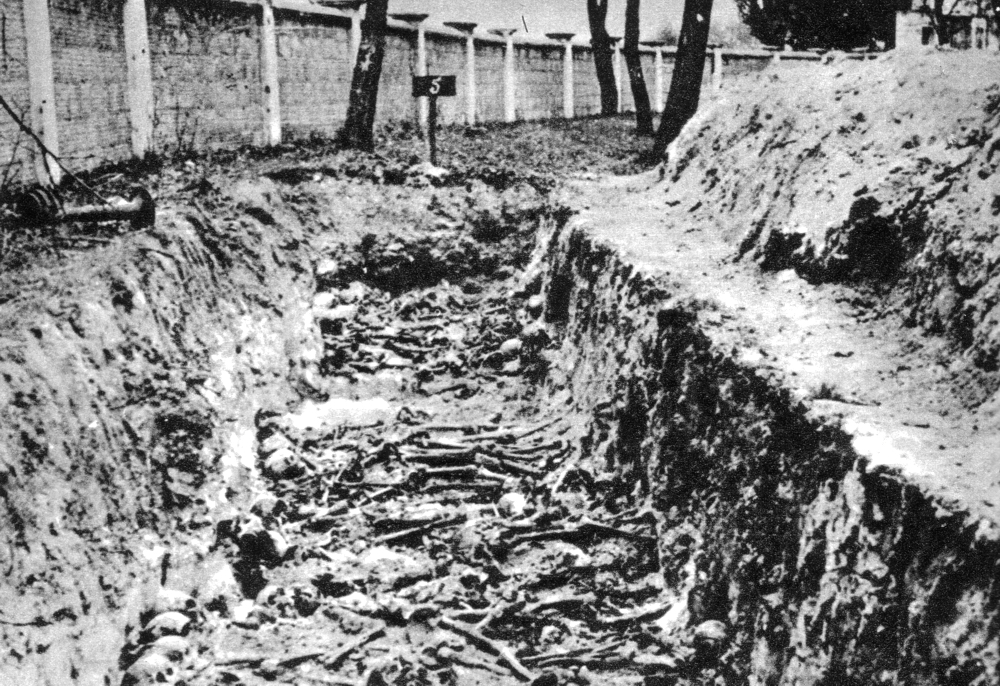
Fosse commune de prisonniers de guerre soviétiques massacrés par les Allemands, camp de concentration de Dęblin, Pologne, date inconnue.

60 % des 5,7 millions de prisonniers de guerre soviétiques moururent au cours de la guerre, victimes de privations, de sévices ou exécutés lors des reconquêtes éphémères de villes prussiennes dans les derniers mois de la guerre. Par comparaison, moins de 5 % des prisonniers de guerre occidentaux ne survécurent pas à la guerre. La justification officielle faite par l'Allemagne était que l'URSS n'avait pas signé la convention de Genève de 1929 relative au traitement des prisonniers de guerre. Les prisonniers soviétiques furent parmi les premiers sur lesquels fut « testé » le Zyklon B qui sera par la suite utilisé lors de la Shoah. De même, les unités allemandes avaient reçu l'ordre d'exécuter immédiatement un certain nombre de prisonniers : les commissaires politiques, ceux qui étaient désignés comme membres ou cadres du Parti, les fonctionnaires, les intellectuels, afin de décapiter la société soviétique, comme avait été décapitée la société polonaise.
De plus, certains prisonniers soviétiques furent employés par l'industrie de guerre allemande : dans le chaos de l'année 1945, ces prisonniers se trouvent souvent sous-alimentés, et volent donc des aliments pour survivre : parfois pris sur le fait, ils sont pour certains d'entre eux massacrés par la population en furie, malgré les consignes du ministère de l'Armement. De plus, la sous-alimentation de ces prisonniers poussait au développement de formes de marché noir, à l'essor des bandes dont ils composaient une bonne partie des effectifs ; ces bandes n'hésitaient pas à s'attaquer à des formations de la Gestapo, et les membres arrêtés ont été fusillés jusqu'aux tout derniers soubresauts du conflit.
De son côté, l'URSS se méfiait de ces prisonniers qui s'étaient rendus au lieu de combattre jusqu'à la mort. Environ 40 % des prisonniers de guerre libérés furent condamnés à des peines allant du bataillon pénal au goulag pour collaboration avec l'ennemi. La répression fut encore plus cruelle avec les soldats ayant rejoint le camp de l'Allemagne même si, comme les Hiwis, ils n'avaient pas eu toujours le choix.

### Sort des prisonniers de guerre de l'Axe

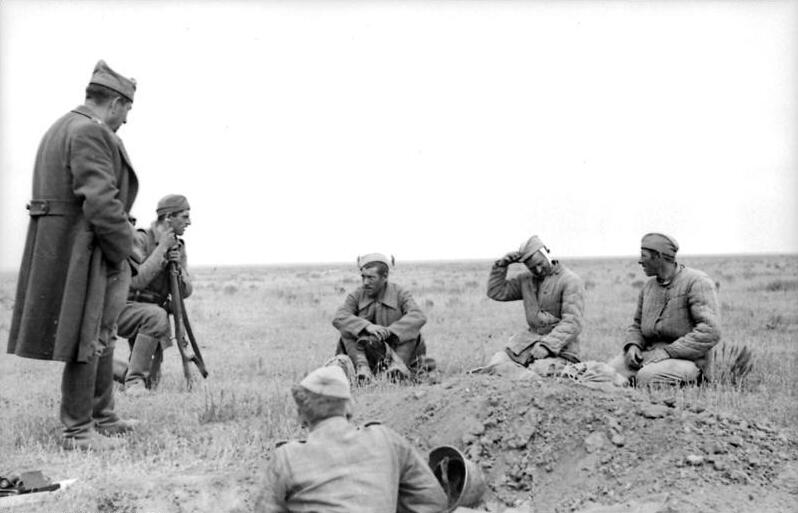
Militaires roumains et soviétiques discutant près de Stalingrad en 1942 : les seconds sont, en théorie, prisonniers des premiers… mais dans peu de temps la situation sera inversée.

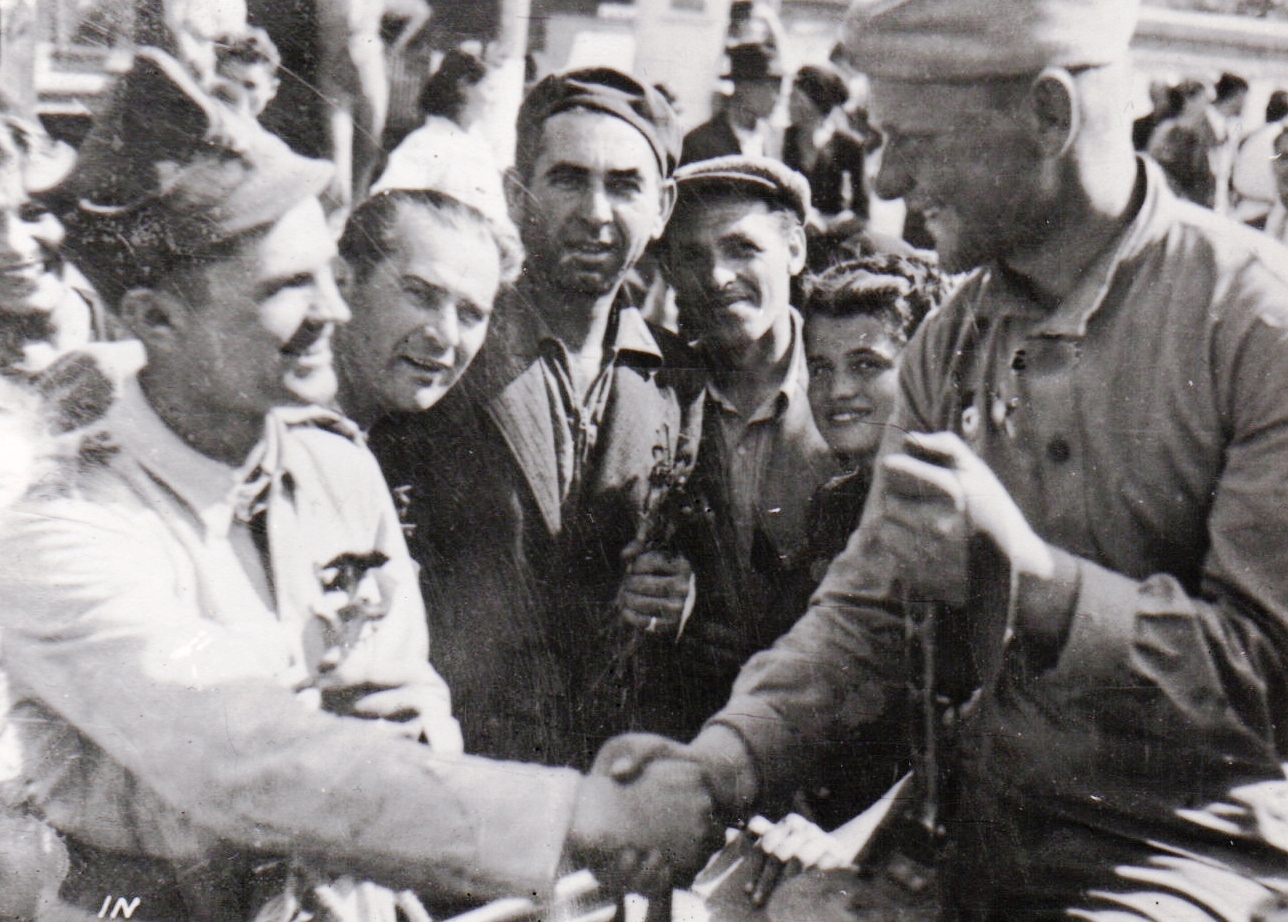
Les forces soviétiques accueillies en alliées par les militaires roumains en 1944.

Le traitement des prisonniers de guerre de l'Axe en URSS dépendait de leur nationalité, mais aussi, conformément à la lutte des classes, de leur grade. Les Allemands, à moins qu'ils ne se déclarent ouvertement communistes et désireux de s'engager dans le combat antinazi, ont subi un traitement analogue à celui des prisonniers soviétiques du Reich. Sur environ 3 060 000 militaires allemands capturés, 1 100 000 ont survécu après avoir passé des années (parfois jusqu'à dix ans après la fin de la guerre) en détention dans des camps de travail, dont ceux du Goulag. La méfiance des Soviétiques se manifestait surtout envers les gradés : ainsi, de nombreux officiers roumains furent jugés selon leur comportement sous les ordres du régime Antonescu dans la guerre antisoviétique : la plupart finirent au Goulag pour ne jamais revenir. D'autres, en revanche, favorables à la cause soviétique, furent promus à la place des disparus et 58 officiers supérieurs reçurent la plus haute distinction soviétique, l'ordre de la Victoire. Parmi les 140 000 militaires roumains faits prisonniers (souvent par unités entières), la plupart des simples soldats furent libérés après l'armistice soviéto-roumain du 12 septembre 1944 et gagnèrent le front commun anti-allemand. Enfin, les militaires non allemands capturés sous l'uniforme de la Wehrmacht ou de la SS (Baltes, Caucasiens, Espagnols, Français, Hongrois, Italiens, Russes, Ukrainiens…) considérés comme traîtres à leurs peuples, furent triés et jugés par le NKVD et, selon le verdict, fusillés, condamnés au Goulag ou, plus rarement, rendus à leurs pays d'origine pour y être jugés.

### Violence de guerre soviétique
La violence de l'Union soviétique, contrairement à celle de l'Allemagne nazie, ne s'adressait pas seulement à des armées ou des civils considérés comme ennemis ou inférieurs, mais à quiconque n'adhérait pas totalement au régime ou était soupçonné de ne pas y adhérer, soldats et civils soviétiques inclus. Lors de l'invasion soviétique de 1939-1940 en Finlande, dans les pays baltes, en Pologne et en Roumanie selon le Pacte germano-soviétique, le NKVD emprisonna, élimina ou déporta systématiquement les cadres locaux (fonctionnaires des états envahis, clergé, professions libérales, forces de l'ordre, de la justice ou de la défense). Dès l'attaque allemande de 1941, ces milliers de prisonniers politiques encore dans les prisons locales, ainsi que ceux détenus en Ukraine et en Biélorussie, furent exterminés (le cas le plus connu est le massacre de Katyń). De plus, l'Armée rouge en retraite pratiqua une politique de la terre brûlée devant l'avance allemande sans égard pour la souffrance de la population et des réfugiés fuyant l'invasion, cloués sur place par confiscation ou destruction de leurs véhicules pour retarder l'ennemi (et ainsi sacrifiés, notamment s'agissant de civils juifs).
Lors du repli de la Wehrmacht, l'Armée rouge se livre à de violentes représailles contre les populations ethniquement allemandes d'Europe de l'Est. Ainsi, lors de l'exode des populations allemandes de l'Est, 2 millions de civils sont massacrés par l'Armée rouge : colonnes de réfugiés mitraillées, femmes violées et assassinées, familles brûlées vives dans leur maison après une tentative de résistance.
À partir de l'automne 1944, et l'entrée sur le territoire allemand proprement dit, les troupes soviétiques se déchaînent contre les civils allemands : ainsi à Goldap, petite ville de Vieille-Prusse, la population est exterminée par les soldats de l'Armée rouge. Dans une atmosphère de haine contre les Allemands, les violences sont encouragées par les commissaires politiques, sous le coup du décret des commissaires, dans le cadre d'une revanche sur la dureté de la guerre depuis 1941, d'une revanche sur la volonté allemande d'extermination des Slaves. Le commandement soviétique incite les soldats à se comporter sauvagement : viols et meurtres de masse sont la norme en ce qui concerne l'attitude des soldats soviétiques, encadrés par leurs officiers, qui organisent les violences. Les proclamations et ordres du jour appellent les soldats soviétiques à « se venger sans pitié sur les meurtriers d'enfants et les bourreaux fascistes ». Lors des premières incursions sur le territoire du Reich à l'automne 1944, le massacre de Nemmersdorf fournit un avant-goût du sort réservé aux populations allemandes : le village a été pillé, 26 personnes, en majorité des enfants et des vieillards, ont été fusillées et 2 femmes ont été violées, selon le rapport de la police secrète de campagne ; cet épisode est abondamment exploité par la propagande nazie, qui insiste sur le caractère bestial de la violence soviétique. En fait, les nazis font ainsi involontairement le jeu des Soviétiques : après le déclenchement de l'offensive Vistule-Oder, encouragée par les intellectuels soviétiques, l'Armée rouge se déchaîne contre les populations civiles pour y semer la terreur et les pousser à fuir d'elles-mêmes vers l'ouest.
Les pillages sont le fait de l'ensemble des troupes, soldats et officiers, et prennent une grande ampleur (comme l'atteste le nombre de colis envoyés depuis le front vers l'URSS) et concernent l'ensemble des biens en Allemagne : productions alimentaires, bracelets de montre, livres, horloges, radios, bicyclettes et dans les autres pays libérés ou occupés, sans compter les exactions proprement dites : fermes et villages brûlés, viols de réfugiées, abattues la plupart du temps. Les provinces orientales de l'Allemagne furent donc le théâtre de multiples pillages et massacres de masse de civils allemands, ressentis par de nombreux officiers et soldats soviétiques comme une vengeance légitime pour ce que les civils soviétiques ont subi pendant l'occupation allemande. Ces exactions furent intensément exploitées par la propagande nazie qui annonça les pires violences en cas de défaite et cette peur provoqua la fuite de 8 millions d'Allemands vers l'ouest.
De plus, lors des évacuations par la mer de réfugiés de Prusse-Orientale, les paquebots Wilhelm Gustloff, Goya et le navire-hôpital Steuben sont torpillés par les sous-mariniers soviétiques Vladimir Konovalov et Alexandre Marinesko en position dans la mer Baltique, constituant la plus grande catastrophe maritime de tous les temps.

## Aspect économique et industriel du conflit
La Seconde Guerre mondiale fut une guerre entre nations industrialisées. Ainsi, deux puissances industrielles se trouvent engagées l'une contre l'autre dans une guerre d'usure, dans laquelle la production joue un rôle important.

### Deux puissances industrielles aux prises dans une guerre d'usure
L'intensité du conflit est directement liée à la mobilisation industrielle des deux nations. L'attaque allemande est fondée sur l'impact de ses troupes blindées (les meilleures percées de 1941 — celles du groupe d'armées Centre — étant celles où l'Allemagne dispose de deux et non d'un seul groupe blindé). La géographie de l'Union soviétique, en particulier les gigantesques steppes, donne un rôle prépondérant à l'arme blindée combinée au soutien aérien, du moins tant que les batailles se jouent hors des centres urbains (Sébastopol, Leningrad, Stalingrad). Progressivement, l'artillerie gagne également en importance, et devient un atout majeur des Soviétiques à partir de 1944 environ. Bien que progressant jusqu'en 1944, la production allemande ne peut rivaliser avec les moyens industriels soviétiques, augmentés des importations du Royaume-Uni et des États-Unis.
L'Allemagne et l'Union soviétique étaient déjà avant-guerre deux puissances industrielles. Puissance industrielle de second rang au début du XXe siècle, la Russie sortit exténuée de la Première Guerre mondiale et de la guerre civile qui ravagea le pays au début des années 1920. Une industrialisation massive sous l'impulsion de Staline l'équipa en industrie lourde jusqu'à en faire une des premières puissances industrielles du monde.
Dès le début du conflit, l'Union soviétique évacua ses industries vers l'est de son territoire, derrière l'Oural. Des millions d'ouvriers sont évacués en même temps et doivent travailler dans des conditions épouvantables. Malgré l'occupation par l'ennemi, en 1941, de territoires produisant 60 % de son acier et de son charbon, 50 % de ses céréales et 40 % de son électricité d'avant-guerre, la production ne diminue pas, ce qui montre à la fois la résilience de l'industrie soviétique, habituée à fonctionner dans des conditions extrêmes depuis plus de 30 ans, et la haute standardisation des armements produits.

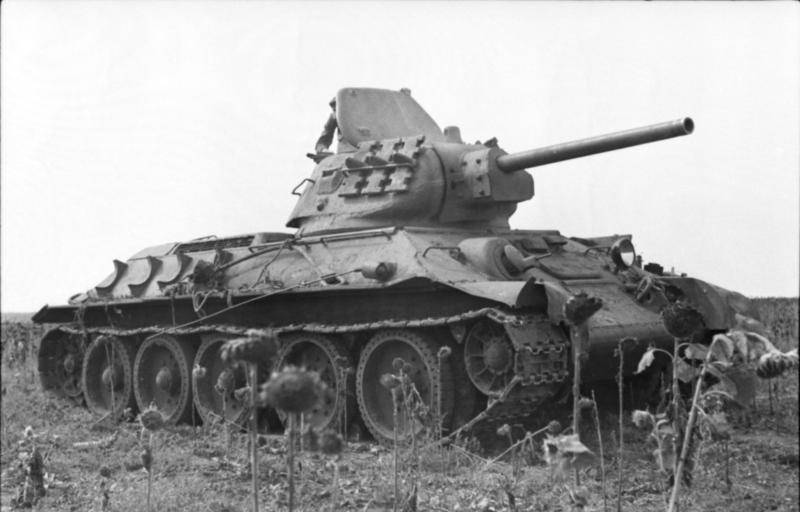
Un char T-34 soviétique en 1942. Sa conception révolutionnaire en fit un atout puissant pour l'Armée rouge.

L'Allemagne était l'un des pionniers de la révolution industrielle. Les installations industrielles sont réparties sur tout le pays, avec de fortes concentrations en Ruhr et en Silésie. Le complexe militaro-industriel allemand a vu l'émergence de puissants groupes industriels (par exemple, Krupp, IG Farben, Messerschmitt) soutenus par un tissu d'entreprises de taille moyenne ou petite. L'Allemagne consacra une part croissante de ses ressources au réarmement (environ 52 % de ses dépenses publiques de 1933 à 1938), jusqu'à souffrir de pénuries en biens de consommation ou en essence dans l'immédiat avant-guerre. Le pays ne disposait pas de suffisamment de matières premières pour alimenter son industrie militaire en pleine croissance et malgré l'acquisition des gisements miniers et des ressources agricoles des pays conquis, elle manquait de pétrole, de céréales, de caoutchouc et de différents minerais comme le manganèse ou le nickel. Plusieurs clauses du Pacte germano-soviétique visaient à compenser ces déficits.
Les deux pays se battirent en guerre totale, avec tous les efforts tournés vers la production d'armement. Malgré les pertes territoriales, la production industrielle soviétique dépasse celle de l'Allemagne dès 1942. L'URSS réussit à sauver son outil industriel et à le garder hors de portée de toute attaque aérienne, et, par le choix d'armes simples et standardisées, a mis en place une production en série efficace. Enfin, à compter de l'opération Barbarossa, elle bénéficie de matériels en provenance du Royaume-Uni et des États-Unis, qui lui permettent de faire l'impasse sur la production de certains matériels précis (typiquement, les camions, les locomotives ou les rations alimentaires).
Les industries allemandes font des choix opposés aux Soviétiques. Plutôt qu'une production massive, est souvent privilégié le développement d'armements sophistiqués, mais à la fois plus chers et plus longs à construire et plus fragiles à utiliser. Ceci touche aussi bien les armes lourdes (blindés, avions) que les simples composants (par exemple, il existe en 1941 plus de 300 types de verre prismatique pour les viseurs, télescopes, jumelles ou périscope). De plus, l'organisation de l'armement souffre d'une absence de coordination entre armée de terre, aviation et marine — chacun se battant pour les mêmes ressources — et entre les institutions de l'État nazi en concurrence permanente. Enfin, à partir de 1943, les industries d'armement sont de plus en plus visées par les bombardements alliés. Sous l'impulsion de Fritz Todt puis d'Albert Speer, qui rationalise l'effort industriel, la production allemande augmente en 1944.

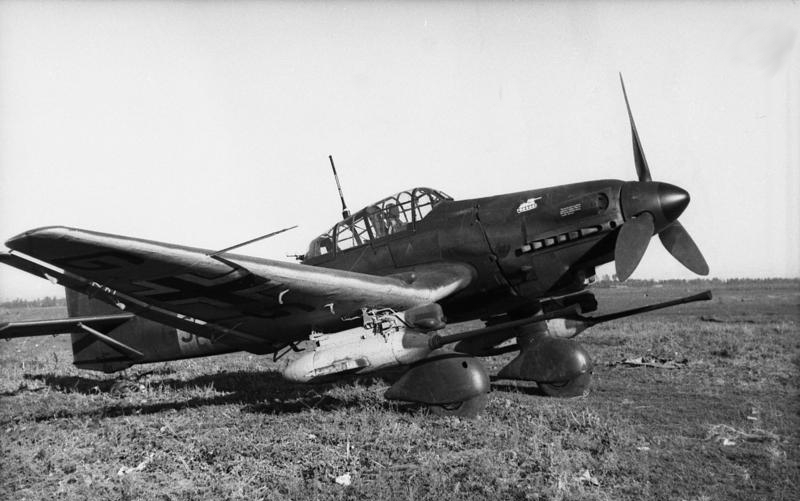
Pour tenter de ralentir la marée des chars soviétiques, les Allemands équipèrent des Stukas avec des canons de 37 mm.

### Réalité de la production
La guerre sur le front de l'Est, entre l'Allemagne et ses alliés, d'une part, et l'URSS, comme l'ensemble du second conflit mondial, est une guerre totale entre pays industrialisés, donc mettant en jeu l'ensemble de la production des pays engagés. Rapidement, les rapports de forces, en ce qui concerne la production de matériel de guerre, penchent en faveur de l'Union soviétique, renforcée par les fournitures américaines. Ainsi, les moyens engagés montrent l'aspect industriel du conflit : le Reich emploie 3 600 000 hommes, 3 648 chars et 2 510 avions face aux 2 900 000 soldats et 15 000 chars cantonnés en Russie occidentale. Rapidement, l'URSS se mobilise et ses capacités de production dépassent à elle seule les capacités de l'Allemagne, malgré l'occupation par le Reich de certains de ses centres industriels : durant les six premiers mois de l'année 1941, 1 503 chars lourds du type KV sont produits, les six mois suivants, les usines soviétiques produisent 4 740 nouveaux chars. En 1944, le Reich met en ligne 27 335 chars légers ou lourds, qui doivent être mis en balance avec les 30 000 chars soviétiques produits pendant la même période. En dépit d'une infériorité numérique qui ne cesse de s'accentuer, la Wehrmacht conserve l'initiative jusqu'à la bataille de Koursk en 1943, grâce à de meilleures tactiques, un meilleur entraînement et l'appui de l'aviation ; elle dispose ainsi de la capacité de lancer de grandes offensives sur de larges portions du front.

### Problèmes de main-d'œuvre
Pour remplacer les ouvriers partis combattre, l'Allemagne fit appel à de la main-d'œuvre étrangère de façon plus ou moins forcée. Dès avant la guerre, la part des femmes dans la main-d'œuvre était beaucoup plus importante en Allemagne que dans d'autres pays industrialisés : plus de la moitié des femmes travaillaient (contre un quart au Royaume-Uni), ce qui laissait peu de marge de manœuvre. En URSS, la proportion de femmes employées, aussi bien les 800 000 présentes dans les unités combattantes de l'Armée rouge que dans un rôle productif, fut plus importante. Si les ouvriers venant des pays d'Europe de l'Ouest étaient globalement bien traités, ce n'était pas le cas à l'est d'où venaient les deux tiers des 12 millions de travailleurs qui participèrent à l'effort de guerre allemand. Maltraités, isolés de la population, ces travailleurs trouvent en Allemagne des conditions de vie humiliantes, qui les poussent à s'enfuir ; malgré les tentatives de la Gestapo pour maintenir ces populations à leur poste, le phénomène prend de plus en plus d'ampleur à partir de 1942. Une forte demande de cette main-d'œuvre féminine, à laquelle répond le décret de Sauckel du 10 novembre 1942, se fait jour dans le Reich : dociles, obéissantes, elles garantissent non seulement un prestige social à leur employeur, si elles sont employées comme domestique, mais elles assurent également un certain nombre de taches salissantes si elles sont employées dans l'industrie ; massivement présentes dans le Reich, ces femmes ont également des relations avec des Allemands, et comme elles sont déclarées germanisables par Hitler, leurs enfants sont placés dans des pouponnières et affamés, non pour des motifs raciaux, mais essentiellement en raison de la place qu'ils occupent dans les priorités des services de rationnement.
L'armée allemande combinait forces et faiblesses, en faisant, au début de la guerre, une sorte « d'arme à un coup ». À côté de quelques unités modernes dans l'utilisation combinée des blindés et de l'aviation, elle était composée d'infanterie traditionnelle circulant à pied et reposant plus sur la traction hippomobile que sur la motorisation. Elle vainquit des adversaires polonais, norvégiens mais surtout français, ce qui renforça sa confiance en soi. De son côté, l'Armée rouge disposait de beaucoup plus de chars et d'avions que les Allemands, certains obsolètes (la moitié des appareils sont des biplans complètement dépassés), d'autres modernes (les blindés T-34, que n'ont pas d'équivalent allemand avant 1943). Plus que de matériel, les Soviétiques manquaient de compétences dans leur utilisation, à la suite des Grandes Purges et du manque d'officiers et de sous-officiers expérimentés. Rapidement, les populations ouvrières engagées dans l'effort de guerre allemand jouent un rôle non négligeable, aussi bien sur place, dans les commissariats d'Ostland et d'Ukraine, mais aussi dans le Reich proprement dit. De plus, les acteurs de l'économie de guerre allemande pillent, par divers biais, ces régions.

### Pillage des régions occupées
Le pillage s'organise dans un premier temps au moyen de la création d'un institut d'émission monétaire, compétent pour l'ensemble des territoires occupés en URSS ; ce projet, initié à l'automne 1941 avec l'aide du gouverneur de la Reichsbank, échoue rapidement. Mais, une banque centrale d'émission, compétente pour le Commissariat du Reich d'Ukraine voit le jour et émet une monnaie, le Karbowanez, utilisée par les hommes d'affaires allemands, puis par la population, obligée d'utiliser cette monnaie, le rouble n'ayant pas cours légal ; les millions de roubles ainsi collectés sont utilisés par les Allemands, militaires ou hommes d'affaires, pour payer leurs achats dans les zones occupées dans lesquelles les monnaies créées en 1941-1942 n'ont pas cours.

## Pertes

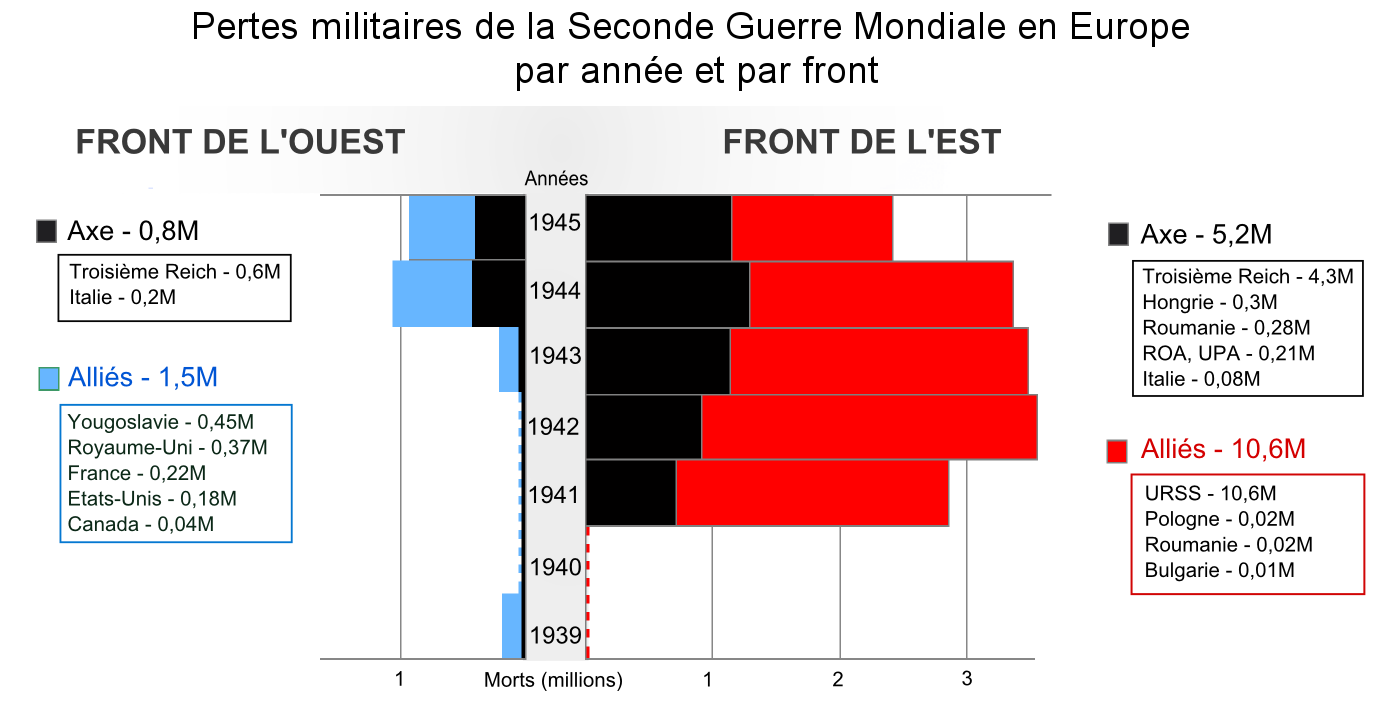
Graphique représentant les pertes militaires en Europe selon le front de combat, à droite les pertes sur le front de l'Est.

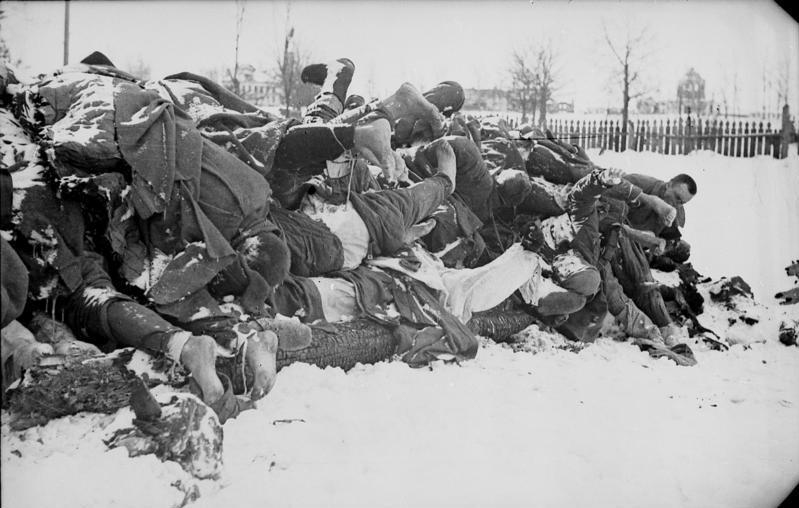
Soldats soviétiques tués dans la poche de Kholm, janvier 1942.

Dès les premiers jours du conflit, les pertes en hommes et en matériel sont énormes. Du côté allemand, hommes et matériel connaissent une usure rapide ; ainsi, une division blindée allemande comptant 212 chars et 17 000 hommes a perdu, à la fin juillet 1941, 200 chars et 6 000 hommes, puis rééquipée en août, se retrouve dans la situation de juillet deux mois plus tard. Les nombreuses pertes de l'année 1941 ont une conséquence sur la suite du conflit. Certes, les pertes sont comblées, le matériel remplacé et de nouvelles divisions créées, mais cela ne doit pas faire illusion, la valeur des soldats et la qualité des matériels, subissant des pertes énormes, sont en constante baisse sur le front de l'Est, jusqu'à la fin de la guerre.
L'importance des pertes allemandes dès les premiers jours du conflit a de nombreuses conséquences sur la qualité des troupes allemandes et de leur encadrement. En effet, dès les premières défaites, à l'hiver 1941, le cadre régimentaire explose et se créent des unités interarmes, mal équipées, mal commandées par des officiers inexpérimentés, recrutées après leur passage dans les jeunesses hitlériennes, ou issues de la réserve.
Les combats impliquèrent des millions de soldats de l'Axe, de ses alliés et de l'Union soviétique sur le plus vaste champ de bataille de l'histoire militaire. Il s'agit de loin du plus sanglant théâtre d'opérations de la guerre.
| Forces de l'Axe                                | Forces de l'Axe | Forces de l'Axe | Forces de l'Axe   | Forces de l'Axe                |
|                                                | Total morts     | Tués/disparus   | Faits prisonniers | Prisonniers morts en captivité |
| ---------------------------------------------- | --------------- | --------------- | ----------------- | ------------------------------ |
| Allemagne                                      | 4 300 000       | 4 000 000       | 3 300 000         | 374 000                        |
| Citoyens soviétiques ayant rejoint l'Allemagne | 215 000+        | 215 000         | 1 000 000         | Inconnu                        |
| Roumanie                                       | 281 000         | 81 000          | 500 000           | 200 000                        |
| Hongrie                                        | 300 000         | 100 000         | 500 000           | 200 000                        |
| Italie                                         | 82 000          | 32 000          | 70 000            | 50 000                         |
| Total                                          | 5 178 000+      | 4 428 000       | 5 450 000         | 824 000                        |

| Forces soviétiques | Forces soviétiques | Forces soviétiques          | Forces soviétiques | Forces soviétiques             |
|                    | Total morts        | Tués/disparus               | Faits prisonniers  | Prisonniers morts en captivité |
| ------------------ | ------------------ | --------------------------- | ------------------ | ------------------------------ |
| URSS               | 10 600 000         | 6 829 437                   | 5 200 000          | 3 300 000                      |
| Pologne            | 24 000             | 24 000                      | Inconnu            | Inconnu                        |
| Roumanie           | 17 000             | 17 000                      | 80 000             | Inconnu                        |
| Bulgarie           | 10 000             | 10 000                      | Inconnu            | Inconnu                        |
| Total              | 10 651 000         | 6 927 204 + partisans morts | 5 280 000          | 3 300 000                      |

Mais il ne faut pas oublier les victimes de maladies d'une armée non préparée à une campagne d'hiver, dans un premier temps, puis à une guerre longue dans un second temps ; ainsi, en décembre 1941, l'armée qui a envahi l'URSS six mois plus tôt compte 90 000 malades et 90 000 soldats aux membres gelés. Parmi les 214 000 soldats de l'Axe morts jusqu'en janvier 1942, les deux tiers sont morts de maladies liées à la rapide détérioration des conditions de vie sur le front côté allemand. L'importance des pertes du second semestre 1941 contribue en outre à casser la Wehrmacht, car les nouvelles recrues, formées à la hâte, ne sont plus en mesure de former des groupes humains aussi cohérents que ceux qui ont constitué l'ossature des divisions dans les campagnes précédentes. En moyenne par mois, la Wehrmacht perd en 1943 100 000 soldats, 150 000 en 1944, et 350 000 entre janvier et avril 1945, soit 30 % des pertes allemandes sur ce front en quatre mois, ce qui souligne l'intensité des combats sur ce front dans les derniers mois de la guerre.
Ces chiffres ne correspondent qu'aux pertes militaires, mais les pertes civiles varient de 14 à 17 millions en très grande majorité du côté soviétique. En effet, entre la percée du 16 janvier 1945 et la reddition de Berlin, le 2 mai, l'Armée rouge a perdu plus de 700 000 soldats, tués au combat ou exécutés par les Allemands, parfois de manière sauvage.

## Historiographie

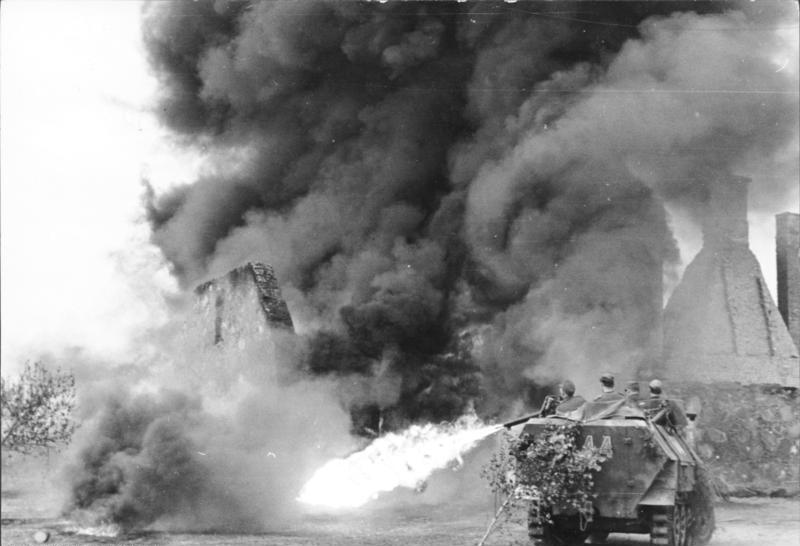
Schützenpanzer équipé de lance-flamme (Sonderkraftfahrzeug 251), en train de détruire un village de Russie centrale en août 1944 au moment de la retraite sur le front de l'Est.

Malgré l'intensité et l'étendue du conflit sur le front de l'Est, son histoire reste encore largement méconnue en Europe occidentale. La guerre froide a sans doute joué un rôle important dans cet « oubli ». La diabolisation de l'URSS lors de cette période a en effet occulté son rôle décisif dans la destruction du Troisième Reich. A contrario, un phénomène de minimisation du rôle des alliés par leurs bombardements et action sur les autres théâtres (Europe du Sud en Italie à partir de 1943, Europe de l'Ouest à partir de 1944) est effectuée par l'URSS vue, dans une vision auto centrée, comme la seule contributrice de la défaite de l'Allemagne nazie. Inversement, le rôle majeur joué par l'URSS sur le théâtre européen est réduit par les alliés.
La fermeture des archives a également joué un grand rôle. Jusqu'en 1991, les documents soviétiques sur cette période étaient en grande partie inaccessibles pour éviter de dévoiler des documents pouvant discréditer le régime notamment les protocoles secrets du pacte germano soviétique d'Août 1939 qui permit à l'URSS d'occuper conjointement sans coup férir des territoires comme la Pologne orientales, les Pays Baltes annexés en 1940 et d'attaquer la Finlande durant la Guerre d'Hiver.
Cela fait que le travail des historiens reposait presque exclusivement sur les documents allemands avec tous les problèmes provoqués par une lecture à sens unique de la guerre. L'ouverture des archives au moment de la chute du bloc de l'Est permit de comprendre le redressement spectaculaire de l'URSS et de l'Armée rouge en 1942, de montrer le courage et les capacités du soldat soviétique de base, mais également la violence et la brutalité du régime stalinien. Il ne faut pas oublier aussi l'aide militaire considérable des États-Unis et du Royaume-Uni à destination de l'URSS, tout au long de la guerre, et surtout à partir du moment où les États-Unis se sont lancés à fond dans la guerre après le 7 décembre 1941 et l'attaque de Pearl Harbor.

### Dans l'historiographie allemande
De même, les mémoires de généraux allemands, en particulier de celles d'Erich von Manstein et de Heinz Guderian, avancèrent que les crimes de guerre et la Shoah avaient été commis par la SS et que la Wehrmacht avait mené une guerre honorable. Cette idée d'une Wehrmacht « propre » se répandit largement au début de la guerre froide où il était plus facile de considérer qu'Hitler était seul responsable des atrocités de la guerre et de la défaite que de se passer d'officiers expérimentés alors que les deux Allemagnes devaient recréer des unités militaires. Le rôle de la Wehrmacht dans les crimes de guerre ne fut pas sérieusement réexaminé avant les années 1980 et, en 2000, un comité d'historiens déclara que la Wehrmacht ne « s'était pas seulement empêtrée dans le génocide des juifs et dans les autres crimes de guerre, mais qu’elle y avait participé, en jouant tantôt un rôle de premier plan, tantôt d’homme de main ». Le mythe de la « Wehrmacht propre » « a volé en éclats dans les années 1990 … et entraîné en Allemagne une violente controverse ».

### Dans l'historiographie russe: un passé toujours sensible?
En Russie, l'historiographie de la Seconde Guerre mondiale a évolué au gré des changements de pouvoirs mais reste un sujet extrêmement sensible à la fois dans un pays dont la société a été fortement ébranlée par les difficultés économiques et sociales dans les années 1990 et 2000 à la suite de la chute de l'URSS et d'autre part par l'usage politique qu'en font les dirigeants en exercice à la suite des multiples sanctions que les autres États Occidentale, comme les États Unis, l'Union Européenne exercent sur eux depuis l'invention Russe en Ukraine[incompréhensible].

### Durant l'URSS: la mise en place du mythe
Sous l'URSS (1945-1991) et notamment sous Leonid Brejnev (1964-1982), elle est l'objet d'une véritable mythologie avec l'instauration de complexes monumentaux et de grandioses représentations. Cette glorification est obtenue au prix de la transformation d'un évènement tragique en épopée héroïque par le pouvoir au prix de nombreux tabous (exactions commises par l'Armée Rouge sur les territoires occupés, répressions sous la férule de Staline notamment avec l'ordre no 227 du 28 juillet 1942 interdisant les retours en arrière des soldats, pertes humaines extrêmement élevées dus aux ordres des états-majors, sur ordre de la direction communiste sacrifiant des centaines de milliers de soldats [...]),.

### Au cours de la Pérestroïka: les révélations des archives
Dans les années 1980 et 1990 notamment avec la perestroïka instituée sous Mikhaïl Gorbatchev, et l'implosion de l'URSS, puis sous la présidence de Boris Eltsine (1991-1999), les révélations des archives remettent en cause le culte notamment sur le système répressif soviétique et le coût humain de cette guerre dont les pertes sont alors estimées à 26 millions de morts dont 8 millions de militaires par une commission de militaires et d'historiens qui accèdent aux archives de l'armée.

### Début des années 2000: un récit de nouveau sacralisé
Affaibli, il reprend ensuite de la puissance sous la direction de Vladimir Poutine à la tête de l'État russe depuis 2000. Désormais, l'État glorifie la période soviétique et Staline ayant gagné la Seconde Guerre mondiale, tout en minimisant et en occultant les crimes innombrables perpétrés au cours de cette période (...).
La date du 9 mai est aujourd'hui la date la plus importante du calendrier civil russe. De ce fait, l'histoire de la Seconde Guerre Mondiale est considérée depuis les années 2000 comme sacrée par l'État russe, qui a légiféré par un décret présidentiel du 15 mai 2009 interdisant tout "sacrilège", "blasphème" ou de "falsifications" susceptibles de nuire aux intérêts de la Russie".
Il faut également noter la récupération par le pouvoir politique russe d'une initiative civile ayant vu le jour en 2007 baptisé le régiment immortel. Cette manifestation pacifiste, comme le rappelle l'historienne franco-russe spécialiste de la Russie soviétique Galia Ackerman, avait pour objectif au départ de « rétablir la justice : les héros qui s'étaient battus pour la liberté de leur pays avaient droit d'assister – eux ou leurs photos – à la Fête de la Victoire. ».
Généralisée à l'ensemble de la Russie et gagnant en puissance en 2013, l'État soutient cette démarche en l'encadrant à partir de 2015, où le président défile un portrait de son père à la main. Il dirige de manière de plus en plus ouverte ce rite patriotique dont l'objectif initial plutôt noble : « Préserver, au sein de chaque famille, la mémoire de la génération qui a vécu la Grande Guerre patriotique » rappelle Galia Ackerman, est détourné au profit d'une propagande belliqueuse et nationaliste. En 2017, 8 millions de personnes avaient défilé pour cette manifestation.
En réalité, la Seconde Guerre Mondiale est vue en Russie comme l'un des rares points uniques historiques de cohésion de la société russe en mal de repères, face à un État russe perçu comme de moins en moins légitime et de plus en plus autoritaire renforcé notamment dans le contexte de la guerre en Ukraine déclenchée depuis le 24 février 2022.
De plus, la Grande Guerre patriotique, nom donné à la Seconde Guerre Mondiale par les Russes, n'est pas seulement un événement fédérateur à usage interne : elle s'inscrit dans la confrontation avec l'Occident. « Le récit fondateur de la victoire soviétique est un signal envoyé à l'étranger, rappelle Tatiana Kastoueva-Jean, chercheuse à l'Ifri. Il permet de légitimer l'ordre international de l'après-guerre dans lequel l'URSS jouait les premiers rôles. Le discours fait apparaître la Russie comme une puissance fondamentalement vertueuse avec laquelle l'Occident doit compter ».
En optant de fait, pour une thèse où "le peuple (russe) qui a vaincu le plus grand mal du XXe siècle, le nazisme, se trouve intrinsèquement du côté du bien, hier comme aujourd'hui", la vision historique russe de la Seconde Guerre Mondiale, manipulée, fortement idéologique et émotionnelle est placée au service de desseins politiques contemporains d'expansion au lieu de livrer une vision historique incontestablement plus contrastée.